# Улицы Мариуполя
Перечень улиц, площадей и проспектов города Мариуполя

## Современные улицы
Список приведён в соответствии с приложением № 2 Решения Мариупольского городского совета № 7/4-39 от 28 января 2016 года «Словарь улиц города Мариуполя (по административным районам), посёлков Сартана, Старый Крым, Талаковка».
| Улица                          | Район                                 | Посёлок/СТ                                     | Примечания |
| ------------------------------ | ------------------------------------- | ---------------------------------------------- | --- |
| 1 Авангардная ул.              | Центральный                           | СТ «Авангард»                                  | 20 сентября 2011 образована; до того — ул. № 1 |
| 1 Азовская ул.                 | Центральный                           | Правый берег                                   | |
| 1 Кальчик ул.                  | Центральный                           | Правый берег                                   | |
| 1 Крайняя ул.                  | Центральный                           | СТ «Металлист»                                 | 28 августа 2013 образована |
| 1 Яснополянский пер.           | Кальмиусский                          | Мирный                                         | |
| 130-й Таганрогской Дивизии ул. | Левобережный                          |                                                | переименована из ул. Жемчужная; 130-я стрелковая дивизия — воинское соединение СССР в Великой Отечественной войне, действовавшее в период с мая 1943 по май 1945, освобождавшее Мариуполь в 1943 |
| 2 Авангардная ул.              | Центральный                           | СТ «Авангард»                                  | 8 апреля 2016 утверждена |
| 2 Авангардная ул.              | Центральный                           | СТ «Ильичёвец»                                 | 20 сентября 2011 образована; до того — ул. № 2 |
| 2 Азовская ул.                 | Центральный                           | Правый берег                                   | |
| 2 Кальчик ул.                  | Центральный                           | Правый берег                                   | |
| 2 Крайняя ул.                  | Центральный                           | СТ «Металлист»                                 | 28 августа 2013 образована |
| 2 Яснополянский пер.           | Кальмиусский                          | Мирный                                         | |
| 24 квартал                     | Кальмиусский                          |                                                | |
| 25 квартал                     | Кальмиусский                          |                                                | |
| 26 квартал                     | Кальмиусский                          |                                                | |
| 27 квартал                     | Кальмиусский                          |                                                | |
| 221 Стрелковой дивизии бульв.  | Центральный                           |                                                | 221-я стрелковая дивизия — воинское соединение СССР в Великой Отечественной войне, участвовавшее в освобождении Мариуполя в 1943 |
| 3 Азовская ул.                 | Центральный                           | Правый берег                                   | |
| 3 Яснополянский пер.           | Кальмиусский                          | Мирный                                         | |
| 4 Азовская ул.                 | Центральный                           | Правый берег                                   | |
| 7 проезд                       | Кальмиусский                          |                                                | 26 мая 2010 образован |
| 8 Марта ул.                    | Кальмиусский                          | Азовкольцо                                     | в честь Международного женского дня |
| 9 Авиадивизии ул.              | Центральный                           |                                                | 9-я авиационная дивизия — авиационная дивизия Дальней авиации, входившая в состав 37-й воздушной армии Верховного Главного командования, с 26 декабря 1944 — 22-я гвардейская тяжёлая бомбардировочная авиационная Донбасская Краснознамённая дивизия, участвовала в освобождении Мариуполя в 1943 |
| 9 Мая ул.                      | Левобережный                          |                                                | в честь Дня Победы |
| I Нежинский проезд             | Левобережный                          |                                                | |
| I Озёрная ул.                  | Приморский                            | Гавань                                         | до 1930-х (?) — Озёрная ул. |
| I Приморский пер.              | Левобережный                          |                                                | |
| I Терновый пер.                | Левобережный                          |                                                | |
| II Зинцевый пер.               | Приморский                            | Кировка                                        | |
| II Зинцевый спуск              | Приморский                            | Кировка                                        | 30 сентября 2008 образован |
| II Нежинский проезд            | Левобережный                          |                                                | |
| II Приморский пер.             | Левобережный                          |                                                | |
| III Зинцевый пер.              | Приморский                            | Кировка                                        | |
| III Зинцевый спуск             | Приморский                            | Кировка                                        | 30 сентября 2008 образован |
| Абрикосовая ул.                | Кальмиусский                          | СТ «Лотос»                                     | в 2000-х образована |
| Абрикосовая ул.                | Приморский                            | СТ «Маяк»                                      | в 2000-х образована |
| Абрикосовая ул.                | Центральный                           | СТ «Строитель»                                 | 28 августа 2013 образована; до того — ул. № 6 |
| Авиаторов ул.                  | Центральный                           | СТ «Коксохимовец»                              | 28 августа 2013 образована |
| Авиационная ул.                | Центральный                           | Новосёловка                                    | |
| Авиационный пер.               | Центральный                           | Новосёловка                                    | |
| Австрийская ул.                | Кальмиусский                          | Колонна                                        | до 28 января 2016 — ул. Красногвардейская |
| Автотранспортная ул.           | Приморский                            | СТ «Автотранспортник»                          | 15 сентября 2009 образована; до того — ул. № 1 |
| Аграрная ул.                   | Центральный                           | СТ «Зелёный огонёк», «Энергия ЛПС»             | 18 июня 2013 образована; до того — Центральная ул. |
| Административная пл.           | Центральный                           |                                                | образована в 1970-х (?); на этом месте до середины XX века — пл. Республики, до 1930-х — Покровская пл. (альтернативное название — Сенная пл.) |
| Азовская ул.                   | Левобережный                          | Пионерское                                     | |
| Азовская ул.                   | Приморский                            | СТ «Чайка»                                     | в 2000-х образована |
| Азовская ул.                   | Центральный                           |                                                | в 2000-х образована (?) |
| Азовский жилмассив             | Приморский                            |                                                | |
| Азовский пер.                  | Центральный                           | Правый берег                                   | |
| Азовской военной флотилии ул.  | Приморский                            |                                                | до 28 января 2016 — ул. Красной Азовской Флотилии; Азовская военная флотилия — название формирований российского, во время гражданской войны Белого и Красного, а впоследствии советского военно-морского флота, предназначавшихся для действий на Азовском море |
| Азовстальская ул.              | Левобережный                          |                                                | Азовсталь — металлургический комбинат в Мариуполе |
| Азовстальский пер.             | Левобережный                          |                                                | |
| Азовье квартал                 | Приморский                            |                                                | |
| Айвазовского ул.               | Левобережный                          | Ляпино                                         | Айвазовский, Иван Константинович (1817—1900) — русский живописец, мастер морского пейзажа |
| Айвовая ул.                    | Центральный                           | СТ «Ильичёвец»                                 | в 2000-х образована (?) |
| Академика Амосова ул.          | Кальмиусский                          | Апатова                                        | до 28 января 2016 — ул. Менжинского; в 1950-х из ул. 8-я Апатова пос.; Амосов Николай Михайлович (1913—2002) — советский и украинский торакальный хирург, учёный-медик, кибернетик, литератор |
| Александровская ул.            | Центральный                           | СТ «Ильичёвец»                                 | в 2000-х образована (?) |
| Алмазная ул.                   | Левобережный                          |                                                | |
| Алмазный проезд                | Левобережный                          |                                                | |
| Алтайская ул.                  | Кальмиусский                          | Мирный                                         | |
| Алтайский пер.                 | Кальмиусский                          | Мирный                                         | |
| Алтайский проезд               | Кальмиусский                          | Мирный                                         | |
| Алтайский туп.                 | Кальмиусский                          | Мирный                                         | |
| Амурская ул.                   | Приморский                            |                                                | |
| Амурский пер.                  | Приморский                            |                                                | |
| Ангарская ул.                  | Приморский                            | Кировка                                        | |
| Ангарский пер.                 | Приморский                            | СТ «Глория»                                    | в 2000-х образована |
| Ангарский проезд               | Приморский                            | СТ «Глория»                                    | 25 февраля 2011 образован; до того — ул. № 1 |
| Аносова пер.                   | Левобережный                          |                                                | Аносов, Павел Петрович (1799—1851) — русский металлург, разработал процессы получения высококачественной литой стали, первым раскрыл тайну булата, секрет изготовления которого был потерян с древних времён. |
| Антоновская ул.                | Центральный                           | СТ «Жилстроевец»                               | в 2000-х образована |
| Апрельская ул.                 | Центральный                           | Новосёловка                                    | до 3 марта 2016 — ул. Осоавиахима; до 1930-х (?) — Орловская ул. |
| Аральская ул.                  | Приморский                            |                                                | |
| Аральская ул.                  | Приморский                            | СТ «Моряк»                                     | 28 августа 2013 образована |
| Аральский пер.                 | Приморский                            |                                                | |
| Аральский проезд               | Приморский                            |                                                | |
| Аральский туп.                 | Приморский                            |                                                | |
| Арктики пер.                   | Кальмиусский                          | Гуглино                                        | |
| Арктики ул.                    | Кальмиусский                          | Гуглино                                        | |
| Армейская ул.                  | Кальмиусский                          | Аэродром                                       | |
| Армейский пер.                 | Кальмиусский                          |                                                | 26 мая 2010 образована; рядом с ул. Покрышкина |
| Артиллерийский пер.            | Центральный                           | Шишманка                                       | |
| Асфальтная ул.                 | Кальмиусский                          | СТ «Икарус»                                    | 28 марта 2014 образована; до того — ул. № 1 |
| Атласная ул.                   | Центральный                           | Новосёловка                                    | переименована в 1930-х (?), до того — Береговая ул. |
| Аэродромная ул.                | Центральный                           | Парковый                                       | |
| Аэродромный пер.               | Центральный                           | Парковый                                       | |
| Бабака И.И. ул.                | Приморский                            | СТ «Моряков»                                   | в 2000-х образована; Бабак, Иван Ильич (1919—2001) — советский военный лётчик, участник Великой Отечественной войны, командир звена 100-го гвардейского истребительного авиационного полка 9-й гвардейской истребительной авиационной дивизии 8-й воздушной армии Южного фронта, участвовал в освобождении города |
| Багратиона пер.                | Приморский                            | Кировка                                        | |
| Багратиона ул.                 | Приморский                            | Кировка                                        | Багратион, Пётр Иванович (1765—1812) — герой Отечественной войны 1812 года. |
| Бажана ул.                     | Кальмиусский                          | Зирка                                          | Бажан, Николай Платонович (1904—1983) — украинский поэт, переводчик, публицист, культуролог, энциклопедист и общественный деятель |
| Баженова проезд                | Кальмиусский                          | Зирка                                          | |
| Баженова ул.                   | Кальмиусский                          | Зирка                                          | по адресу имеется только 3 дома, скорее всего — альтернативное название ул. Бажана (?); Баженов, Василий Иванович (1737—1799) — русский архитектор и педагог |
| Бакинская ул.                  | Приморский                            |                                                | |
| Бакинский пер.                 | Приморский                            |                                                | |
| Бакинский проезд               | Приморский                            |                                                | |
| Бакинский туп.                 | Приморский                            |                                                | |
| Балочный пер.                  | Левобережный                          |                                                | |
| Балтийская ул.                 | Приморский                            |                                                | |
| Банный пер.                    | Левобережный                          |                                                | |
| Банный спуск                   | Центральный                           |                                                | с 1920-х до 19 декабря 1991 назывался спуск III Интернационала, до 1920-х — Торговый спуск |
| Баркова Н.Ф. ул.               | Кальмиусский                          |                                                | 26 мая 2010 образована; рядом с ул. Покрышкина; Барков, Николай Фёдорович (1913—1951) — советский офицер, участник двух войн, Герой Советского Союза (31 мая 1945), командир огневого взвода артиллерийской батареи 1050-го стрелкового полка 301-й стрелковой дивизии 9-го стрелкового корпуса 5-й ударной армии 1-го Белорусского фронта, умер в Мариуполе |
| Баррикадная ул.                | Левобережный                          |                                                | |
| Бассараб ул.                   | Приморский                            |                                                | в 2010-х образована; образована |
| Бассараб ул.                   | Приморский                            | СТ «Наладчик»                                  | 4 февраля 2014 образована |
| Батумская ул.                  | Приморский                            |                                                | |
| Батумский пер.                 | Приморский                            |                                                | |
| Батумский пер.                 | Приморский                            | СТ «Моряк»                                     | 28 августа 2013 образован; до того — ул. № 3 |
| Батумский тупик                | Приморский                            |                                                | образован 26 мая 2010 |
| Баха ул.                       | Кальмиусский                          | Апатова                                        | в 1950-х из ул. 9-я Апатова пос.; Бах, Иоганн Себастьян (1685—1750) — немецкий композитор и органист. |
| Бахмутская ул.                 | Центральный                           | Новосёловка                                    | до 1930-х (?) — Старобахмутская ул. |
| Бахмутский пер.                | Центральный                           | Новосёловка                                    | |
| Бахмутский туп.                | Центральный                           | Новосёловка                                    | |
| Бахчиванджи ул.                | Центральный, Приморский               |                                                | Бахчиванджи, Григорий Яковлевич (1909—1943) — лётчик-испытатель первого в мире реактивного самолёта, жил и работал в Мариуполе |
| Бахчиванджи ул.                | Приморский                            | СТ «Маяк»                                      | в 2000-х образована; в честь Г. Я. Бахчиванджи |
| Безымянная ул.                 | Центральный                           | Осоавиахима                                    | |
| Белинского пер.                | Левобережный                          |                                                | |
| Белинского ул.                 | Левобережный                          |                                                | Белинский, Виссарион Григорьевич (1811—1848) — русский литературный критик, публицист |
| Белорусская ул.                | Кальмиусский                          |                                                | |
| Белорусский пер.               | Кальмиусский                          |                                                | |
| Белорусский проезд             | Кальмиусский                          |                                                | |
| Белосарайский пер.             | Приморский                            | Западный                                       | |
| Белосарайский проезд           | Приморский                            | Западный                                       | |
| Белякова ул.                   | Кальмиусский                          | Гуглино                                        | Беляков, Александр Васильевич (лётчик) (1897—1982) — советский учёный авианавигатор, профессор, генерал-лейтенант. Штурман первых дальних беспересадочных полётов в 1936 — 37 годах. |
| Бердянский пер.                | Приморский                            |                                                | |
| Береговая ул.                  | Центральный                           | Новосёловка                                    | |
| Берёзовая ул.                  | Приморский                            | СТ «Портовик»                                  | 26 мая 2009 образована; до того — ул. № 10 |
| Берёзовый пер.                 | Центральный                           | Новосёловка                                    | |
| Бестужева пер.                 | Левобережный                          |                                                | |
| Бестужева проезд               | Левобережный                          |                                                | |
| Бестужева туп.                 | Левобережный                          |                                                | |
| Бестужева ул.                  | Левобережный                          |                                                | Бестужев, Александр Александрович (1797—1837) — декабрист-офицер, русский писатель |
| Биологическая ул.              | Кальмиусский                          | Садки                                          | |
| Биологический массив           | Кальмиусский                          | Садки                                          | |
| Биологический пер.             | Кальмиусский                          | Садки                                          | |
| Благовестная ул.               | Приморский                            |                                                | до 28 января 2016 — ул. Благоева; до 1930-х (?) — Базарная ул. (часть) |
| Благовещенский пер.            | Кальмиусский                          | Каменск                                        | до 28 января 2016 — пер. Коминтерна |
| Блажевича ул.                  | Кальмиусский                          |                                                | до 1950-х (?) — ул. Пирогова; Блажевич, Иван Иванович (1917—1945) — командир 221-й Мариупольско-Хинганскойстрелковой дивизии, освобождавшей Мариуполь в годы ВОВ. |
| Блинова ул.                    | Кальмиусский                          | Новогуглино                                    | Блинов, Иван Петрович (1904—1981) — старший машинист паровозного депо станции Курган, инициатор движения машинистов-пятисотников. |
| Богдана ул.                    | Приморский                            | Кировка                                        | до 1940-х (?) — Степная ул. (севернее ул. Гагарина); Богдан, Юрий Ильич (1915—1943) — участник ВОВ. Парторг роты морских пехотинцев, освобождавших от гитлеровцев Мариуполь. |
| Богдана Хмельницкого бульв.    | Центральный, Приморский               |                                                | Хмельницкий, Богдан Михайлович (1595—1657) — гетман Украины, возглавивший освободительную войну украинского народа против панской Польши (1648—1654) |
| Богунская ул.                  | Кальмиусский                          | Азовкольцо                                     | Богун, Иван (1618—1664) — полковник Войска Запорожского |
| Боевая ул.                     | Кальмиусский                          | Каменск                                        | до 28 января 2016 — ул. Революции |
| Больничный массив              | Кальмиусский                          |                                                | |
| Больничный массив I            | Кальмиусский                          |                                                | |
| Больничный пер.                | Приморский                            |                                                | |
| Большая азовская ул.           | Приморский                            |                                                | |
| Большая морская ул.            | Приморский                            |                                                | |
| Бондарный пер.                 | Приморский                            | Гавань                                         | |
| Бородина ул.                   | Кальмиусский                          | Аэродром                                       | Бородин, Александр Порфирьевич (1833—1887) — русский композитор и учёный-химик |
| Боткина ул.                    | Кальмиусский                          | Речной                                         | Боткин, Сергей Петрович (1832—1889) — русский врач-терапевт, основоположник физиологического направления в клинической медицине, общественный деятель |
| Братская ул.                   | Кальмиусский                          | Азовкольцо                                     | |
| Брестская ул.                  | Кальмиусский                          | Волонтёровка                                   | до 24 октября 1957 — ул. Громова М. М. |
| Брестский пер.                 | Кальмиусский                          | Волонтёровка                                   | (от Волочаевской ул. до Цветочна) |
| Брестский пер.                 | Кальмиусский                          | Горького                                       | (от ул. Шопена на пос. Горького) |
| Бригантина микрорайон          | Приморский                            |                                                | |
| Брюллова ул.                   | Центральный                           | Парковый                                       | до 1930-х (?) — ул. Переяславская; Брюллов, Карл Павлович (1799—1852) — русский живописец |
| Брянская ул.                   | Левобережный                          |                                                | |
| Бульварная ул.                 | Кальмиусский                          | Гуглино                                        | |
| Бывалова Е.С. ул.              | Приморский                            | СТ «Чайка»                                     | в 2000-х образована; до того — ул. № 2 |
| Вавилова ул.                   | Левобережный                          |                                                | Вавилов, Сергей Иванович (1891—1951) — советский физик, государственный и общественный деятель, академик АН СССР |
| Вакуленчука ул.                | Приморский                            |                                                | Вакуленчук, Григорий Никитич (1877—1905) — участник революционного движения на Черноморском флоте |
| Валдайская ул.                 | Центральный                           | СТ «Ильичёвец»                                 | в 2000-х образована |
| Варшавская ул.                 | Кальмиусский                          | Мирный                                         | |
| Васильева П.И. ул.             | Центральный                           | СТ «Ветеран»                                   | 28 марта 2014 образована; до того — ул. № 1; Васильев, Пётр Иванович (1907-?) — сталевар мартеновского цеха Мариупольского металлургического комбината, герой Соцтруда |
| Васильковая ул.                | Центральный                           | СТ «Ильичёвец»                                 | в 2000-х образована |
| Васнецова ул.                  | Кальмиусский                          | Азовкольцо                                     | Васнецов, Виктор Михайлович (1848—1926) — русский художник-передвижник |
| Ватутина ул.                   | Приморский                            |                                                | Ватутин, Николай Фёдорович (1901—1944) — генерал Советской Армии, Герой Советского Союза |
| Вахтангова пер.                | Приморский                            | Западный                                       | Вахтангов, Евгений Багратионович (1883—1922) — советский режиссёр, актёр |
| Вербная ул.                    | Центральный                           | СТ «Зелёный огонёк», СТ «Энергия ЛПС»          | 18 июня 2013 образована; до того — Виноградная ул. |
| Верхние Аджахи ул.             | Центральный                           | Правый берег                                   | |
| Верхний блок ул.               | Центральный                           | Правый берег                                   | |
| Весёлая ул.                    | Кальмиусский                          | СТ «Кальмиус»                                  | 28 августа 2013 образована; до того — ул. № 1 |
| Весенний пер.                  | Кальмиусский                          |                                                | |
| Весенняя ул.                   | Кальмиусский                          | СТ «Лотос»                                     | в 2000-х образована |
| Весенняя ул.                   | Приморский                            | СТ «Наладчик»                                  | 4 февраля 2014 образована |
| Весенняя ул.                   | Центральный                           | СТ «Азовсталец»                                | 26 мая 2010 образована; до того — ул. № 4 |
| Ветеранов ул.                  | Центральный                           | СТ «Коксохимовец»                              | 28 августа 2013 образована |
| Взлётная ул.                   | Приморский                            |                                                | |
| Вильямса туп.                  | Центральный                           | Новосёловка                                    | |
| Вильямса ул.                   | Центральный                           | Новосёловка                                    | до середины XX века — Прогонная ул.; Вильямс, Василий Робертович (1863—1939) — советский почвовед, академик АН СССР |
| Виноградная ул.                | Левобережный                          | Найдёновка                                     | |
| Виноградная ул.                | Приморский                            | СТ «Вертикаль»                                 | в 2000-х образована |
| Виноградная ул.                | Приморский                            | СТ «Маяк»                                      | в 2000-х образована |
| Виноградная ул.                | Центральный                           | СТ «Строитель»                                 | 28 августа 2013 образована; до того — ул. № 10 |
| Виноградный проезд             | Центральный                           |                                                | |
| Вишнёвая ул.                   | Кальмиусский                          | СТ «Лотос»                                     | в 2000-х образована |
| Вишнёвая ул.                   | Приморский                            | СТ «Портовик»                                  | 26 мая 2009 образована; до того — ул. № 2 |
| Вишнёвая ул.                   | Приморский                            | СТ «Черёмушки»                                 | 28 августа 2013 образована; до того — ул. № 3 |
| Вишнёвая ул.                   | Центральный                           | СТ «Строитель»                                 | 28 августа 2013 образована; до того — ул. № 7 |
| Вишнёвый пер.                  | Центральный                           | Новосёловка                                    | |
| Владимирская ул.               | Левобережный                          |                                                | |
| Водопроводная ул.              | Кальмиусский                          | Гуглино                                        | |
| Водопроводный пер.             | Кальмиусский                          | Гуглино                                        | |
| Воздухофлотская ул.            | Приморский                            |                                                | |
| Воздухофлотский пер.           | Приморский                            |                                                | |
| Вознесенская ул.               | Кальмиусский                          |                                                | до 28 января 2016 — ул. Димитрова |
| Воинов-интернационалистов ул.  | Кальмиусский                          |                                                | 26 мая 2010 образована; параллельно ул. Покрышкина |
| Воинов-освободителей пл.       | Приморский                            |                                                | до 28 января 2016 — пл. Ленинского Комсомола |
| Воинов-освободителей ул.       | Левобережный                          |                                                | в 1970-х временно в состав улицы входила ул. Приморская |
| Воинский пер.                  | Центральный                           | Правый берег                                   | |
| Войнич ул.                     | Центральный                           | Новосёловка                                    | Войнич, Этель Лилиан (1864—1960) — английская писательница, автор прославленного романа «Овод». |
| Вокзальная ул.                 | Приморский, Центральный               | Слободка                                       | до 1930-х (?) — ул. Марии-Магдалининская (южная половина), в середине XX века — ул. (бул.) Мичмана Павлова |
| Вокзальный спуск               | Центральный, Приморский               |                                                | |
| Волгоградская ул.              | Левобережный                          |                                                | до 23 февраля 1962 — ул. Сталинградская |
| Волгоградский пер.             | Левобережный                          |                                                | |
| Волгоградский проезд           | Левобережный                          |                                                | |
| Волгодонская ул.               | Левобережный                          |                                                | |
| Волжская ул.                   | Центральный                           | Новосёловка                                    | |
| Волжский пер.                  | Центральный                           | Новосёловка                                    | |
| Волнистая ул.                  | Левобережный                          |                                                | |
| Волнистый пер.                 | Левобережный                          |                                                | |
| Волновахская ул.               | Кальмиусский                          | Зирка                                          | |
| Волновахский пер.              | Кальмиусский                          | Зирка                                          | |
| Волонтеровская ул.             | Кальмиусский                          | Волонтёровка                                   | |
| Волонтеровский пер.            | Кальмиусский                          | Волонтёровка                                   | |
| Волонтеровский туп.            | Кальмиусский                          | Волонтёровка                                   | |
| Волочаевская ул.               | Кальмиусский                          | Волонтёровка                                   | Волочаевка — в честь одного из крупнейших сражений заключительной части Гражданской войны в России, произошедшего 5—14 февраля 1922 в районе станции Волочаевка Амурской железной дороги, в результате которого белые силы были окончательно разгромлены на Дальнем Востоке |
| Волочаевский пер.              | Кальмиусский                          | Волонтёровка                                   | |
| Волочаевский проезд            | Кальмиусский                          | Волонтёровка                                   | |
| Волошина С.С. ул.              | Центральный                           | СТ «Метеор»                                    | 3 октября 2012 образована |
| Волошинская ул.                | Центральный                           | СТ «Ремонтник»                                 | 25 сентября 2012 образована |
| Волховская ул.                 | Приморский                            | Кировка                                        | |
| Воронихина пер.                | Левобережный                          |                                                | |
| Воронихина ул.                 | Левобережный                          |                                                | Воронихин, Андрей Никифорович (1759—1814) — русский архитектор |
| Воскресенская ул.              | Центральный                           | СТ «Жилстроевец»                               | в 2000-х образована |
| Воскресенский пер.             | Центральный                           | СТ «Жилстроевец»                               | в 2000-х образована |
| Восстания ул.                  | Кальмиусский                          | Апатова                                        | в 1950-х из ул. 5-я Апатова пос. |
| Восстания ул.                  | Приморский                            |                                                | до 1930-х (?) — ул. Извилистая (севернее ул. Гагарина) и ул. Раздельная (южнее) |
| Восточная ул.                  | Приморский                            | СТ «Вертикаль»                                 | в 2000-х образована |
| Восточная ул.                  | Приморский                            | СТ «Южный»                                     | в 2000-х образована |
| Восточная аллея ул.            | Центральный                           | СТ «Строитель»                                 | 28 августа 2013 образована |
| Восточный проезд               | Кальмиусский                          | СТ «Спутник»                                   | 28 августа 2013 образована; до того — ул. № 3 |
| Вторая Слободка пер.           | Приморский                            | Слободка                                       | до 3 марта 2016 — пер. Свердлова; до 15 декабря 2009 — пер. Толстого |
| Вторая Слободка ул.            | Приморский                            | Слободка                                       | в середине XX века и до 28 января 2016 — ул. Свердлова; с 1930-х и до середины XX века — ул. Чехова |
| Вузовская ул.                  | Кальмиусский                          | Старый Базар                                   | |
| Вузовская ул.                  | Центральный                           | СТ «Родничок»                                  | в 2000-х образована |
| Высокий пер.                   | Приморский                            |                                                | |
| Высоковольтная ул.             | Кальмиусский                          | Новоброневой                                   | |
| Гаванная ул.                   | Приморский                            | Гавань                                         | |
| Гагарина ул.                   | Приморский                            |                                                | до 1930-х (?) — ул. Большая Садовая (альтернативное название — ул. Косарка); Гагарин, Юрий Алексеевич (1934—1968) — лётчик-космонавт СССР, первый человек, совершивший полёт в космос (1961). Полковник, Герой Советского Союза |
| Гагарина ул.                   | Левобережный                          | Виноградное                                    | |
| Газовая ул.                    | Левобережный                          |                                                | |
| Гамперский спуск               | Приморский                            |                                                | переименован в середине XX века из Слободской спуск; Гампер, Сергей Фёдорович (1859—1911) — врач Мариуполя, доктор медицинских наук (работа «Об отправлении желудка под влиянием сернокислого стрихнина») |
| Гастелло ул.                   | Кальмиусский                          |                                                | Гастелло, Николай Францевич (1907—1941) — советский лётчик, Герой Советского Союза |
| Гвардейская ул.                | Левобережный                          |                                                | |
| Георгиевская ул.               | Центральный                           |                                                | 28 сентября 1875 названа; с 1920-х до 1929 — ул. Троцкого, с 1929 до 19 декабря 1991 называлась ул. 1 Мая; в 1941—1943 — ул. Хмельницкого |
| Героев-подпольщиков ул.        | Кальмиусский                          |                                                | 26 мая 2010 образована; параллельно ул. Покрышкина |
| Героическая ул.                | Кальмиусский                          |                                                | до 28 января 2016 — ул. 40 лет Октября |
| Герцена пер.                   | Приморский                            | Слободка                                       | до 1930-х (?) — Тупой пер.; Герцен, Александр Иванович (1812—1870) — русский революционер, писатель, философ и публицист |
| Глинки пер.                    | Кальмиусский                          |                                                | 26 мая 2010 образована; рядом с ул. Покрышкина |
| Глинки ул.                     | Кальмиусский                          | Аэродром                                       | Глинка, Михаил Иванович (1804—1857) — русский композитор, основоположник русской классической музыки |
| Гоголевская ул.                | Кальмиусский                          | Аэродром                                       | в середине XX века — из ул. Гоголя |
| Гоголя пер.                    | Кальмиусский                          | Апатова                                        | |
| Гоголя ул.                     | Кальмиусский                          | Апатова                                        | в 1950-х из ул. 2-я Апатова пос.; Гоголь, Николай Васильевич (1809—1852) — русский писатель, творчество которого оказало могучее влияние на последующее развитие русского критического реализма |
| Годовикова ул.                 | Центральный                           |                                                | до 1930-х (?) — Богдановская ул.; Годовиков, Сергей Константинович (1924—1943) — Герой Советского Союза, погибший в 1943 году при форсировании Днепра |
| Головина пер.                  | Центральный                           |                                                | |
| Головина ул.                   | Центральный                           | Новосёловка                                    | до 1930-х (?) — ул. Курская; Головнин, Василий Михайлович (1776—1831) — русский мореплаватель, вице-адмирал. |
| Голубенко ул.                  | Левобережный                          |                                                | Голубенко, Николай Николаевич (1900—1941) — участник борьбы со врагами Советской республики, военком города Мариуполя. |
| Гонды ул.                      | Кальмиусский                          |                                                | до 1972 — Степная ул.; Гонда, Михаил Степанович (1928—1972) — сталевар завода имени Ильича, заслуженный металлург УССР. |
| Гончарова пер.                 | Левобережный                          |                                                | |
| Гончарова проезд               | Левобережный                          |                                                | |
| Гончарова ул.                  | Левобережный                          |                                                | Гончаров, Иван Александрович (1812—1891) — русский писатель |
| Гористый пер.                  | Приморский                            |                                                | |
| Горловская ул.                 | Левобережный                          |                                                | |
| Горловский пер.                | Левобережный                          |                                                | |
| Горная ул.                     | Приморский                            |                                                | |
| Городок Охраны                 | Кальмиусский                          | Каменск                                        | |
| Городской спуск                | Приморский, Центральный               |                                                | до 3 марта 2016 — спуск Артёма; до 1929 — спуск Больничный |
| Горостров                      | Левобережный                          |                                                | |
| Горького ул.                   | Кальмиусский                          | Апатова                                        | Горький, Максим (1868—1936) — русский советский писатель, основоположник литературы социалистического реализма |
| Готфейская ул.                 | Центральный                           |                                                | 1877 названа [Готская]; с 1920-х до 19 декабря 1991 называлась ул. Красноармейская; в 1941—1943 — Готвийская ул. |
| Грабовского ул.                | Центральный                           | Парковый                                       | Грабовский, Павел Арсеньевич (1864—1902) — украинский поэт, революционер-демократ |
| Гравёрная ул.                  | Левобережный                          |                                                | |
| Гравёрный пер.                 | Левобережный                          |                                                | |
| Гражданская ул.                | Приморский                            | Кировка                                        | |
| Гранатный пер.                 | Центральный                           | Шишманка                                       | |
| Гранитная ул.                  | Центральный                           |                                                | до 1930-х (?) — ул. Чигиринская |
| Граничная ул.                  | Центральный                           | СТ «Коксохимовец», СТ «Металлист»              | 28 августа 2013 образована |
| Грачевая ул.                   | Приморский                            | Кировка                                        | до середины XX века — ул. Восточная; до 28 января 2016 — ул. Грачёва |
| Греческая ул.                  | Центральный                           |                                                | 28 сентября 1875 названа; с 1920-х до 19 декабря 1991 называлась ул. Карла Маркса (совместно с ул. Марии-Магдалининская); в 1941—1943 — Холмистая ул. |
| Греческий пер.                 | Центральный                           |                                                | до 28 января 2016 — пер. Карла Маркса |
| Грибоедова пер.                | Приморский                            | Гавань                                         | |
| Грибоедова ул.                 | Приморский                            | Гавань                                         | до середины XX века — Широкая ул.; до 1930-х (?) — Главная Рыбная ул.; Грибоедов, Александр Сергеевич (1795—1829) — русский писатель и дипломат, автор широко известной комедии «Горе от ума» |
| Гризодубовой ул.               | Центральный                           | Западный                                       | Гризодубова, Валентина Степановна (1910—1993) — советская лётчица, Герой Советского Союза |
| Громовой ул.                   | Центральный, Приморский               | Западный                                       | Громова, Ульяна Матвеевна (1924—1943) — член штаба подпольной комсомольской организации «Молодая гвардия» в годы ВОВ в Краснодоне |
| Грушевая ул.                   | Приморский                            | СТ «Наладчик»                                  | 4 февраля 2014 образована |
| Грушевая ул.                   | Приморский                            | СТ «Черёмушки»                                 | 30 декабря 2014 образована |
| Гурамишвили ул.                | Кальмиусский                          | Садки                                          | Гурамишвили, Давид (1705—1792) — грузинский поэт, реформатор грузинского стиха. |
| Гурьевская ул.                 | Левобережный                          | Успеновка                                      | |
| Дальневосточная ул.            | Кальмиусский                          | Шевченко                                       | |
| Дальний пер.                   | Приморский                            |                                                | |
| Дарвина туп.                   | Приморский                            | Кировка                                        | |
| Дарвина ул.                    | Приморский                            | Кировка                                        | Дарвин, Чарлз Роберт (1809—1882) — английский естествоиспытатель, основоположник эволюционного учения о происхождении видов животных и растений путём естественного отбора |
| Дарвина ул.                    | Приморский                            | СТ «Автотранспортник»                          | 21 июня 2011 образована; нечётная сторона |
| Дачная ул.                     | Приморский                            |                                                | |
| Дачный пер.                    | Левобережный                          | Пионерское                                     | |
| Дачный проезд                  | Приморский                            | Слободка                                       | |
| Дачный туп.                    | Приморский                            | Слободка                                       | |
| Декабристов ул.                | Левобережный                          | Троицкий                                       | в честь декабристов |
| Демократическая ул.            | Приморский                            | Кировка                                        | |
| Демократический пер.           | Приморский                            | Кировка                                        | |
| Депутатская ул.                | Кальмиусский                          | Садки                                          | |
| Депутатский пер.               | Кальмиусский                          | Садки                                          | |
| Деревянко А.П. ул.             | Центральный                           | СТ «Ветеран»                                   | 28 марта 2014 образована; до того — ул. № 2; Деревянко, Алексей Лукич (1908-?) — новатор металлургического производства, оператор прокатного стана № 2 на заводе имени Ильича, герой Соцтруда (1958) |
| Десантная ул.                  | Приморский                            |                                                | |
| Джамбула ул.                   | Кальмиусский                          |                                                | Джамбул Джабаев (1846—1945) — казахский народный поэт-акын |
| Дзусова И. М. ул.              | Приморский                            | СТ «Моряк»                                     | в 2000-х образована; Дзусов, Ибрагим Магометович (1905—1980) — военный лётчик, генерал-майор Советской Армии, участник Великой Отечественной войны, Герой Советского Союза (1945), участвовал в освобождении Мариуполя в 1943 |
| Динамовская ул.                | Кальмиусский                          | Новоброневой                                   | |
| Днепровская ул.                | Кальмиусский                          | Апатова                                        | в 1950-х из ул. 7-я Апатова пос. |
| Днепропетровская ул.           | Приморский                            |                                                | |
| Днепропетровский пер.          | Приморский                            |                                                | |
| Днепропетровский пер.          | Приморский                            | СТ «Маяк»                                      | 28 марта 2014 образован; до того — ул. № 8 |
| Днепропетровский пер.          | Приморский                            | СТ «Портовик»                                  | 26 мая 2009 образован; до того — ул. № 8 |
| Днепропетровский тупик         | Приморский                            |                                                | |
| Днестровская ул.               | Кальмиусский                          |                                                | |
| Днестровский пер.              | Кальмиусский                          |                                                | |
| Добровольцев пер.              | Левобережный                          |                                                | до 3 марта 2016 — пер. Свободы; до 28 января 2016 — пер. Ленинградский |
| Довженко пер.                  | Левобережный                          |                                                | |
| Довженко проезд                | Левобережный                          |                                                | |
| Довженко ул.                   | Левобережный                          |                                                | Довженко, Александр Петрович (1894—1956) — украинский советский кинорежиссёр, писатель, кинодраматург |
| Докучаева пер.                 | Центральный                           | Парковый                                       | |
| Докучаева проезд               | Центральный                           | Парковый                                       | |
| Докучаева ул.                  | Центральный                           | Парковый                                       | Докучаев, Василий Васильевич (1846—1903) — русский естествоиспытатель, основатель современного научного генетического почвоведения и зональной агрономии, принимал участие в создании Великоанадольского леса в Волновахском районе |
| Докучаева ул.                  | Кальмиусский                          | СТ «Мичуринец»                                 | 28 августа 2013 образована |
| Долгополова пер.               | Кальмиусский                          |                                                | |
| Долгополова проезд             | Кальмиусский                          |                                                | |
| Долгополова ул.                | Кальмиусский                          |                                                | Долгополов, Василий Харлампиевич (1925—1942) — молодой участник подпольной патриотической группы, действовавшей в Кальмиусском районе в годы оккупации Мариуполя немецко-фашистскими захватчиками |
| Домахи ул.                     | Приморский                            | Слободка                                       | Домаха — в честь бывшего озера (засыпано в середине XX века) и форпоста Запорожской Сечи в месте впадения реки Кальмиус в Азовское море |
| Доменная ул.                   | Кальмиусский                          | Колонна                                        | в 1980—1990-х (?) вошла также ул. Поливная (западная половина) |
| Доменный пер.                  | Кальмиусский                          | Колонна                                        | |
| Донецкая ул.                   | Приморский                            | Слободка                                       | до 1920-х — ул. 3-я Слободки |
| Донецкая ул.                   | Центральный                           | квартал «Азовский»                             | |
| Донская ул.                    | Левобережный                          |                                                | |
| Донской пер.                   | Левобережный                          |                                                | |
| Дорожная ул.                   | Центральный                           | Парковый                                       | |
| Дорожная ул.                   | Центральный                           | СТ «Дружба»                                    | 19 октября 2010 образована |
| Достоевского пер.              | Кальмиусский                          | Волонтёровка                                   | в 2000-х образована |
| Достоевского ул.               | Кальмиусский                          | Волонтёровка                                   | Достоевский, Фёдор Михайлович (1821—1881) — русский писатель, гениально владевший искусством психологического анализа |
| Дружбы пер.                    | Левобережный                          |                                                | |
| Дружбы проезд                  | Левобережный                          |                                                | |
| Дружбы ул.                     | Левобережный                          |                                                | |
| Дружбы ул.                     | Центральный                           | СТ «Коксохимовец»                              | 15 сентября 2009 образована |
| Дунайская ул.                  | Приморский                            |                                                | |
| Дундича пер.                   | Кальмиусский                          |                                                | ранее — пер. Олеко Дундича |
| Дундича ул.                    | Кальмиусский                          |                                                | ранее — пер. Олеко Дундича; Олеко Дундич (1896—1920) — герой гражданской войны, награждён орденом Красного Знамени |
| Евпаторийская ул.              | Центральный                           |                                                | 1877 названа; с 24 мая 1929 до 19 декабря 1991 называлась Комсомольская ул.; в 1941—1943 — Мельничная ул. |
| Единства просп.                | Левобережный                          |                                                | до 3 марта 2016 — просп. 1 Мая; в 1967 южная часть переименована в бул. 50-летия Октября |
| Ейский пер.                    | Приморский                            | Западный                                       | |
| Енисейский пер.                | Приморский                            |                                                | |
| Ермака пер.                    | Кальмиусский                          | Азовкольцо                                     | |
| Ермака ул.                     | Кальмиусский                          | Азовкольцо                                     | Ермак Тимофеевич (погиб в 1585 году) — атаман волжских казаков. Звоеватель Сибири |
| Есенина ул.                    | Приморский                            | Западный                                       | Есенин, Сергей Александрович (1895—1925) — русский советский поэт |
| Жасминовая ул.                 | Приморский                            | СТ «Портовик»                                  | 26 мая 2009 образована; до того — ул. № 3 |
| Железнодорожная ул.            | Приморский                            | Гавань                                         | до 1930-х (?) — ул. II Озёрная |
| Железнодорожный Мост ул.       | Кальмиусский                          | Речной                                         | |
| Жемчужная ул.                  | Кальмиусский                          | СТ «Лотос»                                     | в 2000-х образована |
| Жемчужная ул.                  | Центральный                           | СТ «Родничок»                                  | до 2000-х образована |
| Жемчужный пер.                 | Левобережный                          |                                                | |
| Жемчужный пер.                 | Левобережный                          | Виноградное                                    | |
| Жердева ул.                    | Левобережный                          |                                                | в середине XX века — из ул. Графитная; Жердев, Николай Прокофьевич (1911—1942) — Герой Советского Союза. До 1941 года жил в Донецке |
| Живописная ул.                 | Центральный                           | Новосёловка                                    | |
| Живописный пер.                | Центральный                           | Новосёловка                                    | |
| Жигулёвская ул.                | Кальмиусский                          | Волонтёровка                                   | |
| Жигулёвский пер.               | Кальмиусский                          | Волонтёровка                                   | |
| Житная ул.                     | Центральный                           | СТ «Зелёный огонёк»                            | 18 июня 2013 образована; до того — Степная ул. |
| Житомирская ул.                | Приморский                            |                                                | до 1930-х (?) — ул. Малая Садовая |
| Жуковского ул.                 | Приморский                            |                                                | Жуковский, Николай Егорович (1847—1921) — русский учёный в области механики, основоположник современной гидроаэродинамики |
| Журавлиная ул.                 | Приморский                            |                                                | до 3 марта 2016 — ул. Щорса |
| Журавлиная ул.                 | Центральный                           | СТ «Азовсталец»                                | 26 мая 2010 образована; до того — ул. № 5 |
| Забайкальская ул.              | Кальмиусский                          |                                                | |
| Заводская ул.                  | Центральный                           | Правый берег                                   | до 28 января 2016 — ул. Коминтерна |
| Заводской пер.                 | Центральный                           | Правый берег                                   | до 28 января 2016 — пер. Коминтерна |
| Загородный пер.                | Левобережный                          |                                                | до 3 марта 2016 — пер. Большевистский |
| Загородняя ул.                 | Левобережный                          |                                                | до 3 марта 2016 — ул. Большевистская |
| Заозёрная ул.                  | Кальмиусский                          | Садки                                          | |
| Заозёрный пер.                 | Кальмиусский                          | Садки                                          | |
| Западная ул.                   | Приморский                            | Кировка                                        | |
| Западная ул.                   | Приморский                            | СТ «Вертикаль»                                 | в 2000-х образована |
| Западная ул.                   | Приморский                            | СТ «Маяк»                                      | в 2000-х образована |
| Западная аллея ул.             | Центральный                           | СТ «Строитель»                                 | 28 августа 2013 образована |
| Западный проезд                | Кальмиусский                          | СТ «Спутник»                                   | 28 августа 2013 образована; до того — ул. № 1 |
| Запорожская ул.                | Кальмиусский                          | Азовкольцо                                     | |
| Запорожский пер.               | Кальмиусский                          | Азовкольцо                                     | (между ул. Пестеля и ул. 8 Марта) |
| Запорожское шоссе              | Центральный                           |                                                | до 28 января 2016 — Володарское шоссе |
| Заречная ул.                   | Приморский                            |                                                | |
| Заречная ул.                   | Приморский                            | СТ «Наладчик»                                  | 4 февраля 2014 образована |
| Заслонова пер.                 | Кальмиусский                          | Садки                                          | Заслонов, Константин Сергеевич (1909—1942) — один из руководителей партизанского движения в Белоруссии в годы Великой Отечественной войны |
| Защитников Украины просп.      | Левобережный                          |                                                | до 3 июня 2016 года — просп. Маршала Жукова |
| Звёздная ул.                   | Левобережный                          |                                                | |
| Звёздный пер.                  | Левобережный                          |                                                | |
| Звёздный проезд                | Левобережный                          |                                                | |
| Звенигородская ул.             | Левобережный                          |                                                | |
| Звенигородский пер.            | Левобережный                          |                                                | |
| Звенигородский проезд          | Левобережный                          |                                                | |
| Звонкая ул.                    | Центральный                           | Новосёловка                                    | |
| Зелёная ул.                    | Кальмиусский                          | Каменск                                        | |
| Зеленогорская ул.              | Кальмиусский                          | Мирный                                         | |
| Зеленогорский пер.             | Кальмиусский                          | Мирный                                         | |
| Зеленстрой ул.                 | Приморский                            | Шишманка                                       | |
| Зелёный пер.                   | Кальмиусский                          | Шевченко                                       | |
| Зелёный пер.                   | Приморский                            |                                                | |
| Зелёный проезд                 | Кальмиусский                          | Шевченко                                       | |
| Зелинского пер.                | Центральный, Приморский               | Западный                                       | |
| Зелинского проезд              | Приморский                            | Западный                                       | |
| Зелинского ул.                 | Центральный, Приморский               |                                                | Зелинский, Николай Дмитриевич (1861—1953) — советский химик-органик, академик АН СССР, Герой Социалистического Труда |
| Земляничная ул.                | Центральный                           | СТ «Азовсталец»                                | 26 мая 2010 образована; до того — ул. № 2 |
| Земнухова ул.                  | Кальмиусский                          | Волонтёровка                                   | Земнухов, Иван Александрович (1923—1943) — член штаба подпольной комсомольской организации «Молодая гвардия» в Краснодоне в период оккупации Донбасса немецко-фашистскими захватчиками, Герой Советского Союза |
| Земская ул.                    | Центральный, Приморский               |                                                | до 19 декабря 1991 называлась ул. Розы Люксембург, до 1929 — Земская ул. |
| Земской пер.                   | Приморский                            |                                                | до 3 марта 2016 — пер. Розы Люксембург |
| Зенитный пер.                  | Центральный                           | Шишманка                                       | |
| Зеркальная ул.                 | Левобережный                          |                                                | |
| Зинцевая Балка ул.             | Приморский                            | Кировка                                        | |
| Зинцевый пер.                  | Приморский                            | Кировка                                        | |
| Зинцевый спуск                 | Приморский                            | Кировка                                        | |
| Знаменская ул.                 | Кальмиусский                          |                                                | |
| Знаменский пер.                | Кальмиусский                          |                                                | |
| Знаменский проезд              | Кальмиусский                          |                                                | |
| Зои Космодемьянской пер.       | Левобережный                          |                                                | |
| Зои Космодемьянской ул.        | Левобережный                          |                                                | Космодемьянская, Зоя Анатольевна (Таня) (1923—1941) — советская партизанка, Герой Великой Отечественной войны |
| Зоологическая ул.              | Кальмиусский                          | Садки                                          | до 28 января 2016 — ул. Петровского |
| Зоологический пер.             | Кальмиусский                          | Садки                                          | до 28 января 2016 — пер. Петровского |
| Зори пер.                      | Кальмиусский                          | Гуглино                                        | |
| Зори ул.                       | Кальмиусский                          | Новоброневой                                   | |
| Зуевская ул.                   | Кальмиусский                          | Новоброневой                                   | |
| Зуевские бараки                | Кальмиусский                          | Гуглино                                        | |
| Зуевский пер.                  | Кальмиусский                          | Гуглино                                        | |
| Ивана Франко ул.               | Центральный                           | Новосёловка                                    | до 28 января 2016 — ул. Фрунзе; до 1930-х (?) — ул. Михайловская; Франко Иван Яковлевич (1856—1916) — украинский писатель, поэт, учёный, публицист и деятель революционного социалистического движения в Галичине |
| Ивановская ул.                 | Центральный                           | СТ «Ремонтник»                                 | 25 сентября 2012 образована |
| Измайловская ул.               | Кальмиусский                          |                                                | |
| Измайловский пер.              | Кальмиусский                          |                                                | |
| Изотова ул.                    | Левобережный                          | Успеновка                                      | Изотов, Никита Алексеевич (1902—1951) — рабочий-шахтёр, один из зачинателей стахановского движения, инициатор передачи опыта молодым горнякам |
| Изумрудный пер.                | Кальмиусский                          |                                                | до 28 января 2016 — пер. Димитрова |
| Ильичёвская ул.                | Центральный                           | СТ «Ильичёвец»                                 | до 2000-х образована |
| Индустриальная ул.             | Левобережный                          |                                                | |
| Индустриальная ул.             | Центральный                           | СТ «Родничок»                                  | до 2000-х образована |
| Инжирная ул.                   | Центральный                           | СТ «Азовсталец»                                | 26 мая 2010 образована; до того — ул. № 11 |
| Институтская ул.               | Центральный                           | СТ «Дружба»                                    | 19 октября 2010 образована |
| Институтский пер.              | Центральный                           | СТ «Дружба»                                    | |
| Интернациональная ул.          | Приморский                            |                                                | до 1930-х (?) — ул. Земская |
| Иртышская ул.                  | Приморский                            |                                                | |
| Иртышский пер.                 | Приморский                            |                                                | |
| Истомина ул.                   | Кальмиусский                          |                                                | Истомин, Владимир Иванович (1809—1855) — контр-адмирал русского флота, герой Севастопольской обороны 1854—1855 годов |
| Историческая ул.               | Приморский                            |                                                | |
| Итальянская ул.                | Центральный, Приморский               |                                                | 28 сентября 1875 названа; с 24 мая 1929 до 19 декабря 1991 называлась ул. Апатова; до 28 января 2016 часть улицы к западу от просп. Металлургов называлась ул. Апатова |
| Кавказская ул.                 | Приморский                            |                                                | |
| Кавказский пер.                | Приморский                            |                                                | |
| Кавказский туп.                | Приморский                            |                                                | |
| Казанцева пер.                 | Центральный                           |                                                | |
| Казанцева ул.                  | Центральный                           |                                                | до середины XX века — Коммунальная ул.; Казанцев, Иван Георгиевич (1899—1966) — советский учёный-металлург, профессор, жил и работал в Мариуполе |
| Казацкая ул.                   | Центральный                           | квартал «Азовский»                             | до 3 марта 2016 — ул. Энгельса |
| Казацкий пер.                  | Кальмиусский                          | Волонтёровка                                   | до 28 января 2016 — пер. Новоульяновский |
| Калиновая ул.                  | Приморский                            | СТ «Портовик»                                  | 26 мая 2009 образована; до того — ул. № 9 |
| Калиновая ул.                  | Центральный                           | СТ «Строитель»                                 | 28 августа 2013 образована; до того — ул. № 8 |
| Калиновый пер.                 | Центральный                           | Новосёловка                                    | до 3 марта 2016 — пер. Осоавиахима |
| Калиновый проезд               | Центральный                           | Новосёловка                                    | до 3 марта 2016 — проезд Осоавиахима |
| Калиновского ул.               | Кальмиусский                          | Колонна                                        | Калиновский, Константин Семёнович (1838—1864) — белорусский революционер-демократ. |
| Калужская ул.                  | Левобережный                          |                                                | |
| Калужский пер.                 | Левобережный                          |                                                | |
| Кальмиусская ул.               | Центральный                           |                                                | переименована в 1930-х (?) из ул. Безымянная 2-я |
| Кальмиусский пер.              | Центральный                           |                                                | |
| Кальчанская ул.                | Центральный                           |                                                | |
| Кальчанский пер.               | Центральный                           |                                                | до 1930-х (?) — пер. Сартанский |
| Каменный карьер ул.            | Левобережный                          |                                                | |
| Каменская ул.                  | Кальмиусский                          | Каменск                                        | |
| Каменский пер.                 | Кальмиусский                          |                                                | |
| Каменский проезд               | Кальмиусский                          |                                                | старое название — Парковый пер. |
| Каменский тупик                | Кальмиусский                          | Каменск                                        | в 1990-х — из пер. Первомайский |
| Камышовая ул.                  | Кальмиусский                          | Зирка                                          | до 28 января 2016 — ул. Октябрьская |
| Каневский пер.                 | Приморский                            |                                                | |
| Карасевская ул.                | Центральный                           |                                                | 1877 названа; до 19 декабря 1991 называлась ул. Куинджи; до того называлась ул. Карасьевская (до 24 мая 1929) и ул. 8 Марта |
| Каретный пер.                  | Центральный                           |                                                | |
| Кармалюка ул.                  | Центральный                           | Парковый                                       | Кармелюк, Устим Якимович (Кармалюк) (1787—1835) — украинский крестьянин, предводитель крестьянского движения на Подолье в 1813—1835 гг. Максим Горький назвал его «украинским Робин Гудом» |
| Карпинского ул.                | Кальмиусский                          |                                                | в 1950-х из ул. 1-я Апатова пос.; Карпинский, Александр Петрович (1847-1936) — русский и советский геолог, общественный деятель |
| Карпова просп.                 | Кальмиусский                          |                                                | в 2002 — из Донецкого шоссе; в середине XX века Донецкое шоссе образована вместе с ул. Тополиной из части ул. Скоростной (ликвидирована); Карпов, Владимир Фёдорович (1911-1987) — директор Ждановского завода тяжёлого машиностроения (МЗТМ), Герой Социалистического Труда |
| Карьерная ул.                  | Кальмиусский                          | СТ «Экспресс»                                  | 28 марта 2014 образована; до того — 1-я линия |
| Касаткина пер.                 | Левобережный                          |                                                | Касаткин, Николай Алексеевич (1859-1930) — русский живописец, народный художник СССР |
| Каспийский пер.                | Приморский                            |                                                | |
| Каспийский проезд              | Приморский                            |                                                | |
| Каффайская ул.                 | Центральный                           |                                                | 1877 названа; с 1920-х до 19 декабря 1991 называлась ул. Пролетарская; в 1941-1943 — ул. Молочная |
| Каховского пер.                | Левобережный                          |                                                | |
| Каховского ул.                 | Левобережный                          |                                                | Каховский, Пётр Григорьевич (1797—1826) — революционер-декабрист |
| Каштановый пер.                | Приморский                            | СТ «Портовик»                                  | 26 мая 2009 образован; до того — пер. № 1 |
| Каштановый пер.                | Центральный                           | Новосёловка                                    | |
| Квартал Азовский I отделение   | Кальмиусский                          |                                                | до 3 марта 2016 — Совхоз Азовский I отделение |
| Квартал Азовский II отделение  | Центральный                           |                                                | до 28 января 2016 — Совхоз Азовский II отделение |
| Квартальная ул.                | Кальмиусский                          |                                                | до 28 января 2016 — ул. Балагуры |
| Кедровая ул.                   | Центральный                           | СТ «Азовсталец»                                | 26 мая 2010 образована; до того — ул. № 1 |
| Керченская ул.                 | Приморский                            |                                                | 3 октября 1957 — из ул. Папанина И.Д.; до 1930-х (?) — ул. Базарная |
| Кибальчича пер.                | Центральный                           | Шишманка                                       | до 1930-х (?) — пер. Штабный; Кибальчич, Николай Иванович (1853-1881) — русский революционер-народоволец, изобретатель. Находясь в тюрьме, за несколько дней до казни разработал оригинальный проект реактивного летательного аппарата |
| Киевская ул.                   | Левобережный                          |                                                | образована в 1968 |
| Киевский пер.                  | Левобережный                          |                                                | образован 18 июня 1968 |
| Киевский проезд                | Левобережный                          |                                                | образован 18 июня 1968 |
| Кизирова ул.                   | Кальмиусский                          | Садки                                          | Кизиров, Дмитрий Авраамович (погиб в 1921 году) — участник продотряда, сформированного из рабочих мариупольских заводов «Никополь» и «Русский Провиданс» |
| Кирпичная ул.                  | Центральный                           | Новосёловка                                    | |
| Кирпичный пер.                 | Центральный                           | Новосёловка                                    | |
| Кирпичный Карьер ул.           | Центральный                           |                                                | |
| Кирпичный массив               | Кальмиусский                          |                                                | |
| Кисса Н.Н. ул.                 | Приморский                            | СТ «Чайка»                                     | в 2000-х образована; до того — ул. № 4; Кисса, Наталья Николаевна (1908—1990) — капитан теплохода «Пионер» Азово-Черноморского пароходства, первая женщина-капитан на Азовском море, жила в Мариуполе |
| Кишинёвская ул.                | Кальмиусский                          |                                                | |
| Кишинёвский пер.               | Кальмиусский                          |                                                | |
| Клары Цеткин пер.              | Кальмиусский                          |                                                | |
| Клары Цеткин ул.               | Кальмиусский                          | Гуглино                                        | Цеткин, Клара (1857-1933) — деятельница германского и международного коммунистического и рабочего движения |
| Кленовая ул.                   | Центральный                           | Новосёловка                                    | до 1930-х (?) — ул. Кладбищенская |
| Кленовая Балка ул.             | Приморский, Центральный               | Шишманка                                       | |
| Кленовый пер.                  | Центральный                           | Новосёловка                                    | |
| Клименко В.П. ул.              | Центральный                           | СТ «Ветеран»                                   | 28 марта 2014 образована; до того — ул. № 3; Клименко, Владимир Павлович (1929—2007) — сталевар мартеновского цеха № 2 комбината имени Ильича. За высокие трудовые показатели в восьмой пятилетке по развитию чёрной металлургии, удостоен звания Герой Социалистического Труда (30 марта 1971) |
| Клиновая ул.                   | Центральный                           | Шишманка                                       | |
| Клубная ул.                    | Кальмиусский                          | Колонна                                        | в середине XX века и до 28 января 2016 — ул. Волосевича |
| Клубничная ул.                 | Приморский                            | СТ «Маяк»                                      | в 2000-х образована |
| Клубничная ул.                 | Центральный                           | СТ «Азовсталец»                                | 26 мая 2010 образована; до того — ул. № 7 |
| Ключевая ул.                   | Кальмиусский                          | Садки                                          | |
| Ключевой пер.                  | Кальмиусский                          | Садки                                          | |
| Ключевой проезд                | Кальмиусский                          | Садки                                          | |
| Ключевой туп.                  | Кальмиусский                          | Садки                                          | |
| Кобзаря ул.                    | Кальмиусский                          | Волонтёровка                                   | до 3 марта 2016 — ул. Ульянова |
| Коксовый массив                | Кальмиусский                          | Садки                                          | |
| Коксохимиков ул.               | Центральный                           | СТ «Коксохимовец»                              | 28 августа 2013 образована |
| Колбасьева С. А. ул.           | Приморский                            | СТ «Чайка» и СТ «Маяк»                         | 19 октября 2010 образована; до того — ул. № 1; Колбасьев, Сергей Адамович (1899—1942) — русский и советский моряк, прозаик-маринист |
| Коллекторная ул.               | Центральный                           | СТ «Коксохимовец»                              | 15 сентября 2009 образована |
| Колодезная ул.                 | Центральный                           | СТ «Тюльпан»                                   | в 2000-х образована |
| Колхозный пер.                 | Центральный                           | Новосёловка                                    | до 1930-х (?) — пер. Крестьянский |
| Кольцевая ул.                  | Центральный                           | СТ «Коксохимовец»                              | 28 августа 2013 образована |
| Кондрашкина ул.                | Кальмиусский                          | Колонна                                        | до середины XX века — ул. Деловая; Кондрашкин, Андрей (1901—1923) — один из первых комсомольских вожаков Кальмиусского района города Мариуполя, активный участник гражданской войны |
| Конечный пер.                  | Приморский                            | Западный                                       | |
| Консервная ул.                 | Приморский                            | Гавань                                         | до 1930-х (?) — ул. Рыболовецкая |
| Конституции ул.                | Центральный                           | Правый берег                                   | |
| Контрольная ул.                | Кальмиусский                          | Старый Базар                                   | |
| Кооперативная ул.              | Центральный                           | Новосёловка                                    | |
| Коперника пер.                 | Приморский                            | Западный                                       | |
| Коперника проезд               | Приморский                            | Западный                                       | Коперник, Николай (1473-1543) — польский астроном, создатель гелиоцентрической системы мира |
| Корабельный пер.               | Приморский                            |                                                | |
| Корабельный тупик              | Приморский                            |                                                | 15 декабря 2009 переименован из тупика Восстания |
| Короленко пер.                 | Левобережный                          |                                                | |
| Короленко ул.                  | Левобережный                          |                                                | Короленко, Владимир Галактионович (1853-1921) — русский писатель, публицист, общественный деятель |
| Короткая ул.                   | Центральный                           | квартал «Азовский»                             | |
| Короткий пер.                  | Приморский                            |                                                | |
| Космическая ул.                | Кальмиусский                          |                                                | |
| Космический пер.               | Кальмиусский                          |                                                | |
| Космический проезд             | Кальмиусский                          |                                                | |
| Косогорная ул.                 | Центральный                           | СТ «Родничок»                                  | в 2000-х образована |
| Котанова Ф.Е. ул.              | Приморский                            | СТ «Моряк»                                     | в 2000-х образована; Котанов, Фёдор Евгеньевич (1914—1993) — Герой Советского Союза, участник Великой Отечественной войны, во время войны командир 384-го отдельного Краснознамённого Николаевского батальона морской пехоты, участвовал в освобождении Мариуполя в 1943, почётный гражданин города |
| Котельникова ул.               | Кальмиусский                          | Азовкольцо                                     | Котельников, Глеб Евгеньевич (1872—1944) — советский изобретатель, создатель авиационного ранцевого парашюта |
| Котляревского пер.             | Центральный                           | Новосёловка                                    | |
| Котляревского проезд           | Центральный                           | Новосёловка                                    | |
| Котляревского ул.              | Центральный                           | Новосёловка                                    | Котляревский, Иван Петрович (1769-1838) — украинский писатель, автор знаменитой пьесы «Наталка Полтавка» |
| Коцюбинского ул.               | Центральный                           | Новосёловка                                    | Коцюбинский, Михаил Михайлович (1864—1913) — украинский писатель, общественный деятель, революционный демократ |
| Кравченко пер.                 | Кальмиусский                          |                                                | |
| Кравченко проезд               | Кальмиусский                          |                                                | |
| Кравченко ул.                  | Кальмиусский                          |                                                | Кравченко, Александр Михайлович (1924-1942) — участник подпольной патриотической группы, действовавшей в Кальмиусском районе во время оккупации города Мариуполя в годы ВОВ. |
| Крайняя ул.                    | Центральный                           | Новосёловка                                    | |
| Крайняя ул.                    | Приморский                            |                                                | |
| Краматорская ул.               | Приморский                            | СТ «Автотранспортник»                          | 15 сентября 2009 образована; ранее — ул. № 2 |
| Крановая ул.                   | Приморский                            |                                                | |
| Крановый туп.                  | Приморский                            |                                                | |
| Красная ул.                    | Кальмиусский                          | Новоброневой                                   | |
| Красномаякская ул.             | Приморский                            |                                                | |
| Красномаякский пер.            | Приморский                            |                                                | |
| Краснофлотский пер.            | Приморский                            | СТ «Глория»                                    | 25 февраля 2011 образован; до того — ул. № 3 |
| Красные горки ул.              | Приморский                            |                                                | до 1930-х (?) — ул. Церковная; Красная Горка — в честь одно из двух мощных береговых фортов Кронштадта, на котором в июне 1919 произошло восстание против советской власти, которое было успешно подавлено Красным Балтфлотом |
| Красный пер.                   | Кальмиусский                          | Новоброневой                                   | |
| Красный пер.                   | Приморский                            |                                                | |
| Кренкеля ул.                   | Центральный                           | Новосёловка                                    | Кренкель, Эрнст Теодорович (1903-1971) — советский полярник, доктор географических наук, Герой Советского Союза |
| Крепостной тупик               | Кальмиусский                          |                                                | до 28 января 2016 — тупик 40 лет Октября |
| Кречетова Г.В. ул.             | Приморский                            | СТ «Автотранспортник»                          | 15 сентября 2009 образована; до того — ул. № 3; Кречетов, Геннадий Валентинович (?-?) — заместитель председателя Мариупольского горисполкома |
| Криничная ул.                  | Приморский                            |                                                | |
| Кристальная ул.                | Приморский                            | СТ «Наладчик»                                  | 4 февраля 2014 образована |
| Кронштадтская ул.              | Приморский                            |                                                | |
| Крылова проезд                 | Левобережный                          | Троицкий                                       | |
| Крылова ул.                    | Левобережный                          | Троицкий                                       | Крылов, Иван Андреевич (1769-1844) — русский писатель, баснописец |
| Крылова пер.                   | Левобережный                          |                                                | образован 25 сентября 2012 в ООО «Сиваш-Агро» |
| Крымская ул.                   | Центральный                           | Осоавиахима                                    | |
| Кубанский пер.                 | Приморский                            | Кировка                                        | |
| Кузбасская ул.                 | Левобережный                          |                                                | |
| Кузбасский пер.                | Левобережный                          |                                                | |
| Кузнечная ул.                  | Центральный                           |                                                | до 19 декабря 1991 называлась пер. Карла Либкнехта, до 1930-х (?) — пер. Кузнечный |
| Кузнечный пер.                 | Центральный                           |                                                | |
| Куинджи А. ул.                 | Центральный                           |                                                | до 3 марта 2016 — ул. Артёма; до 1920-х — ул. Таганрогская (к северу от Театральной пл.) и ул. Больничная (к югу); до 1930-х — ул. Свободы; в 1941-1943 — ул. Немецкая; в честь Архипа Куинджи — российского живописца, родом из Мариуполя |
| Кулибина ул.                   | Левобережный                          |                                                | Кулибин, Иван Петрович (1735-1818) — русский механик-самоучка |
| Куликовский пер.               | Кальмиусский                          | Азовкольцо                                     | |
| Купоросная ул.                 | Кальмиусский                          | Шевченко                                       | |
| Купоросный пер.                | Кальмиусский                          | Шевченко                                       | (между ул. Купоросной и ул. Проектной) |
| Куприна пер.                   | Центральный                           | Парковый                                       | |
| Куприна ул.                    | Центральный                           |                                                | Куприн, Александр Иванович (1870-1938) — русский писатель |
| Курако пер.                    | Кальмиусский                          | Азовкольцо                                     | |
| Курако ул.                     | Кальмиусский                          | Азовкольцо                                     | Курако, Михаил Константинович (1872-1920) — русский металлург-доменщик. В течение многих лет работал на металлургических заводах Донбасса |
| Курганная ул.                  | Кальмиусский                          |                                                | |
| Курортный пер.                 | Приморский                            | Слободка                                       | |
| Курская ул.                    | Левобережный                          |                                                | |
| Курчатова пер.                 | Кальмиусский                          |                                                | |
| Курчатова проезд               | Кальмиусский                          |                                                | |
| Курчатова ул.                  | Кальмиусский                          |                                                | Курчатов, Игорь Васильевич (1902-1960) — советский физик, академик АН СССР, трижды Герой Социалистического труда |
| Кутузова ул.                   | Левобережный                          |                                                | Кутузов, Михаил Илларионович (1745-1813) — русский полководец |
| Кушнаренко В.Н. генерала ул.   | Кальмиусский                          |                                                | 26 мая 2010 образована; рядом с ул. Покрышкина; Кушнаренко, Владислав Николаевич (?-?) — генерал-майор, командир 221-я стрелковой дивизии, освобождавшей Мариуполь в 1943 и Дальний Восток в 1945 |
| Лавицкого ул.                  | Приморский                            |                                                | до середины XX века — ул. Коперника Николая; Лавицкий, Николай Ефимович (1919—1944) — лётчик, участник освобождения Донбасса и города Мариуполя от немецко-фашистских захватчиков. |
| Лавровая ул.                   | Центральный                           | СТ «Азовсталец»                                | 26 мая 2010 образована; до того — ул. № 8 |
| Ладыгина ул.                   | Центральный                           | Парковый                                       | до 1930-х (?) — ул. Уманская; Ладыгин, Николай Иванович (1903-1975) — русский поэт-палиндромист |
| Лазарева ул.                   | Приморский                            | Кировка                                        | Лазарев, Михаил Петрович (1788-1851) — русский флотоводец, адмирал, участник трёх кругосветных путешествий |
| Лазурная ул.                   | Левобережный                          |                                                | |
| Лазурная ул.                   | Приморский                            |                                                | |
| Лазурный пер.                  | Левобережный                          |                                                | |
| Лазурный пер.                  | Левобережный                          | Виноградное                                    | |
| Ландшафтная ул.                | Левобережный                          |                                                | |
| Ландшафтный пер.               | Левобережный                          |                                                | |
| Ласкова пер.                   | Приморский                            |                                                | |
| Ласкова ул.                    | Приморский                            |                                                | переименована из ул. Виноградная; Ласков (?) |
| Латышева ул.                   | Приморский                            |                                                | в 1970-х переименована из ул. Кубанская; Латышев, Георгий Александрович (1901-1977) — генерал-майор, командир 93-й стрелковой дивизии во время Великой Отечественной войны |
| Леваневского ул.               | Центральный                           | Парковый                                       | в 1940-х (?) — ул. Рыцарская; Леваневский, Сигизмунд Александрович (1902-1937) — советский лётчик, Герой Советского Союза |
| Левитана пер.                  | Центральный                           | Новосёловка                                    | |
| Левитана туп.                  | Центральный                           | Новосёловка                                    | |
| Левитана ул.                   | Центральный                           | Новосёловка                                    | Левитан, Исаак Ильич (1860-1900) — русский живописец-пейзажист |
| Левицкого пер.                 | Центральный                           | Правый берег                                   | |
| Левицкого ул.                  | Центральный                           | Правый берег                                   | Левицкий, Дмитрий Григорьевич (1735-1822) — русский живописец-портретист |
| Левобережная ул.               | Левобережный                          |                                                | |
| Левобережный пер.              | Левобережный                          |                                                | |
| Левобережный проезд            | Левобережный                          |                                                | |
| Левченко пл.                   | Кальмиусский                          | Колонна                                        | названа в 1937 |
| Левченко ул.                   | Кальмиусский                          | Колонна                                        | названа в 1937; Левченко, Виктор Иванович (1906—1937) — советский лётчик. |
| Ленская ул.                    | Кальмиусский                          |                                                | |
| Ленточный пер.                 | Левобережный                          |                                                | |
| Лепорского ул.                 | Левобережный                          |                                                | до начала 1980-х — ул. Трудовых Резервов; Лепорский, Владимир Владимирович (1911—1981) — директор металлургического завода «Азовсталь», организатор крупнейших производственных и социальных строек Мариуполя |
| Лермонтова ул.                 | Левобережный                          | Троицкий                                       | Лермонтов, Михаил Юрьевич (1814—1841) — русский поэт, выступил в русской литературе как наследник и продолжатель А. С. Пушкина |
| Леси Украинки ул.              | Центральный                           | Парковый                                       | до 1930-х (?) — ул. Девичья; Леся Украинка (Косач-Квитка, Лариса Петровна) (1871-1913) — украинская писательница, поэтесса и драматург |
| Лесная ул.                     | Центральный, Приморский               | Шишманка                                       | |
| Лётная ул.                     | Кальмиусский                          |                                                | |
| Лечебный пер.                  | Левобережный                          |                                                | |
| Лизы Чайкиной пер.             | Кальмиусский                          | Волонтёровка                                   | |
| Лизы Чайкиной ул.              | Кальмиусский                          | Волонтёровка                                   | Чайкина, Елизавета Ивановна (1918-1941) — партизанка Великой Отечественной войны, Герой Советского Союза |
| Линника ул.                    | Приморский                            | Слободка                                       | до 1940-х (?) — ул. Транспортная; до 1930-х — ул. 4-я Слободки; Линник, Михаил Васильевич (1910—1944) — бывший инструктор физкультуры Ждановского (ныне Мариупольского) порта, командир огневого взвода 276-го гвардейского стрелкового полка 92-й гвардейской стрелковой дивизии 37-й армии Степного фронта, гвардии старшина |
| Литвиненко Г.Е. пер.           | Кальмиусский                          |                                                | 26 мая 2010 образована; рядом с ул. Покрышкина; Литвиненко, Григорий Евлампиевич (1914—1995) — сержант Советской Армии, участник Великой Отечественной войны, Герой Советского Союза (1943), участвовал в Курской битве, жил и умер в Мариуполе |
| Литейная ул.                   | Кальмиусский                          | Старый Базар                                   | |
| Литературная ул.               | Левобережный                          |                                                | |
| Литературный пер.              | Левобережный                          |                                                | |
| Лобачевского ул.               | Кальмиусский                          | Речной                                         | Лобачевский, Николай Иванович (1792-1856) — русский математик |
| Лодочный пер.                  | Приморский                            |                                                | |
| Лозовая ул.                    | Левобережный                          |                                                | |
| Локомотивная ул.               | Кальмиусский                          | СТ «Экспресс»                                  | 28 марта 2014 образована; до того — 3-я линия |
| Ломизова ул.                   | Левобережный                          |                                                | до 1970-х — ул. Цимлянская; Ломизов, Дмитрий Николаевич (1923-1943) — слесарь завода «Азовсталь», руководитель подпольной группы на заводе, расстрелян оккупационными немецко-фашистскими войсками |
| Ломоносова пер.                | Приморский                            | Кировка                                        | Ломоносов, Михаил Васильевич (1711-1765) — первый русский учёный-естествоиспытатель мирового значения, один из основоположников физической химии, поэт, историк |
| Ломоносова пер.                | Левобережный                          |                                                | |
| Лоцманская ул.                 | Приморский                            |                                                | |
| Лоцманский пер.                | Приморский                            |                                                | |
| Луганская ул.                  | Приморский                            | Кировка                                        | |
| Луганский пер.                 | Приморский                            | Кировка                                        | |
| Луганский туп.                 | Приморский                            | Кировка                                        | |
| Луговая ул.                    | Кальмиусский                          | Садки                                          | |
| Луговой пер.                   | Кальмиусский                          | Садки                                          | |
| Лунина площадь                 | Приморский                            |                                                | 19 апреля 2011 переименована из пл. Морвокзала; на пересечении просп. Лунина и просп. Нахимова, адресов нет |
| Лунина просп.                  | Приморский                            |                                                | образована в 1970-е из западной части ул. Портовой; Лунин, Николай Александрович (1907—1970) — контр-адмирал |
| Лунная ул.                     | Кальмиусский                          | СТ «Икарус»                                    | 28 марта 2014 образована; до того — ул. № 3 |
| Лунный пер.                    | Центральный                           | СТ «Жилстроевец»                               | в 2000-х образована |
| Лута ул.                       | Кальмиусский                          |                                                | в 1980-х переименована из ул. Новосельская; Лут, Иван Андреевич (1910-1981) — сталевар комбината имени Ильича, рационализатор, Герой Социалистического Труда |
| Лухманова Д.А. ул.             | Приморский                            | СТ «Чайка»                                     | в 2000-х образована; до того — ул. № 3; Лухманов, Дмитрий Афанасьевич (1867—1946) — российский и советский мореплаватель, писатель, сотрудник Наркомата морского флота СССР, преподаватель морского дела, Герой труда (1927), работал в Мариуполе (1911) |
| Лучевая ул.                    | Центральный                           | Новосёловка                                    | до 28 января 2016 — ул. Халтурина; до 1930-х — ул. Верещагина |
| Лучевой пер.                   | Центральный                           | Новосёловка                                    | до 28 января 2016 — пер. Халтурина |
| Лучистая ул.                   | Кальмиусский                          | Волонтёровка                                   | |
| Лысенко пер.                   | Приморский                            |                                                | |
| Лысенко тупик                  | Приморский                            | СТ «Моряк»                                     | 28 августа 2013 образован; до того — ул. № 1 |
| Лысенко ул.                    | Приморский                            |                                                | Лысенко, Николай Витальевич (1842-1912) — украинский композитор, дирижёр, педагог |
| Льва Яруцкого ул.              | Центральный                           | Новосёловка                                    | до 28 января 2016 — ул. Красина; до 1930-х (?) — ул. Жуковского; Яруцкий Лев Давыдович (1931—2002) — украинский советский краевед, внештатный корреспондент газеты «Приазовский рабочий», преподаватель литературы и заведующий подготовительным отделением Мариупольского индустриального техникума, Почётный гражданин Мариуполя |
| Львовская ул.                  | Приморский                            |                                                | |
| Львовский пер.                 | Приморский                            |                                                | |
| Магистральная ул.              | Кальмиусский                          | СТ «Экспресс»                                  | 28 марта 2014 образована; до того — 2-я линия |
| Майская ул.                    | Кальмиусский                          | Каменск                                        | |
| Макара Мазая ул.               | Кальмиусский                          |                                                | до середины XX века — ул. Заводская; Мазай, Макар Никитович (1910-1941) — рабочий-новатор, сталевар Ждановского металлургического завода имени Ильича, зачинатель соревнования за высокие съёмы стали |
| Макаренко ул.                  | Левобережный                          |                                                | Макаренко, Антон Семёнович (1888-1939) — советский педагог, писатель |
| Макарова пер.                  | Приморский                            |                                                | Макаров, Степан Осипович (1848-1904) — русский флотоводец (вице-адмирал), океанограф, полярный исследователь |
| Макеевская ул.                 | Приморский                            |                                                | |
| Малиновая ул.                  | Приморский                            | СТ «Маяк»                                      | в 2000-х образована |
| Малиновая ул.                  | Центральный                           | СТ «Азовсталец», СК «Строитель»                | 28 августа 2013 образована; до того — ул. № 5 |
| Малоазовская ул.               | Приморский                            |                                                | |
| Малоазовский туп.              | Приморский                            |                                                | |
| Малофонтанная ул.              | Центральный                           |                                                | |
| Малофонтанный спуск            | Центральный                           |                                                | |
| Малоштурманский пер.           | Приморский                            |                                                | |
| Малый пер.                     | Приморский                            |                                                | |
| Мамина-Сибиряка пер.           | Кальмиусский                          |                                                | |
| Мамина-Сибиряка проезд         | Кальмиусский                          |                                                | |
| Мамина-Сибиряка ул.            | Кальмиусский                          |                                                | Мамин-Сибиряк, Дмитрий Наркисович (1852-1912) — русский писатель |
| Мариупольская ул.              | Приморский                            |                                                | |
| Маркелова ул.                  | Приморский                            |                                                | до 1970-х — ул. Маршака; Маркелов, Степан Ефимович (1891-1968) — организатор и первый командующий Красной Азовской военной флотилией, активный участник гражданской и Великой Отечественной войн. |
| Мартеновская ул.               | Кальмиусский                          | Колонна                                        | |
| Мартеновский массив            | Кальмиусский                          | Садки                                          | |
| Мартыненко Александра ул.      | Кальмиусский                          | Аэродром                                       | до 3 июня 2016 года — ул. Ярославского; Александр Евгеньевич Мартыненко — украинский военный, доброволец 128-й горно-пехотной бригады Вооружённых сил Украины, который погиб под Дебальцево в феврале 2015. |
| Марьинская ул.                 | Центральный                           |                                                | с 1930-х до 3 марта 2016 — ул. Кирова; с 1920-х до 1930-х (?) — ул. Февральская [Февральской Революции, или Революции] |
| Марьинская балка ул.           | Центральный                           | Парковый                                       | |
| Матросова пер.                 | Центральный                           | Парковый                                       | |
| Матросова проезд               | Центральный                           | Парковый                                       | до 1990-х — пер. Ракетный |
| Матросова ул.                  | Центральный                           |                                                | Матросов, Александр Матвеевич (1924-1943) — Герой Советского Союза (посмертно). В годы Великой Отечественной войны совершил подвиг: в бою за деревню Чернушки Псковской области закрыл своим телом амбразуру вражеского дзота |
| Матросская ул.                 | Приморский                            |                                                | |
| Мацука И.К. ул.                | Левобережный                          |                                                | до 3 марта 2016 — ул. Краснодонская; в честь Мацука Ивана Константиновича (1924-2006) — городского хирурга Мариуполя в 1967 — 1999 |
| Мачнева Д.К. ул.               | Приморский                            | СТ «Моряк»                                     | в 2000-х образована; Мачнев, Дмитрий Константинович (1904—1987) — военком 9-й гвардейской истребительной авиадивизии, участник освобождения Мариуполя в 1943, жил и умер в городе, почётный гражданин Мариуполя (1985) |
| Машиностроителей пл.           | Кальмиусский                          |                                                | до 1990-х — пл. Конституции |
| Машиностроительная ул.         | Кальмиусский                          |                                                | |
| Маяковского пер.               | Кальмиусский                          | Новогуглино                                    | |
| Маяковского ул.                | Кальмиусский                          | Новогуглино                                    | Маяковский, Владимир Владимирович (1893-1930) — русский советский поэт, создатель новаторской советской поэтической системы |
| Маяковского ул.                | Левобережный                          | Виноградное                                    | |
| Международная ул.              | Приморский                            |                                                | |
| Междуреченская ул.             | Центральный                           | Правый берег                                   | до 3 марта 2016 — ул. Конноармейская |
| Межевая ул.                    | Левобережный                          |                                                | |
| Межевая ул.                    | Приморский                            | СТ «Маяк»                                      | в 2000-х образована |
| Межевой пер.                   | Левобережный                          |                                                | |
| Мелиоративная ул.              | Приморский                            | Гавань                                         | запустевшая, выходит на берег моря |
| Мелитопольская ул.             | Приморский                            |                                                | |
| Менделеева пер.                | Левобережный                          |                                                | |
| Менделеева проезд              | Левобережный                          |                                                | |
| Менделеева ул.                 | Левобережный                          |                                                | Менделеев, Дмитрий Иванович (1834-1907) — русский учёный, открывший периодический закон химических элементов. В 1888 году совершил трёхмесячное путешествие по Донбассу |
| Меотиды бульв.                 | Левобережный                          |                                                | до 3 марта 2016 — бульв. 50 лет Октября; в 1967 образован из южной части просп. 1 Мая |
| Мерзляка ул.                   | Левобережный                          | Успеновка                                      | Мерзляк, Иван Дмитриевич (1915-1943) — рабочий завода «Азовсталь». Герой Советского Союза. |
| Металлургическая ул.           | Кальмиусский                          |                                                | |
| Металлургический пер.          | Кальмиусский                          |                                                | |
| Металлургов просп.             | Центральный, Приморский, Кальмиусский |                                                | в середине XX века образована путём объединения Франка Ивана (на юге) и Весёлой (на севере) |
| Миклухо-Маклая ул.             | Левобережный                          |                                                | Миклухо-Маклай, Николай Николаевич (1846-1888) — русский учёный, путешественник и общественный деятель |
| Минина ул.                     | Центральный                           | Правый берег                                   | Кузьма Минин (конец XVI века-1616) — русский национальный герой, организатор и один из руководителей Земского ополчения 1611—1612 в период борьбы русского народа против польской и шведской интервенций |
| Минский пер.                   | Центральный                           | Парковый                                       | образован 13 августа 1959 на территории земли бывшего колхоза имени XX Партсъезда |
| Мира просп.                    | Центральный                           |                                                | до 28 января 2016 — просп. Ленина; до 22 апреля 1960 — просп. Республики, до 1920-х — ул. Екатерининская [Большая]; в 1941-1943 — ул. Театральная |
| Мира ул.                       | Приморский                            | Кировка                                        | |
| Миргородская ул.               | Кальмиусский                          | Азовкольцо                                     | |
| Миргородский пер.              | Кальмиусский                          | Азовкольцо                                     | |
| Митрополитская ул.             | Центральный                           |                                                | 28 сентября 1875 названа; с 24 мая 1929 до 19 декабря 1991 называлась ул. Карла Либкнехта; до 28 января 2016 часть улицы к западу от просп. Металлургов называлась ул. Карла Либкнехта; в 1941-1943 — ул. Школьная; Митрополит Игнатий (1715—1786) — в честь митрополита Готфского и Кефайского, епископа Русской православной церкви Игнатия Мариупольского, активного участника переселения греков из Крыма в Приазовье                                                           |
| Миусская ул.                   | Кальмиусский                          | Аэродром                                       | в 1980-1990-х (?) переименована из ул. Донская |
| Михаила Грушевского ул.        | Центральный                           |                                                | до 28 января 2016 — ул. 60 лет СССР; Грушевский Михаил Сергеевич (1866—1934) — российский, украинский и советский историк, общественный и политический деятель, революционер, один из лидеров украинского национального движения, председатель Украинской Центральной Рады, профессор Львовского университета, член Чешской АН, академик ВУАН и АН СССР, член НТШ. |
| Мицкевича ул.                  | Центральный                           | Парковый                                       | до 1990-х — ул. Овражная; до 1930-х (?) — ул. Яровая; Мицкевич, Адам (1798—1855) — белорусский и польский польскоязычный поэт, политический публицист, деятель национально-освободительного движения. Оказал большое влияние на становление белорусской и польской литературы в XIX в. |
| Мичмана Павлова пл.            | Приморский                            | Слободка                                       | до середины XX века — пл. Вокзальная; Павлов, Евгений Викторович (1919-1974) — разведчик штаба Черноморского флота, участник Великой Отечественной войны. Уроженец города Мариуполя. |
| Мичурина пер.                  | Кальмиусский                          | Садки                                          | |
| Мичурина проезд                | Кальмиусский                          | Садки                                          | |
| Мичурина ул.                   | Кальмиусский                          | Садки                                          | Мичурин, Иван Владимирович (1855-1935) — советский биолог, преобразователь природы, почётный член АН СССР |
| Мичурина ул.                   | Кальмиусский                          | СТ «Мичуринец», СТ «Лотос»                     | 28 августа 2013 образована |
| Мичурина ул.                   | Центральный                           | СТ «Металлист », СК «Тимирязевец»              | 28 августа 2013 образована |
| Модельная ул.                  | Кальмиусский                          | Новоброневой                                   | |
| Можайского пер.                | Кальмиусский                          |                                                | |
| Можайского ул.                 | Кальмиусский                          | Садки                                          | Можайский, Александр Фёдорович (1825-1890) — русский исследователь и изобретатель в области создания летательных аппаратов тяжелее воздуха |
| Молодёжная ул.                 | Кальмиусский                          | Каменск                                        | |
| Молодёжная ул.                 | Левобережный                          | Виноградное                                    | |
| Молодёжная ул.                 | Центральный                           | СТ «Родничок»                                  | в 2000-х образована |
| Молонова ул.                   | Левобережный                          | Успеновка                                      | Молонов, Давид Нестерович (1904-1941) — заведующий военным отделом Мариупольского горкома КП(б) Украины. |
| Монтажная ул.                  | Кальмиусский                          | Старый Базар                                   | |
| Морская ул.                    | Приморский                            | Гавань                                         | переименована из ул. II Озёрная |
| Морских Десантников ул.        | Приморский                            |                                                | переименована из ул. Бассейная |
| Морской бульв.                 | Левобережный                          |                                                | до 28 января 2016 — Комсомольский бульв. |
| Морской пер.                   | Левобережный                          | Виноградное                                    | |
| Московская ул.                 | Левобережный                          |                                                | |
| Московский пер.                | Левобережный                          |                                                | |
| Моторная ул.                   | Кальмиусский                          | Новогуглино                                    | |
| Моторный пер.                  | Кальмиусский                          | Новогуглино                                    | |
| Моцарта ул.                    | Центральный                           | Новосёловка                                    | Моцарт, Вольфганг Амадей (1756-1791) — австрийский композитор |
| Мурманская ул.                 | Кальмиусский                          | Мирный                                         | |
| Мусоргского ул.                | Центральный                           | Правый берег                                   | |
| Мусоргского ул.                | Левобережный                          | Троицкий                                       | Мусоргский, Модест Петрович (1839-1881) — русский композитор |
| МЮДа ул.                       | Кальмиусский                          | Гуглино                                        | в честь Международного юношеского дня |
| Набережная ул.                 | Левобережный                          |                                                | |
| Набережная ул.                 | Кальмиусский                          |                                                | |
| Набережная ул.                 | Левобережный                          | Пионерское                                     | |
| Нагорная ул.                   | Приморский                            | СТ «Вертикаль»                                 | в 2000-х образована |
| Надгорная ул.                  | Кальмиусский                          | Садки                                          | |
| Надгорный пер.                 | Кальмиусский                          | Садки                                          | |
| Надежды ул.                    | Приморский                            |                                                | |
| Напорная ул.                   | Кальмиусский                          | Садки                                          | |
| Напорный пер.                  | Кальмиусский                          | Садки                                          | |
| Нарвский пер.                  | Центральный                           | Парковый                                       | |
| Народная ул.                   | Левобережный                          |                                                | |
| Народная ул.                   | Центральный                           | СТ «Дружба»                                    | в 2000-х образована |
| Народный пер.                  | Левобережный                          |                                                | |
| Народовольческая ул.           | Левобережный                          | Найдёновка                                     | |
| Нахимова пер.                  | Центральный                           |                                                | |
| Нахимова просп.                | Центральный, Приморский               |                                                | до 1960-х — Верхнее Портовское шоссе; Нахимов, Павел Степанович (1802-1855) — русский флотоводец, адмирал |
| Невская ул.                    | Кальмиусский                          | Мирный                                         | |
| Нежинская ул.                  | Левобережный                          |                                                | |
| Нежинский пер.                 | Левобережный                          |                                                | |
| Независимости пл.              | Кальмиусский                          |                                                | |
| Некрасова ул.                  | Приморский                            |                                                | Некрасов Николай Алексеевич (1821—1878) — русский поэт, писатель и публицист, классик русской литературы |
| Немировича-Данченко пер.       | Кальмиусский                          |                                                | Немирович-Данченко, Владимир Иванович (1858-1943) — деятель советского театра, режиссёр и драматург, народный артист СССР |
| Немченко В.Э. ул.              | Приморский                            | СТ «Моряк»                                     | в 2000-х образована; в честь В.Э. Немченко |
| Нестерова ул.                  | Кальмиусский                          | Речной                                         | |
| Нестерова ул.                  | Приморский                            | Кировка                                        | ранее — ул. Шишкина; Нестеров, Пётр Николаевич (1887-1914) — русский военный лётчик, основоположник высшего пилотажа |
| Нефёдова П.П. пер.             | Кальмиусский                          |                                                | 26 мая 2010 образована; рядом с ул. Покрышкина; Нефёдов, Пётр Прохорович (1915—1943) — старший сержант Рабоче-крестьянской Красной Армии, участник Великой Отечественной войны, Герой Советского Союза (1943), до войны работал подручным вальцовщика сортопрокатного цеха завода имени Ильича |
| Нефтебаза                      | Кальмиусский                          |                                                | |
| Нижние Аджахи ул.              | Центральный                           | Правый берег                                   | |
| Нижняя ул.                     | Кальмиусский                          | СТ «Лотос»                                     | в 2000-х образована |
| Нижняя Кольцевая ул.           | Центральный                           | СТ «Родничок»                                  | в 2000-х образована |
| Никитина ул.                   | Центральный                           | Новосёловка                                    | до середины XX века — ул. Живая [Бойкая]; Никитин, Иван Саввич (1824-1861) — русский поэт |
| Николаевская ул.               | Центральный                           |                                                | 28 сентября 1875 названа; с 1920-х до 1950-е — ул. Ленина; с 1950-х до 19 декабря 1991 называлась ул. Донбасская; в 1941-1943 — ул. Морская |
| Никольская ул.                 | Кальмиусский                          | СТ «Икарус»                                    | 28 марта 2014 образована; до того — ул. № 2 |
| Никопольский просп.            | Кальмиусский                          |                                                | до 3 марта 2016 — просп. Бойко В.С.; до 28 января 2016 — просп. Ильича; в честь Никополь-Мариупольского горно-металлургического общества |
| Никулина ул.                   | Левобережный                          |                                                | Никулин, Лев Вениаминович (1891-1967) — русский советский писатель |
| Нильсена архитектора ул.       | Центральный                           |                                                | до 3 марта 2016 — ул. Энгельса; до 1929-х — ул. Константиновская [Городская]; часть улицы (дома № 38 — 52) 8 октября 2013 переименована в ул. Савчука; в 1941-1943 — ул. Андельская |
| Новака ул.                     | Кальмиусский                          | Садки                                          | Новак, Витезслав (1870-1949) — чешский композитор и педагог |
| Новая Жизнь ул.                | Кальмиусский                          | Шевченко                                       | |
| Новгородский пер.              | Центральный                           | Парковый                                       | |
| Новоблоковый пер.              | Центральный                           | Правый берег                                   | |
| Нововосточная ул.              | Центральный                           | Новосёловка                                    | |
| Нововосточный пер.             | Центральный                           | Новосёловка                                    | |
| Новозелёная ул.                | Кальмиусский                          | СТ «Урожай»                                    | в 2000-х образована |
| Новороссийская ул.             | Приморский                            |                                                | образована 13 августа 1959 на территории земли бывшего колхоза «Шлях Ильича» |
| Новороссийский пер.            | Приморский                            | Кировка                                        | образован 13 августа 1959 на территории земли бывшего колхоза «Шлях Ильича» |
| Новороссийский проезд          | Приморский                            | Кировка                                        | |
| Новороссийский туп.            | Приморский                            | Кировка                                        | |
| Новороссийский тупик           | Приморский                            | СТ «Нива»                                      | 28 августа 2013 образован; до того — ул. Пролетарская |
| Новосёлов ул.                  | Центральный                           | квартал «Азовский»                             | в 2000-х образована |
| Новосельская ул.               | Кальмиусский                          |                                                | |
| Новосельский пер.              | Кальмиусский                          |                                                | |
| Новосельский проезд            | Кальмиусский                          |                                                | |
| Новосельский туп.              | Кальмиусский                          |                                                | |
| Новосибирская ул.              | Кальмиусский                          | Мирный                                         | |
| Новосибирский пер.             | Кальмиусский                          | Мирный                                         | |
| Новосибирский проезд           | Кальмиусский                          | Мирный                                         | |
| Новостепная ул.                | Кальмиусский                          |                                                | |
| Новостепной пер.               | Кальмиусский                          |                                                | |
| Новотрубная ул.                | Кальмиусский                          |                                                | |
| Новоукраинская ул.             | Центральный                           | СТ «Автомобилист», СК «Тюльпан»                | 24 декабря 2013 образована; до того — ул. Вишнёвая |
| Новый пер.                     | Приморский                            |                                                | |
| Новый пер.                     | Центральный                           |                                                | |
| Облепиховая ул.                | Центральный                           | СТ «Азовсталец»                                | 26 мая 2010 образована; до того — ул. № 6 |
| Овальная ул.                   | Центральный                           | Парковый                                       | |
| Овражная ул.                   | Центральный                           | СТ «Коксохимовец», СТ «Металлист»              | 28 августа 2013 образована |
| Огородная ул.                  | Приморский                            |                                                | в 1970-х и до 28 января 2016 — ул. Меламеда |
| Одесская ул.                   | Приморский                            |                                                | |
| Озера Хасан ул.                | Кальмиусский                          | Колонна                                        | Озеро Хасан — в честь серии победных для Красной армии столкновений в между Японской императорской армией и РККА из-за оспаривания Японией принадлежности территории у озера Хасан и реки Туманная (1938 год) |
| Октябрьская ул.                | Левобережный                          | Приморское                                     | Октябрьская революция — одно из крупнейших политических событий XX века, произошедшее в России в октябре 1917 года и повлиявшее на дальнейший ход всемирной истории, в результате чего началась Гражданская война в России, было свергнуто Временное правительство и к власти пришли коммунисты |
| Олега Кошевого ул.             | Левобережный                          |                                                | Кошевой, Олег Васильевич (1926-1943) — комиссар подпольной комсомольской организации «Молодая гвардия» в Краснодоне в период оккупации Донбасса немецко-фашистскими захватчиками, Герой Советского Союза |
| Олимпийская ул.                | Левобережный                          |                                                | |
| Олимпийская ул.                | Центральный                           | СТ «Тимирязевец»                               | в 2000-х образована |
| Олимпийский пер.               | Левобережный                          |                                                | |
| Олимпийский проезд             | Левобережный                          |                                                | |
| Ольшанского К.Ф. ул.           | Приморский                            | СТ «Моряк»                                     | в 2000-х образована; Ольшанский, Константин Фёдорович (1915—1944) — Герой Советского Союза, командир роты морских пехотинцев, старший лейтенант, командир 2-го десантного отряда 384-го отдельного батальона морской пехоты, который высадился в селе Ялта, участвовал в освобождении Мариуполя, учился в ПТУ № 74 (Мариуполь) |
| Опытный пер.                   | Приморский                            | Западный                                       | |
| Ореховая ул.                   | Кальмиусский                          | СТ «Лотос»                                     | в 2000-х образована |
| Ореховая ул.                   | Приморский                            | СТ «Вертикаль»                                 | в 2000-х образована |
| Орловская ул.                  | Кальмиусский                          | Каменск                                        | |
| Орловский пер.                 | Кальмиусский                          | Каменск                                        | |
| Орсовская ул.                  | Кальмиусский                          | Колонна                                        | до 28 января 2016 — ул. Бабушкина; ОРС — в честь предприятия государственной розничной торговли в СССР — отдела рабочего снабжения (1932—1980-е) |
| Освобождения пл.               | Центральный                           |                                                | названа в 1983; до войны — пл. Октябрьской Революции; до 1920-х — пл. Соборная [Базарная] |
| Осипенко ул.                   | Центральный                           | Парковый                                       | до середины XX века — ул. Житомирская; Осипенко, Полина Денисовна (1907-1939) — военный лётчик, Герой Советского Союза |
| Островского А.Н. ул.           | Центральный                           | Новосёловка                                    | до 28 января 2016 — ул. Островского Н.А.; до 1930-х — ул. Писемского; Островский, Александр Николаевич (1823-1886) — русский драматург, творчество которого сыграло огромную роль в становлении критического реализма |
| Отечественная ул.              | Кальмиусский                          |                                                | |
| Отечественный пер.             | Кальмиусский                          |                                                | |
| Отечественный проезд           | Кальмиусский                          |                                                | |
| Открытая ул.                   | Центральный                           | Парковый                                       | |
| Отрадная ул.                   | Приморский                            |                                                | |
| Отрадная ул.                   | Приморский                            | СТ «Нива», СТ «Чайка»                          | 28 августа 2013 образована; до того — ул. № 1 |
| Отрадный пер.                  | Приморский                            | СТ «Южный»                                     | в 2000-х образована |
| Охотничий пер.                 | Кальмиусский                          | Мирный                                         | |
| Охотничий туп.                 | Кальмиусский                          | Мирный                                         | |
| Охотничья ул.                  | Кальмиусский                          | Мирный                                         | в 1990-х и до 28 января 2016 — улица Козлова |
| Очаковская ул.                 | Приморский                            |                                                | встречается также вариант ул. Очакова |
| Очаковская ул.                 | Приморский                            | СТ «Моряк»                                     | 28 августа 2013 образована; до того — ул. № 11 |
| Очаковский пер.                | Приморский                            |                                                | |
| Очаковский проезд              | Приморский                            | СТ «Моряк»                                     | 28 августа 2013 образован; до того — ул. № 9 |
| Очаковский туп.                | Приморский                            |                                                | |
| Павла Гражданского ул.         | Приморский                            | Гавань                                         | до 28 января 2016 — тупик Приморских партизан |
| Павлова пер.                   | Левобережный                          |                                                | |
| Павлова ул.                    | Левобережный                          |                                                | Павлов, Иван Петрович (1849-1936) — русский учёный-физиолог |
| Павловская ул.                 | Кальмиусский                          | Аэродром                                       | |
| Панаса Мирного ул.             | Левобережный                          | Троицкий                                       | Панас Мирный (Руденко, Афанасий Яковлевич) (1849-1920) — украинский писатель |
| Панфилова пер.                 | Левобережный                          |                                                | |
| Панфилова проезд               | Левобережный                          |                                                | |
| Панфилова ул.                  | Левобережный                          |                                                | Панфилов, Иван Васильевич (1893-1941) — командир гвардейской стрелковой дивизии, участвовавшей в героической обороне Москвы в 1941 году, Герой Советского Союза |
| Параллельная ул.               | Кальмиусский                          | Азовкольцо                                     | |
| Параллельный пер.              | Кальмиусский                          | Азовкольцо                                     | |
| Парашютная ул.                 | Центральный                           | Новосёловка                                    | |
| Парашютный проезд              | Центральный                           | Новосёловка                                    | |
| Парижской коммуны ул.          | Кальмиусский                          | Апатова                                        | Парижская коммуна — в честь первого в мире революционного правительства Парижа во время событий 1871 года, вылившихся в революцию и установления самоуправления, длившегося 72 дня, во главе Парижской коммуны стояли объединённые в коалицию неоякобинцы, социалисты и анархисты |
| Парковая ул.                   | Центральный                           | Парковый                                       | |
| Парковый пер.                  | Кальмиусский                          | Каменск                                        | |
| Парковый пер.                  | Приморский                            |                                                | |
| Парниковый пер.                | Центральный                           |                                                | |
| Паровозная ул.                 | Приморский                            | Слободка                                       | |
| Партизанская ул.               | Приморский                            |                                                | |
| Партизанский пер.              | Приморский                            |                                                | |
| Парусная ул.                   | Приморский                            |                                                | |
| Парусный пер.                  | Приморский                            |                                                | |
| Парусный проезд                | Приморский                            |                                                | |
| Парусный туп.                  | Приморский                            |                                                | |
| Пархоменко ул.                 | Кальмиусский                          | Волонтёровка                                   | Пархоменко, Александр Яковлевич (1885-1921) — герой гражданской войны, уроженец Донбасса |
| Пашковского ул.                | Левобережный                          |                                                | до 1964 — ул. Киевская; Пашковский, Владимир Васильевич (1936-1964) — участковый уполномоченный Орджоникидзевского райотдела милиции города Жданова (Мариуполя). Погиб на боевом посту, выполняя задание. |
| Пейзажная ул.                  | Левобережный                          |                                                | |
| Пейзажный пер.                 | Левобережный                          |                                                | |
| Первая Слободка ул.            | Приморский                            | Слободка                                       | в 1929 до 28 января 2016 — ул. Котовского |
| Первомайская ул.               | Кальмиусский                          | Каменск                                        | до 15 февраля 1989 называлась ул. Жданова |
| Первомайский пер.              | Кальмиусский                          |                                                | |
| Первоцветная ул.               | Центральный                           | СТ «Жилстроевец»                               | в 2000-х образована |
| Перекопская ул.                | Кальмиусский                          |                                                | |
| Перекопский пер.               | Кальмиусский                          |                                                | |
| Переходная ул.                 | Приморский                            | СТ «Маяк»                                      | в 2000-х образована |
| Персиковая ул.                 | Центральный                           | СТ «Строитель»                                 | 28 августа 2013 образована; до того — ул. № 9 |
| Пестеля пер.                   | Кальмиусский                          | Азовкольцо                                     | |
| Пестеля ул.                    | Кальмиусский                          | Азовкольцо                                     | Пестель, Павел Иванович (1793-1826) — основатель и глава Южного общества декабристов. По доносу предателя был арестован накануне восстания декабристов и казнён |
| Песчаный пер.                  | Приморский                            |                                                | |
| Пилотов пер.                   | Центральный                           | Новосёловка                                    | |
| Пилотов проезд                 | Центральный                           | Новосёловка                                    | |
| Пилотов ул.                    | Центральный                           | Новосёловка                                    | |
| Пионера Балабухи пер.          | Приморский                            | Кировка                                        | из пер. Пионерский |
| Пионера Балабухи ул.           | Приморский                            | Кировка                                        | из ул. Пионерская; до 1930-х (?) — ул. Школьная (южнее ул. Гагарина) и ул. Колодезная (севернее); Балабуха, Анатолий (1929-1943) — пионер-герой, ученик Мариупольской школы № 31, проводил группу морских десантников, освобождающих Мариуполь. |
| Писарева ул.                   | Центральный                           |                                                | переименована в середине XX века из ул. Ворошилова; до 1930-х назвалась ул. Хлебозаводская; Писарев, Дмитрий Иванович (1840—1868) — русский публицист и литературный критик, революционный демократ, «третий» (после Чернышевского и Добролюбова) великий русский критик-шестидесятник |
| Плановая ул.                   | Левобережный                          |                                                | |
| Плановый пер.                  | Левобережный                          |                                                | |
| Плановый проезд                | Левобережный                          |                                                | |
| Плеханова ул.                  | Кальмиусский                          | Зирка                                          | Плеханов, Георгий Валентинович (1856—1918) — теоретик и пропагандист марксизма, философ, видный деятель российского и международного социалистического движения. Входил в число основателей РСДРП, газеты «Искра» |
| Плотинная ул.                  | Кальмиусский                          | Каменск                                        | ранее — ул. Набережная |
| Пляжный пер.                   | Приморский                            | Слободка                                       | |
| Победная ул.                   | Кальмиусский                          | Каменск                                        | до 28 января 2016 — ул. Коминтерна |
| Победы просп.                  | Левобережный                          |                                                | |
| Поворотный пер.                | Центральный                           |                                                | |
| Поворотный пер.                | Приморский                            |                                                | |
| Пограничная ул.                | Кальмиусский                          | Новогуглино                                    | |
| Пограничный пер.               | Кальмиусский                          | Новогуглино                                    | |
| Подгорная ул.                  | Приморский                            | СТ «Наладчик»                                  | 4 февраля 2014 образована |
| Подгорная ул.                  | Центральный, Приморский               |                                                | |
| Подгорный пер.                 | Кальмиусский                          |                                                | |
| Подгорный пер.                 | Центральный                           |                                                | |
| Подлесная ул.                  | Кальмиусский                          | СТ «Мичуринец»                                 | 28 августа 2013 образована |
| Подольский пер.                | Левобережный                          |                                                | |
| Подольская ул.                 | Левобережный                          |                                                | образована 25 сентября 2012 в ООО «Сиваш-Агро» |
| Подснежная ул.                 | Левобережный                          |                                                | |
| Подснежный пер.                | Левобережный                          |                                                | |
| Подъёмный пер.                 | Приморский                            |                                                | |
| Пожарского ул.                 | Центральный                           |                                                | Пожарский, Дмитрий Михайлович (1577—1642) — русский национальный герой, военный и политический деятель, глава Второго народного ополчения, освободившего Москву от польско-литовских оккупантов |
| Покровская ул.                 | Кальмиусский                          | Апатова                                        | до 28 января 2016 — ул. 26 Бакинских комиссаров; до 1950-х ул. 4-я Апатова пос. |
| Покрышкина ул.                 | Кальмиусский                          |                                                | Покрышкин, Александр Иванович (1913-1985) — генерал-полковник авиации. Участвовал в освобождении Донбасса и города Мариуполя. |
| Полевая ул.                    | Центральный                           | Новосёловка                                    | |
| Полетаева Ф.А. пер.            | Левобережный                          |                                                | до 28 января 2016 — пер. Полетаева Н.Г. |
| Полетаева Ф.А. ул.             | Левобережный                          |                                                | до 28 января 2016 — ул. Полетаева Н.Г.; Полетаев Фёдор Андрианович (1909—1945) — советский солдат, участник итальянского движения Сопротивления в годы Второй мировой войны, Герой Советского Союза, Национальный герой Италии. |
| Ползунова пер.                 | Приморский                            | Слободка                                       | Ползунов, Иван Иванович (1728-1766) — русский изобретатель-теплотехник |
| Полтавская ул.                 | Левобережный                          |                                                | |
| Полтавский пер.                | Левобережный                          |                                                | |
| Полярная ул.                   | Центральный                           | Новосёловка                                    | |
| Попова ул.                     | Приморский                            |                                                | Попов, Александр Степанович (1859—1906) — русский учёный, изобретатель радио |
| Поповича пер.                  | Левобережный                          |                                                | Попович, Павел Романович (1930—2009) — советский лётчик-космонавт. |
| Почтовая ул.                   | Центральный                           | Парковый                                       | |
| Почтовый пер.                  | Центральный                           | Парковый                                       | |
| Правды пер.                    | Кальмиусский                          | Каменск                                        | Правда — в честь газеты — основного ежедневного печатного органа КПСС и главной газеты в СССР |
| Правобережный пер.             | Центральный                           | Правый берег                                   | до 28 января 2016 — пер. Лепсе |
| Правобережная пл.              | Центральный                           | Правый берег                                   | до 28 января 2016 — пл. Лепсе; в 1940-х — пл. Братства, до того — пл. Лепсе |
| Правобережная ул.              | Центральный                           | Правый берег                                   | до 28 января 2016 — ул. Лепсе |
| Правды ул.                     | Кальмиусский                          | Каменск                                        | |
| Праздничная ул.                | Кальмиусский                          | Каменск                                        | до 28 января 2016 — ул. Социалистическая |
| Преображенская ул.             | Левобережный                          |                                                | до 3 марта 2016 — ул. Баумана |
| Преображенский пер.            | Левобережный                          |                                                | до 3 марта 2016 — пер. Баумана |
| Пржевальского ул.              | Левобережный                          | Троицкий                                       | Пржевальский, Николай Михайлович (1839—1888) — русский путешественник и географ, исследователь Центральной Азии |
| Приазовская ул.                | Кальмиусский                          |                                                | |
| Приазовский пер.               | Кальмиусский                          |                                                | |
| Приазовский проезд             | Кальмиусский                          |                                                | |
| Прибрежная ул.                 | Центральный                           |                                                | |
| Привальный пер.                | Кальмиусский                          |                                                | |
| Привольная ул.                 | Кальмиусский                          | Гуглино                                        | |
| Привольный пер.                | Кальмиусский                          | Гуглино                                        | |
| Придорожная ул.                | Центральный                           | СТ «Тюльпан»                                   | в 2000-х образована |
| Придорожный пер.               | Центральный                           | СТ «Тюльпан»                                   | в 2000-х образован |
| Прилежная ул.                  | Кальмиусский                          | СТ «Лотос»                                     | в 2000-х образована |
| Приморская ул.                 | Левобережный                          |                                                | в 1970-х носила название ул. Воинов-Освободителей, позже вычленена из неё |
| Приморский бульв.              | Приморский                            |                                                | до 1966 — просп. Санаторный, до начала 1960-х — просп. Сталина, до 1949 — ул. Санаторная, до 1930-х — Нижнее Портовское шоссе |
| Прогрессивная ул.              | Центральный                           | СТ «Жилстроевец»                               | в 2000-х образована |
| Проектная ул.                  | Кальмиусский                          | Шевченко                                       | |
| Проектный пер.                 | Кальмиусский                          | Шевченко                                       | |
| Прожекторная ул.               | Кальмиусский                          |                                                | в середине XX века и до 28 января 2016 — ул. Заворуева |
| Производственный пер.          | Приморский                            |                                                | переименован в 1930-х (?) из пер. Бондарный |
| Прокатный пер.                 | Кальмиусский                          | Колонна                                        | |
| Прокатчиков ул.                | Центральный                           | СТ «Метеор»                                    | в 2000-х образована |
| Пролетарская ул.               | Левобережный                          | Приморское                                     | |
| Промышленный пер.              | Кальмиусский                          |                                                | до 28 января 2016 — пер. Ильича |
| Просвещения пер.               | Приморский                            | Кировка                                        | |
| Просторная ул.                 | Приморский                            | Кировка                                        | |
| Профсоюзная ул.                | Кальмиусский                          | Садки                                          | |
| Профсоюзная ул.                | Центральный                           | СТ «Тимирязевец»                               | в 2000-х образована |
| Проходная ул.                  | Кальмиусский                          | Новоброневой                                   | |
| Прямой пер.                    | Приморский                            |                                                | |
| Пугачёва ул.                   | Центральный                           | Новосёловка                                    | до 1930-х — ул. Седова; Пугачёв, Емельян Иванович (1742—1775) — руководитель крупнейшего крестьянского восстания в России 1773—1775 годов против крепостного гнёта |
| Пузырева ул.                   | Кальмиусский                          | Садки                                          | Пузырёв, Никита Алексеевич (1903—1941) — сталевар завода имени Ильича, депутат Верховного Совета УССР. |
| Пулковская ул.                 | Приморский                            | Кировка                                        | |
| Пулковский пер.                | Приморский                            | Кировка                                        | |
| Пулковский проезд              | Приморский                            | Кировка                                        | |
| Пулковский туп.                | Приморский                            | Кировка                                        | |
| Пушкина пер.                   | Кальмиусский                          | Зирка                                          | |
| Пушкина ул.                    | Центральный                           |                                                | переименована в 1937 из ул. 9-го Января (до 1930-х — ул. Большая Садовая); Пушкин, Александр Сергеевич (1799-1837) — русский поэт, родоначальник новой русской литературы, своим творчеством утвердил нормы русского литературного языка, выразитель передовых идей своего времени |
| Пшеничная ул.                  | Центральный                           | квартал «Азовский»                             | до 3 марта 2016 — ул. Свердлова |
| Пятая ул.                      | Приморский                            | СТ «Глория»                                    | в 2000-х образована |
| Пятая ул.                      | Центральный                           | СТ «Азовсталец»                                | 15 декабря 2009 образована |
| Рабочая остановка              | Кальмиусский                          |                                                | |
| Равнинная ул.                  | Левобережный                          |                                                | |
| Радиаторная ул.                | Левобережный                          |                                                | |
| Радиаторный пер.               | Левобережный                          |                                                | |
| Радина М.В. ул.                | Кальмиусский                          | Колонна                                        | до 28 января 2016 — ул. Бодрова; Радин Николай Викторович (1888—1938) — директор завода имени Ильича (1931—1938), репрессирован |
| Радищева проезд                | Кальмиусский                          |                                                | |
| Радищева ул.                   | Кальмиусский                          |                                                | Радищев, Александр Николаевич (1749—1802) — русский писатель и просветитель, борец против самодержавия и крепостничества |
| Радужная ул.                   | Приморский                            | СТ «Наладчик»                                  | 4 февраля 2014 образована |
| Радужная ул.                   | Приморский                            | СТ «Портовик»                                  | 26 мая 2009 образована; до того — ул. № 6 |
| Раздольная ул.                 | Приморский                            |                                                | до 3 марта 2016 — ул. Калинина |
| Разина ул.                     | Кальмиусский                          | Аэродром                                       | Разин, Степан Тимофеевич (1630-е—1671) — донской казак, предводитель крестьянской войны 1670—1671 годов против феодального гнёта. |
| Ракетная ул.                   | Кальмиусский                          |                                                | |
| Ракетный пер.                  | Кальмиусский                          |                                                | |
| Ракетный проезд                | Кальмиусский                          |                                                | |
| Резервуарная ул.               | Центральный                           | Новосёловка                                    | |
| Реконструктивная ул.           | Центральный                           |                                                | переименована из ул. Базарная |
| Рельефная ул.                  | Кальмиусский                          | Шевченко                                       | |
| Рельсовый пер.                 | Кальмиусский                          |                                                | |
| Ремесленная ул.                | Приморский                            |                                                | |
| Репина пер.                    | Левобережный                          |                                                | |
| Репина ул.                     | Кальмиусский                          | Новогуглино                                    | Репин, Илья Ефимович (1844—1930) — русский художник |
| Речная ул.                     | Кальмиусский                          | Аэродром                                       | |
| Речная ул.                     | Кальмиусский                          | СТ «Кальмиус»                                  | 28 августа 2013 образована; до того — ул. № 3 |
| Речная ул.                     | Центральный                           | Правый берег                                   | |
| Рижская ул.                    | Левобережный                          |                                                | |
| Рижский пер.                   | Левобережный                          |                                                | |
| Рижский проезд                 | Левобережный                          |                                                | |
| Рижский туп.                   | Левобережный                          |                                                | |
| Римского-Корсакова ул.         | Левобережный                          |                                                | Римский-Корсаков, Николай Андреевич (1844—1908) — русский композитор |
| Ровенская ул.                  | Левобережный                          |                                                | |
| Ровенский пер.                 | Левобережный                          |                                                | |
| Ровная ул.                     | Кальмиусский                          | Волонтёровка                                   | |
| Ровный пер.                    | Кальмиусский                          | Волонтёровка                                   | |
| Ровный проезд                  | Кальмиусский                          | Волонтёровка                                   | |
| Родниковая ул.                 | Кальмиусский                          |                                                | из ул. Кустоовражная |
| Родниковая ул.                 | Приморский                            |                                                | |
| Родниковый пер.                | Приморский                            |                                                | |
| Рождественская ул.             | Левобережный                          |                                                | до 3 марта 2016 — ул. Лазо |
| Рождественский пер.            | Левобережный                          |                                                | до 3 марта 2016 — пер. Лазо |
| Розовая ул.                    | Приморский                            |                                                | |
| Рокадная ул.                   | Левобережный                          |                                                | до 3 марта 2016 — ул. Руднева |
| Рокадный пер.                  | Левобережный                          |                                                | до 3 марта 2016 — пер. Руднева |
| Ромашковая ул.                 | Приморский                            | СТ «Наладчик»                                  | 28 марта 2014 образована |
| Ростовская ул.                 | Приморский                            | Западный                                       | |
| Ростовская ул.                 | Центральный                           | Квартал «Азовский»                             | |
| Рубиновая ул.                  | Левобережный                          |                                                | до 28 января 2016 — ул. Луначарского |
| Рубиновый пер.                 | Левобережный                          |                                                | до 28 января 2016 — пер. Луначарского |
| Рулевая ул.                    | Приморский                            |                                                | |
| Русанова пер.                  | Приморский                            | Кировка                                        | Русанов, Владимир Александрович (1875—1913) — русский полярный исследователь |
| Ручейная ул.                   | Центральный                           | СТ «Металлист»                                 | 28 августа 2013 образована |
| Рыбацкая ул.                   | Приморский                            | Гавань                                         | до 1930-х (?) — ул. Малая Рыбная |
| Рыбацкий пер.                  | Приморский                            | Гавань                                         | переименован (?) из пер. Рыбный |
| Рыбная ул.                     | Приморский                            | Гавань                                         | |
| Рыбная ул.                     | Центральный                           | СТ «Дружба»                                    | в 2000-х образована |
| Рылеева пер.                   | Кальмиусский                          |                                                | |
| Рылеева ул.                    | Кальмиусский                          |                                                | Рылеев, Кондратий Фёдорович (1795—1826) — русский поэт-декабрист |
| Рябиновая ул.                  | Приморский                            | СТ «Портовик»                                  | 26 мая 2009 образована; до того — ул. № 4 |
| Рябиновый пер.                 | Центральный                           |                                                | |
| Саврасова пер.                 | Кальмиусский                          |                                                | |
| Саврасова проезд               | Кальмиусский                          |                                                | |
| Саврасова ул.                  | Кальмиусский                          |                                                | Саврасов, Алексей Кондратьевич (1830—1897) — русский живописец-пейзажист |
| Савчука А.В. ул.               | Центральный                           |                                                | 8 октября 2013 из части улицы Энгельса (дома № 38-52, от ул. Варганова до Митрополитской); Савчук, Александр Владимирович (1954—2012) — промышленник, Президент ПАО «Азовмаш», Президент баскетбольного клуба «Азовмаш» (Мариуполь) |
| Садковый пер.                  | Кальмиусский                          | Волонтёровка                                   | |
| Садковый проезд                | Кальмиусский                          | Волонтёровка                                   | |
| Садовая ул.                    | Кальмиусский                          | Каменск                                        | |
| Садовая ул.                    | Кальмиусский                          | СТ «Мичуринец»                                 | 28 августа 2013 образована |
| Садовая ул.                    | Центральный                           | СТ «Дружба», СК «Коксохимовец»                 | 28 августа 2013 образована |
| Садовый пер.                   | Приморский                            | СТ «Маяк»                                      | в 2000-х образован |
| Саенко им. ул.                 | Левобережный                          |                                                | до 3 марта 2016 — ул. Павленко; в честь Саенко Виктора Александровича (1972—2014) — начальника ГАИ г. Мариуполя, погиб защищая здание УМВД г. Мариуполя 9 мая 2014 года |
| Сакко и Ванцетти ул.           | Кальмиусский                          | Новогуглино                                    | Никола Сакко (1891—1927) и Бартоломео Ванцетти (1888—1927) — американские рабочие-революционеры, итальянцы по происхождению. По заведомо ложному обвинению были приговорены к смертной казни |
| Саксаганского пер.             | Левобережный                          |                                                | Саксаганский, Панас Карпович (Тобилевич) (1859—1940) — деятель украинского театра, народный артист СССР |
| Салтыкова-Щедрина пер.         | Левобережный                          |                                                | |
| Салтыкова-Щедрина проезд       | Левобережный                          |                                                | |
| Салтыкова-Щедрина ул.          | Левобережный                          |                                                | Салтыков-Щедрин, Михаил Евграфович (1826—1889) — русский писатель-сатирик, революционный демократ |
| Самарский пер.                 | Кальмиусский                          | Мирный                                         | |
| Самарский проезд               | Кальмиусский                          | Мирный                                         | |
| Самолётная ул.                 | Центральный                           | Новосёловка                                    | |
| Санаторная ул.                 | Приморский                            |                                                | |
| Санаторный массив              | Кальмиусский                          |                                                | |
| Сартанский пер.                | Центральный                           |                                                | |
| Сварщиков пер.                 | Центральный                           | СТ «Метеор»                                    | в 2000-х образован |
| Светлая ул.                    | Кальмиусский                          | Волонтёровка                                   | в 2000-е из ул. Братьев-Орленко |
| Светлая ул.                    | Приморский                            | СТ «Наладчик»                                  | 4 февраля 2014 образована |
| Светлый пер.                   | Кальмиусский                          | Волонтёровка                                   | в 2000-е из пер. Братьев-Орленко |
| Свободы пер.                   | Центральный                           | Новосёловка                                    | до 1930-х (?) — пер. Вольный |
| Свободы проезд                 | Левобережный                          |                                                | образован 13 августа 1959 на территории земли бывшего колхоза имени XX Партсъезда; до 28 января 2016 — проезд Ленинградский |
| Свободы просп.                 | Левобережный                          |                                                | образован 13 августа 1959 на территории земли бывшего колхоза имени XX Партсъезда; до 28 января 2016 — просп. Ленинградский |
| Свободы ул.                    | Центральный                           | Новосёловка                                    | |
| Святого Игнатия ул.            | Кальмиусский                          | СТ «Лотос»                                     | в 2000-х образована; Игнатий Мариупольский (Ιάκωβος Γοζαδίνος) (1715—1786) — епископ Русской православной церкви, ранее — Константинопольской православной церкви, митрополит Готфский и Кефайский, активно участвовал в переселении греков из Крыма в Приазовье |
| Севастопольская ул.            | Приморский                            |                                                | |
| Северная ул.                   | Кальмиусский                          | Зирка                                          | |
| Северная ул.                   | Центральный                           | СТ «Азовсталец»                                | 15 декабря 2009 образована |
| Северная ул.                   | Приморский                            | Кировка                                        | |
| Северный пер.                  | Кальмиусский                          | Зирка                                          | |
| Седова пер.                    | Левобережный                          |                                                | |
| Седова ул.                     | Левобережный                          |                                                | Седов, Георгий Яковлевич (1877—1914) — русский полярный путешественник, исследователь Арктики. Родился близ Мариуполя — в посёлке Седово |
| Седова ул.                     | Левобережный                          | Приморское                                     | |
| Сельская ул.                   | Кальмиусский                          | Новогуглино                                    | |
| Сельская ул.                   | Центральный                           | СТ «Зелёный огонёк»                            | 18 июня 2013 образована; до того — ул. Молодёжная |
| Сельскохозяйственная ул.       | Кальмиусский                          | Аэродром                                       | |
| Сельстроевская ул.             | Приморский                            | СТ «Нива»                                      | 15 сентября 2009 образована; до того — ул. № 2 |
| Семафорная ул.                 | Кальмиусский                          |                                                | |
| Семафорный пер.                | Кальмиусский                          | Гуглино                                        | |
| Семашко ул.                    | Кальмиусский                          | Колонна                                        | Семашко, Николай Александрович (1874—1949) — организатор здравоохранения в СССР |
| Семейная ул.                   | Кальмиусский                          | Каменск                                        | до 28 января 2016 — ул. Краснознамённая |
| Семененко ул.                  | Центральный                           |                                                | переименована из ул. Проектируемая |
| Семенишина пер.                | Центральный                           | Правый берег                                   | |
| Семенишина ул.                 | Центральный                           |                                                | до 1965 — ул. Малосадовая; Семенишин, Владимир Григорьевич (1910—1943) — лётчик, участник освобождения Донбасса и города Мариуполя от гитлеровских захватчиков |
| Семеренко ул.                  | Кальмиусский                          | СТ «Мичуринец»                                 | 28 августа 2013 образована |
| Семеренко ул.                  | Центральный                           | СТ «Тимирязевец»                               | в 2000-х образована; Симиренко — украинский род промышленников-сахаропроизводителей, собственников заводов, пионеров пароходства на Днепре, учёных и садоводов, меценатов культуры: Симиренко, Лев Платонович (1855—1920), Симиренко, Владимир Львович (1891—1938) |
| Сенная ул.                     | Центральный                           | Парковый                                       | |
| Сенявина ул.                   | Приморский                            | Кировка                                        | Сенявин, Дмитрий Николаевич (1763—1831) — адмирал русского флота. |
| Серафимовича ул.               | Кальмиусский                          | Новогуглино                                    | Серафимович, Александр Серафимович (Попов) (1863—1949) — русский советский писатель |
| Серова ул.                     | Центральный                           | Парковый                                       | в 1940-х — ул. Шашкевича; Серов, Валентин Александрович (1865—1911) — русский живописец |
| Сечевых стрельцов ул.          | Кальмиусский                          |                                                | до 3 июня 2016 — ул. Войкова; в честь Сечевых стрельцов. |
| Сеченова ул.                   | Кальмиусский                          | Апатова                                        | в 1950-х из ул. 3-я Апатова пос.; Сеченов, Иван Михайлович (1829—1905) — русский естествоиспытатель |
| Сибирская ул.                  | Кальмиусский                          | Мирный                                         | |
| Сивашская ул.                  | Кальмиусский                          | Садки                                          | |
| Симферопольская ул.            | Приморский                            |                                                | |
| Сиреневая ул.                  | Приморский                            | СТ «Портовик»                                  | 26 мая 2009 образована; до того — ул. № 7 |
| Сиреневая ул.                  | Приморский                            | СТ «Черёмушки»                                 | 28 августа 2013 образована; до того — ул. № 5 |
| Сиреневая ул.                  | Центральный                           | СТ «Строитель»                                 | 28 августа 2013 образована; до того — ул. № 11 |
| Славянская ул.                 | Кальмиусский                          |                                                | |
| Славянский пер.                | Кальмиусский                          |                                                | |
| Слесарная ул.                  | Левобережный                          |                                                | |
| Сливовая ул.                   | Приморский                            | СТ «Маяк»                                      | 15 декабря 2009 образована; до того — ул. № 4 |
| Сливовый пер.                  | Приморский                            | СТ «Маяк»                                      | в 2000-х образован |
| Слободской пер.                | Приморский                            | Слободка                                       | до 28 января 2016 — пер. Котовского |
| Смородиновая ул.               | Приморский                            | СТ «Портовик»                                  | 26 мая 2009 образована; до того — ул. № 5 |
| Соборная ул.                   | Центральный                           |                                                | 28 января 2016 — из ул. Варганова; образована из двух переулков: Ленина (ранее — пер. Сенной) и Тюремный (ранее — пер. Пожарный) |
| Советская ул.                  | Левобережный                          | Виноградное                                    | |
| Совхозная ул.                  | Кальмиусский                          | Аэродром                                       | |
| Совхозная ул.                  | Центральный                           | СТ «Дружба»                                    | в 2000-х образован |
| Совхозный пер.                 | Кальмиусский                          |                                                | 26 мая 2010 образована; рядом с ул. Покрышкина |
| Совхозный пер.                 | Центральный                           | СТ «Дружба»                                    | в 2000-х образован |
| Солдатская ул.                 | Кальмиусский                          |                                                | |
| Солдатский пер.                | Кальмиусский                          |                                                | |
| Солдатский проезд              | Кальмиусский                          |                                                | |
| Солидарности ул.               | Центральный                           | Новосёловка                                    | до 28 января 2016 — ул. Профинтерна; до 1930-х — ул. Коцюбинского |
| Солнечная ул.                  | Кальмиусский                          | СТ «Лотос»                                     | в 2000-х образована |
| Солнечная ул.                  | Приморский                            | СТ «Вертикаль»                                 | в 2000-х образована |
| Солнечная ул.                  | Приморский                            | СТ «Маяк»                                      | в 2000-х образована |
| Солнечная ул.                  | Центральный                           |                                                | |
| Солнечная ул.                  | Центральный                           | СТ «Строитель»                                 | 28 августа 2013 образована; до того — ул. № 1 |
| Солнечный пер.                 | Центральный                           | Парковый                                       | |
| Солнечный пер.                 | Левобережный                          | Пионерское                                     | |
| Солнечный проезд               | Центральный                           | Парковый                                       | |
| Соловьиная ул.                 | Приморский                            | Шишманка                                       | |
| Соловьиный пер.                | Приморский                            | Шишманка                                       | |
| Сормовская ул.                 | Кальмиусский                          | Старый Базар                                   | |
| Сорочинская ул.                | Кальмиусский                          | Азовкольцо                                     | |
| Сорочинский пер.               | Кальмиусский                          | Азовкольцо                                     | |
| Сосновая ул.                   | Центральный                           | СТ «Азовсталец», СТ «Тюльпан»                  | 26 мая 2010 образована; до того — ул. № 9 |
| Софьи Ковалевской ул.          | Центральный                           | Новосёловка                                    | до 1930-х — ул. Кутузова; Ковалевская, Софья Васильевна (1850—1891) — русский математик, писатель и публицист, первая женщина — член-корреспондент Петербургской АН |
| Софьи Перовской пер.           | Кальмиусский                          | Садки                                          | |
| Софьи Перовской ул.            | Кальмиусский                          | Садки                                          | Перовская, Софья Львовна (1853—1881) — русская революционерка-народница |
| Социальная ул.                 | Левобережный                          | Ляпино                                         | |
| Социальный пер.                | Левобережный                          |                                                | |
| Спартаковская ул.              | Приморский                            |                                                | |
| Спартаковский пер.             | Приморский                            |                                                | |
| Спартаковский туп.             | Приморский                            |                                                | Спартак (1й век до н. э.) — вождь крупнейшего восстания рабов в Италии |
| Спасская ул.                   | Центральный                           | Парковый                                       | до 3 марта 2016 — ул. Гайдара; до 1930-х (?) — ул. Черкасская |
| Спортивная ул.                 | Центральный                           | Новосёловка                                    | |
| Спортивный пер.                | Приморский                            | Шишманка                                       | |
| Стадионная ул.                 | Кальмиусский                          | Садки                                          | |
| Стадионный пер.                | Кальмиусский                          | Садки                                          | |
| Сталеварная ул.                | Кальмиусский                          | Колонна                                        | |
| Стальского пер.                | Кальмиусский                          | Волонтёровка                                   | Сулейман Стальский (1869—1937) — лезгинский поэт-ашуг, основоположник лезгинской, дагестанской, досоветской поэзии, один из крупнейших дагестанских поэтов XX века |
| Станиславского пер.            | Левобережный                          |                                                | |
| Станиславского ул.             | Левобережный                          |                                                | Станиславский, Константин Сергеевич (1863—1938) — советский режиссёр, актёр, педагог и теоретик, народный артист СССР |
| Станционная ул.                | Кальмиусский                          |                                                | |
| Станционный пер.               | Кальмиусский                          |                                                | |
| Станюковича ул.                | Приморский                            |                                                | до 1930-х (?) — Гористая ул.; Станюкович, Константин Михайлович (1843—1903) — русский писатель |
| Старая пристань                | Центральный                           | Правый берег                                   | |
| Старокрымская ул.              | Центральный                           | Осоавиахима                                    | |
| Старокрымская ветка ул.        | Кальмиусский                          |                                                | |
| Старокрымское шоссе            | Центральный                           |                                                | |
| Стахановская ул.               | Левобережный                          | Успеновка                                      | Стаханов, Алексей Григорьевич (1906—1977) — новатор угольной промышленности, основоположник стахановского движения |
| Степная ул.                    | Приморский                            | СТ «Наладчик»                                  | 4 февраля 2014 образована |
| Степной пер.                   | Кальмиусский                          |                                                | |
| Степной проезд                 | Кальмиусский                          |                                                | |
| Степной туп.                   | Кальмиусский                          |                                                | |
| Сторожевой пер.                | Центральный                           | СТ «Метеор»                                    | в 2000-х образован |
| Страхова Е. Т. ул.             | Центральный                           | СТ «Ветеран»                                   | 28 августа 2013 образована; до того — ул. № 4; Страхов, Егор Трофимович (1913-?) — новатор металлургического производства, вальцовщик стана № 1 ММК имени Ильича, герой Социалистического Труда, участник Великой Отечественной войны |
| Стрелковый пер.                | Центральный                           | Шишманка                                       | |
| Строительный пер.              | Левобережный                          |                                                | |
| Строительный проезд            | Левобережный                          |                                                | |
| Строителей просп.              | Центральный, Приморский               |                                                | в 1960-х переименована из ул. Сестрорецкой (южная часть современного просп.) |
| Строителей ул.                 | Кальмиусский                          |                                                | |
| Строительная ул.               | Левобережный                          |                                                | |
| Студенческий пер.              | Кальмиусский                          | Старый Базар                                   | |
| Суворова ул.                   | Приморский                            | Кировка                                        | Суворов, Александр Васильевич (1729—1800) — русский полководец, генералиссимус |
| Сумская ул.                    | Приморский                            | Кировка                                        | |
| Сумской пер.                   | Приморский                            | Кировка                                        | |
| Сурикова пер.                  | Левобережный                          |                                                | |
| Сурикова ул.                   | Левобережный                          |                                                | Суриков, Василий Иванович (1848—1916) — русский живописец. Впервые в русской исторической живописи показал настоящего героя истории — народные массы |
| Сусанина ул.                   | Приморский                            |                                                | Сусанин, Иван Осипович (?—1613) — крестьянин села Домнино, завёл отряд польских интервентов в непроходимую лесную глушь |
| Счастливый пер.                | Приморский                            |                                                | |
| Сычёва ул.                     | Левобережный                          |                                                | Сычёв, Константин Васильевич (1906—1982) — генерал, командир 130-й Таганрогской стрелковой дивизии. |
| Таврийская ул.                 | Центральный                           | Новосёловка                                    | до 28 января 2016 — ул. Коммунаров; до 1930-х (?) — ул. Таврическая |
| Таганрогская ул.               | Левобережный                          |                                                | |
| Таганрогский проезд            | Левобережный                          |                                                | |
| Талалихина ул.                 | Центральный, Приморский               | Западный                                       | Талалихин, Виктор Васильевич (1918—1941) — военный лётчик, Герой Советского Союза |
| Танковый пер.                  | Центральный, Приморский               | Шишманка                                       | |
| Тарасова ул.                   | Центральный                           | Новосёловка                                    | до 1930-х (?) — ул. Тарасовская; Шевченко, Тарас Григорьевич (1814—1861) — украинский народный поэт, художник, мыслитель, революционер-демократ, основоположник новой украинской литературы |
| Татищева ул.                   | Кальмиусский                          | Зирка                                          | Татищев, Василий Никитич (1686—1750) — российский историк, географ, экономист и государственный деятель; автор первого капитального труда по русской истории — «Истории Российской», основатель Ставрополя (ныне Тольятти), Екатеринбурга и Перми |
| Театральная пл.                | Центральный                           |                                                | с середины XX века — из пл. Свободы, до 1930-х — пл. Февральской Революции; до 1920-х — пл. Александровская |
| Тенистая ул.                   | Приморский                            | СТ «Портовик», СК «Автотранспортник»           | 26 мая 2009 образована; до того — ул. № 1 |
| Тенистая ул.                   | Центральный                           | СТ «Строитель»                                 | 28 августа 2013 образована; до того — ул. № 3 |
| Тенистый пер.                  | Левобережный                          | Пионерское                                     | |
| Теннисная ул.                  | Левобережный                          |                                                | |
| Теннисный пер.                 | Левобережный                          |                                                | |
| Тепличная ул.                  | Кальмиусский                          | Каменск                                        | |
| Тепличный пер.                 | Кальмиусский                          | Каменск                                        | |
| Террасная ул.                  | Левобережный                          |                                                | |
| Терновая ул.                   | Левобережный                          |                                                | |
| Терновый пер.                  | Левобережный                          |                                                | |
| Терновый проезд                | Левобережный                          |                                                | |
| Тесленко ул.                   | Кальмиусский                          | Волонтёровка                                   | Тесленко, Архип Ефимович (1882—1911) — украинский писатель революционно-демократического направления |
| Тимирязева ул.                 | Кальмиусский                          | СТ «Мичуринец»                                 | 28 августа 2013 образована |
| Тимирязева ул.                 | Центральный                           | Новосёловка                                    | Тимирязев, Климент Аркадьевич (1843—1920) — русский естествоиспытатель, основоположник русской школы в физиологии растений |
| Тимирязева ул.                 | Центральный                           | СТ «Металлист», СТ «Тимирязевец»               | 28 августа 2013 образована |
| Титова ул.                     | Левобережный                          |                                                | в 1980-х переименована из ул. Украинская; Титов, Герман Степанович (1935—2000) — второй космонавт Советского Союза |
| Тихий пер.                     | Приморский                            |                                                | |
| Тихий пер.                     | Левобережный                          | Пионерское                                     | |
| Тищенко Богдана пер.           | Кальмиусский                          | Новогуглино                                    | до 3 июня 2016 — пер. Крупской; в честь матроса Тищенко, Богдана Владимировича (1991 — 2014), погибшего во время событий в Донбассе в 2014 году. |
| Ткачёва ул.                    | Левобережный                          | Успеновка                                      | Ткачёв, Пётр Никитич (1844—1885) — русский революционер |
| Ткаченко-Петренко пер.         | Приморский                            | Западный                                       | |
| Ткаченко-Петренко ул.          | Приморский                            | Западный                                       | Ткаченко-Петренко, Григорий Фёдорович (1882—1909) — рабочий города Енакиево, активный участник революции 1905 года в Донбассе, один из руководителей Горловского вооружённого восстания. |
| Ткаченко-Петренко ул.          | Приморский                            | СТ «Маяк»                                      | утверждена 8 апреля 2016 года |
| Токарева пер.                  | Левобережный                          |                                                | Токарёв, Фёдор Васильевич (1871—1968) — советский конструктор автоматического оружия. |
| Токарная ул.                   | Кальмиусский                          | Новоброневой                                   | |
| Толстого пер.                  | Кальмиусский                          | Аэродром                                       | |
| Толстого ул.                   | Кальмиусский                          | Аэродром                                       | Толстой, Лев Николаевич (1828—1910) — русский писатель, творчество которого оказало огромное влияние на мировую литературу |
| Тополиная ул.                  | Кальмиусский                          | Зирка                                          | |
| Тополиная ул.                  | Центральный                           |                                                | в середине XX века образована вместе с Донецким шоссе из части Скоростной ул. (ликвидирована) |
| Торговая ул.                   | Центральный                           |                                                | 28 сентября 1875 названа; с 1920-х до 19 декабря 1991 называлась ул. III Интернационала; в 1941—1943 — Ростовская ул. |
| Торговый пер.                  | Центральный                           |                                                | с 1920-х до 19 декабря 1991 назывался пер. III Интернационала |
| Тракторная ул.                 | Левобережный                          | Троицкий                                       | |
| Трамвайная ул.                 | Центральный                           | Парковый                                       | |
| Трамвайный пер.                | Центральный                           | Парковый                                       | |
| Транспортная ул.               | Кальмиусский                          | СТ «Кальмиус»                                  | 28 августа 2013 образована; до того — ул. № 2 |
| Транспортный пер.              | Центральный                           |                                                | между ул. 50 лет СССР и ул. Матросова; включён (повторно) 8 апреля 2016 года |
| Трипольская ул.                | Кальмиусский                          | Мирный                                         | |
| Трипольский пер.               | Кальмиусский                          | Мирный                                         | |
| Трипольский проезд             | Кальмиусский                          | Мирный                                         | |
| Трипольский тупик              | Кальмиусский                          | Мирный                                         | |
| Троицкая ул.                   | Центральный                           |                                                | до 3 марта 2016 — ул. 50 лет СССР; в честь Свято-Троицкого храма |
| Трудовая ул.                   | Левобережный                          |                                                | |
| Трудовой пер.                  | Левобережный                          |                                                | |
| Тульская ул.                   | Левобережный                          |                                                | |
| Тульский пер.                  | Левобережный                          |                                                | |
| Тульский проезд                | Левобережный                          |                                                | |
| Туннельный проезд              | Кальмиусский                          |                                                | до 28 января 2016 — проезд 40 лет Октября |
| Тургенева ул.                  | Кальмиусский                          | Апатова                                        | Тургенев, Иван Сергеевич (1818—1883) — русский писатель, мастер психологического анализа, обогатил русский литературный язык |
| Тыквенная ул.                  | Приморский                            | СТ «Маяк»                                      | в 2000-х образована |
| Ударная ул.                    | Кальмиусский                          | Новоброневой                                   | |
| Узловой пер.                   | Центральный                           |                                                | |
| Украинская ул.                 | Левобережный                          | Ляпино                                         | до 28 января 2016 — ул. Воровского |
| Украинская ул.                 | Приморский                            |                                                | |
| Украинский пер.                | Центральный                           | Шишманка                                       | |
| Украинского казачества пер.    | Левобережный                          |                                                | до 3 марта 2016 — пер. Орджоникидзе |
| Украинского казачества проезд  | Левобережный                          |                                                | до 3 марта 2016 — проезд Орджоникидзе |
| Украинского казачества ул.     | Левобережный                          |                                                | до 3 марта 2016 — ул. Орджоникидзе |
| Университетская ул.            | Центральный                           |                                                | до 1929-х — пер. Покровский, до 1990-х — пер. Республики; в 1941—1943 — пер. Шевченко |
| Уральская ул.                  | Кальмиусский                          | Мирный                                         | |
| Уральский пер.                 | Кальмиусский                          | Мирный                                         | |
| Уральский проезд               | Кальмиусский                          | Мирный                                         | |
| Уральский туп.                 | Кальмиусский                          | Мирный                                         | |
| Урожайная ул.                  | Кальмиусский                          | Садки                                          | до середины XX века — ул. Ливенко |
| Урожайная ул.                  | Центральный                           | СТ «Металлист»                                 | 28 августа 2013 образована |
| Урожайный пер.                 | Кальмиусский                          | Садки                                          | |
| Урожайный проезд               | Кальмиусский                          | Садки                                          | |
| Успенская ул.                  | Центральный                           |                                                | в 1929-х и до 28 января 2016 — ул. Октябрьская [Октябрьской Революции] |
| Успешная ул.                   | Центральный                           | СТ «Жилстроевец»                               | в 2000-х образована |
| Успешный пер.                  | Центральный                           | СТ «Жилстроевец»                               | в 2000-х образован |
| Уссурийская ул.                | Приморский                            |                                                | |
| Ухтомского ул.                 | Кальмиусский                          |                                                | Ухтомский, Алексей Владимирович (1876—1905) — русский революционер, железнодорожник-машинист |
| Учебный пер.                   | Кальмиусский                          | Старый Базар                                   | |
| Ушакова пер.                   | Приморский                            |                                                | |
| Ушакова ул.                    | Приморский                            |                                                | Ушаков, Фёдор Фёдорович (1744—1817) — русский флотоводец, адмирал |
| Уютная ул.                     | Центральный                           | Новосёловка                                    | до 28 января 2016 — ул. Чапаева; до 1930-х (?) — ул. Сковороды |
| Уютный пер.                    | Кальмиусский                          | Новогуглино                                    | |
| Февральская ул.                | Левобережный                          |                                                | |
| Февральский пер.               | Левобережный                          |                                                | |
| Февральский проезд             | Левобережный                          |                                                | |
| Фёдорова пер.                  | Приморский                            | Кировка                                        | |
| Фёдорова ул.                   | Приморский                            | Кировка                                        | до 1980-х (?) — Бердянская ул.; Иван Фёдоров (1510—1583) — русский первопечатник. Основал книгопечатанье в России и на Украине |
| Фиалковая ул.                  | Центральный                           | СТ «Азовсталец»                                | 26 мая 2010 образована; до того — ул. № 3 |
| Филатова ул.                   | Центральный                           | Новосёловка                                    | Филатов, Владимир Петрович (1875—1956) — советский офтальмолог, действительный член Ан УССР, Герой Социалистического Труда |
| Филиппа Орлика ул.             | Центральный                           |                                                | до 28 января 2016 — ул. Урицкого; до 1930-х — ул. Достоевского; Орлик Филипп Степанович (1672—1742) — государственный деятель Войска Запорожского, ближайший соратник гетмана Ивана Мазепы, после смерти которого был провозглашён гетманом Правобережной Украины, автор первой Конституции в Европе |
| Флотская ул.                   | Приморский                            |                                                | до 3 марта 2016 — ул. Краснофлотская |
| Фонтанная ул.                  | Центральный                           |                                                | 28 сентября 1875 названа; в 1950-х (?) до 19 декабря 1991 — ул. Франко |
| Фруктовая ул.                  | Кальмиусский                          | Шевченко                                       | |
| Фруктовая ул.                  | Кальмиусский                          | СТ «Мичуринец»                                 | 28 августа 2013 образована |
| Фруктовый пер.                 | Кальмиусский                          | Шевченко                                       | |
| Фурманова А. М. ул.            | Левобережный                          | Троицкий                                       | до 28 января 2016 — ул. Фурманова Д. А.; Фурманов Александр Мефодьевич (1915—1982) — советский офицер, участник Великой Отечественной войны, старший лейтенант инженерных войск |
| Халхингольская ул.             | Кальмиусский                          | Новогуглино                                    | Халхин-Гол — в честь необъявленного локального вооружённого конфликта, выигранного Красной армией (весна — осень 1939) у реки Халхин-Гол на территории Монголии недалеко от границы с Маньчжоу-го между СССР, МНР с одной стороны и Японской империей и Маньчжоу-го с другой |
| Харлампиевская ул.             | Центральный                           |                                                | 28 сентября 1875 названа; с 1920-х до 19 декабря 1991 называлась ул. Советская; в 1941—1943 — Гарная ул.; Священномученик Харлампий (89—202) — святой епископ Магнезийский, священномученик |
| Харьковская ул.                | Кальмиусский                          | Гуглино                                        | |
| Химический пер.                | Приморский                            | Гавань                                         | |
| Хортицкий пер.                 | Кальмиусский                          | Волонтёровка                                   | до 28 января 2016 — пер. Ульянова |
| Цветная ул.                    | Левобережный                          | Троицкий                                       | |
| Цветной пер.                   | Левобережный                          |                                                | образован 25 сентября 2012 в ООО «Сиваш-Агро» |
| Цветной проезд                 | Левобережный                          |                                                | |
| Цветочная ул.                  | Кальмиусский                          | Волонтёровка                                   | |
| Цветочная ул.                  | Кальмиусский                          | СТ «Мичуринец»                                 | 28 августа 2013 образована |
| Цветочная ул.                  | Приморский                            | СТ «Вертикаль»                                 | в 2000-х образована |
| Цветочная ул.                  | Центральный                           | СТ «Строитель»                                 | 28 августа 2013 образована; до того — ул. № 4 |
| Цветочный пер.                 | Кальмиусский                          |                                                | |
| Цветочный тупик                | Кальмиусский                          |                                                | |
| Целинный пер.                  | Левобережный                          |                                                | |
| Центральная ул.                | Кальмиусский                          | СТ «Лотос»                                     | в 2000-х образована |
| Центральная ул.                | Приморский                            | СТ «Маяк»                                      | в 2000-х образована |
| Центральная ул.                | Приморский                            | СТ «Южный»                                     | в 2000-х образована |
| Центральная ул.                | Центральный                           | СТ «Дружба», СТ «Металлист», СТ «Коксохимовец» | 28 августа 2013 образована |
| Центральный пер.               | Кальмиусский                          | СТ «Спутник»                                   | 28 августа 2013 образован; до того — ул. № 2 |
| Центральный пер.               | Центральный                           | СТ «Дружба»                                    | 19 октября 2010 образован |
| Циолковского ул.               | Левобережный                          |                                                | образована 25 сентября 2012 в ООО «Сиваш-Агро» |
| Циолковского пер.              | Левобережный                          |                                                | Циолковский, Константин Эдуардович (1857—1935) — советский учёный, основоположник теории межпланетных сообщений, автор крупнейших открытий в ракетной технике |
| Цирковый пер.                  | Центральный                           |                                                | до 1930-х (?) — Итальянский пер. |
| Цыбулько ул.                   | Приморский                            |                                                | Цыбулько, Владимир Михайлович (1924—1987) — первый секретарь Ждановского горкома КПУ (1966—1968), организатор крупнейших социальных строек Мариуполя, в 1970—1985 — первый секретарь Киевского обкома КПУ |
| Чайковского пер.               | Кальмиусский                          | Аэродром                                       | 26 мая 2010 образована |
| Чайковского ул.                | Кальмиусский                          | Аэродром                                       | Чайковский, Пётр Ильич (1840—1893) — русский композитор, музыкальная наследие П. И. Чайковского — одна из вершин мирового искусства |
| Частная ул.                    | Кальмиусский                          | Азовкольцо                                     | до 28 января 2016 — ул. Боженко |
| Челюскинцев ул.                | Кальмиусский                          | Колонна                                        | Челюскинцы — участники советской полярной экспедиции 1993—1934 годов на пароходе «Челюскин» под руководством О. Ю. Шмидта. |
| Челябинская ул.                | Кальмиусский                          | Каменск                                        | |
| Черепановых ул.                | Приморский                            | Гавань                                         | Черепанов, Ефим Алексеевич (1774—1842) и Черепанов, Мирон Ефимович (1803—1849) — отец и сын, русские крепостные механики-изобретатели |
| Черешневая ул.                 | Приморский                            | СТ «Маяк»                                      | в 2000-х образована |
| Черненко ул.                   | Центральный                           | СТ «Металлист», СТ «Тимирязевец»               | 28 августа 2013 образована; Черненко (?) |
| Черноморская ул.               | Приморский                            |                                                | |
| Черноморский пер.              | Приморский                            |                                                | |
| Чернышевского ул.              | Кальмиусский                          | Новоброневой                                   | Чернышевский, Николай Гаврилович (1828—1889) — русский революционный демократ, философ-материалист, учёный, критик, писатель |
| Черняка И. Д. ул.              | Центральный                           | СТ «Ветеран»                                   | 28 марта 2014 образована; до того — ул. № 5; Черняк, Иван Дмитриевич (1932—2001) — заслуженный металлург Украины, 1-м подручный сталевара, сталевар мартеновского цеха № 2 (печь № 8) комбината имени Ильича, Наставник молодёжи, Герой Социалистического Труда (1977), умер в Мариуполе |
| Черняховского пер.             | Центральный                           | Шишманка                                       | до 1930-х (?) — Сотенный пер.; Черняховский, Иван Данилович (1906—1945) — советский военный деятель, дважды Герой Советского Союза |
| Чехова пер.                    | Приморский                            | Слободка                                       | Чехов, Антон Павлович (1860—1904) — русский писатель. |
| Чигорина пер.                  | Левобережный                          |                                                | Чигорин, Михаил Иванович (1850—1908) — русский шахматист, основатель русской шахматной школы, победитель первых трёх чемпионатов в России |
| Чкалова пер.                   | Левобережный                          |                                                | |
| Чкалова ул.                    | Кальмиусский                          | Зирка                                          | |
| Чкалова ул.                    | Левобережный                          |                                                | Чкалов, Валерий Павлович (1904—1938) — советский лётчик, Герой Советского Союза, комбриг, награждён двумя орденами Ленина и орденом Красного Знамени |
| Чукарина В.И. ул.              | Кальмиусский                          |                                                | до 28 января 2016 — ул. Куйбышева; Чукарин Виктор Иванович (1921—1984) — советский гимнаст, заслуженный мастер спорта СССР (1951), заслуженный тренер УССР (1972), доцент (1963), заведующий кафедрой гимнастики Львовского института физической культуры (с 1971), кавалер ордена Ленина (1957), абсолютный чемпион Олимпийских игр, мира, СССР; чемпион Олимпийских игр (7 раз в 1952 году, 1956, всего 11 олимпийских наград), мира, СССР (13 раз в 1948—1956) в отдельных видах |
| Шалая В. З. ул.                | Приморский                            | СТ «Моряк»                                     | в 2000-х образована; в честь В. З. Шалая |
| Шахтёрская ул.                 | Центральный, Приморский               | Шишманка                                       | до 1930-х (?) — Парниковая ул. |
| Шевцовой ул.                   | Кальмиусский                          |                                                | Шевцова, Любовь Григорьевна (1924—1943) — член штаба подпольной комсомольской организации «Молодая гвардия» в Краснодоне в период оккупации Донбасса немецко-фашистскими захватчиками. |
| Шевченко бульв. [ул.]          | Центральный                           |                                                | с 24 мая 1929 — из ул. Бахчисарайская; Шевченко, Тарас Григорьевич (1814—1861) — украинский народный поэт, художник, мыслитель, революционер-демократ, основоположник новой украинской литературы; для улицы № домов: 1—47, 2—42а, 108—224, 135—279, для бульвара: 35, 62—76, 71—93, 226—276, 287—363 |
| Шевченко ул.                   | Левобережный                          | Виноградное                                    | |
| Шевченко пер.                  | Центральный                           | Новосёловка                                    | |
| Шейко В.И. ул.                 | Центральный                           | СТ «Метеор»                                    | 3 октября 2012 образована |
| Шекспира ул.                   | Кальмиусский                          |                                                | до 28 января 2016 — ул. Шаумяна; Шекспир Уильям (1564—1616) — английский поэт и драматург, зачастую считается величайшим англоязычным писателем и одним из лучших драматургов мира, национальный поэт Англии |
| Шепотиленко ул.                | Кальмиусский                          | Азовкольцо                                     | Шепотиленко, Андрей (? -1918) — член первой Мариупольской сельскохозяйственной коммуны. |
| Шепотинника пер.               | Левобережный                          |                                                | в середине XX века из пер. Серго; Шепотинник, Леонид Степанович (1927—1992) — начальник блюминга завода «Азовсталь», рационализатор |
| Шестакова пер.                 | Приморский                            | Западный                                       | Шестаков, Андрей Васильевич (1877—1941) — революционер-искровец. В 1901 году по заданию РСДРП восстанавливал социал-демократическую организацию в Мариуполе. Советский историк |
| Шеховцова А. М. ул.            | Центральный                           | СТ «Ветеран»                                   | 28 марта 2014 образована; до того — ул. № 6; Шеховцов, Алексей Митрофанович (1937—2004) — новатор производства, токарь цехов № 15, № 19, № 59 на Мариупольском заводе тяжёлого машиностроения, Герой Социалистического Труда (1976), умер и похоронен в Мариуполе |
| Ширшова ул.                    | Приморский                            |                                                | Ширшов, Пётр Петрович (1905—1953) — советский океанограф и гидробиолог, полярный исследователь, академик АН СССР, Герой Советского Союза |
| Школьная ул.                   | Центральный                           | СТ «Дружба»                                    | 19 октября 2010 образована |
| Школьная ул.                   | Левобережный                          | Приморское                                     | |
| Школьный пер.                  | Приморский                            |                                                | |
| Школьный пер.                  | Левобережный                          | Виноградное                                    | |
| Школьный пер.                  | Центральный                           | СТ «Дружба»                                    | в 2000-х образован |
| Шлаковый пер.                  | Кальмиусский                          |                                                | |
| Шлаковый туп.                  | Кальмиусский                          |                                                | |
| Шмидта Гавань                  | Центральный                           |                                                | Шмидт, Пётр Петрович (1867—1906) — революционный деятель, один из руководителей Севастопольского восстания 1905 года, известен также как лейтенант Шмидт |
| Шопена пер.                    | Кальмиусский                          |                                                | |
| Шопена проезд                  | Кальмиусский                          |                                                | |
| Шопена ул.                     | Кальмиусский                          |                                                | Фридерик Шопен (1810—1849) — польский композитор и пианист. Творчество Шопена — одна из вершин мировой музыкальной культуры |
| Шота Руставели ул.             | Центральный                           | Новосёловка                                    | Шота Руставели (1172—1216) — грузинский поэт второй половины XII — начала XIII века, автор поэмы «Витязь в тигровой шкуре» |
| Штурманская ул.                | Приморский                            |                                                | |
| Энергетическая ул.             | Левобережный                          |                                                | |
| Энергетический пер.            | Левобережный                          |                                                | |
| Юлаева ул.                     | Кальмиусский                          |                                                | Юлаев, Салават (1752—1800) — руководитель народного восстания в Башкирии в 1773—1775 годов. |
| Южная ул.                      | Кальмиусский                          | Каменск                                        | |
| Южная ул.                      | Приморский                            | СТ «Маяк»                                      | в 2000-х образована |
| Южная ул.                      | Центральный                           | СТ «Азовсталец»                                | 15 декабря 2009 образована |
| Южная ул.                      | Центральный                           | СТ «Строитель»                                 | 28 августа 2013 образована; до того — ул. № 2 |
| Южный пер.                     | Кальмиусский                          | Каменск                                        | |
| Южный пер.                     | Приморский                            | Слободка                                       | |
| Южный пер.                     | Левобережный                          | Виноградное                                    | |
| Юнговская ул.                  | Приморский                            |                                                | до 28 января 2016 — ул. Дзержинского |
| Юпитерская ул.                 | Центральный                           | СТ «Жилстроевец»                               | в 2000-х образован |
| Яблоневая ул.                  | Приморский                            | СТ «Черёмушки»                                 | в 2000-х образована |
| Ягодная ул.                    | Кальмиусский                          | СТ «Лотос»                                     | в 2000-х образована |
| Якова Гугеля ул.               | Левобережный                          |                                                | в 1990-е переименована из ул. Серго; Гугель, Яков Семёнович (1895—1937) — советский хозяйственный руководитель, директор Таганрогского металлургического завода, Мариупольского новотрубного завода имени Куйбышева (сейчас — часть Мариупольского металлургического комбината имени Ильича), один из организаторов строительства завода «Азовсталь» |
| Якорная ул.                    | Приморский                            |                                                | |
| Ялтинская ул.                  | Приморский                            |                                                | |
| Ялтинский пер.                 | Приморский                            |                                                | |
| Январская ул.                  | Приморский                            | Западный                                       | |
| Январский пер.                 | Приморский                            | Западный                                       | |
| Янтарный пер.                  | Левобережный                          | Пионерское                                     | |
| Ярослава Мудрого пер.          | Кальмиусский                          |                                                | до 28 января 2016 — пер. 40 лет Октября; Ярослав Мудрый (978—1054) — князь ростовский (987—1010), князь новгородский (1010—1034), великий князь киевский (1016—1018, 1019—1054) |
| Ярослава Галана пер.           | Левобережный                          |                                                | Галан, Ярослав Александрович (1902—1949) — украинский советский писатель-антифашист |
| Ярославский пер.               | Кальмиусский                          |                                                | 26 мая 2010 образована; рядом с ул. Покрышкина |
| Яснополянская ул.              | Кальмиусский                          | Мирный                                         | |
| Ясный пер.                     | Левобережный                          |                                                | |

## Старые названия улиц
| Улица                                              | Район                   | В честь кого/чего | Переименована |
| -------------------------------------------------- | ----------------------- | --- | --- |
| 1 Мая ул.                                          | Центральный             | | 19 декабря 1991 переименована в ул. Георгиевская, до 1929 - ул. Троцкого |
| 1 Мая просп.                                       | Левобережный            | в честь праздника Первое мая | 3 марта 2016 переименована в просп. Единства; в 1967 южная часть переименована в бул. 50-летия Октября |
| 10 сентября ул.                                    | Центральный             | 10 сентября — в честь дня освобождения Мариуполя от немецких оккупантов в 1943 | образована в 1946; отсутствует в Словаре улиц Мариуполя (2013); Правый Берег |
| 26 Бакинских комиссаров ул.                        | Кальмиусский            | в память о 26 бакинских комиссарах, отдавших жизнь в борьбе за установление советской власти в Азербайджане (20 сентября 1918) | 28 января 2016 переименована в ул. Покровская; в 1950-х из ул. 4-я Апатова пос. |
| 40 лет Октября ул.                                 | Кальмиусский            | Октябрьская революция — одно из крупнейших политических событий XX века, произошедшее в России в октябре 1917 года и повлиявшее на дальнейший ход всемирной истории, в результате чего началась Гражданская война в России, было свергнуто Временное правительство и к власти пришли коммунисты                                                                               | 28 января 2016 переименована в ул. Героическая |
| 40 лет Октября ул.                                 | Талаковка               | | в 2016 переименована в ул. Центральная |
| 40 лет Октября переул.                             | Кальмиусский            | | 28 января 2016 переименована в переул. Ярослава Мудрого |
| 40 лет Октября проезд                              | Кальмиусский            | | 28 января 2016 переименована в проезд Туннельный |
| 40 лет Октября тупик                               | Кальмиусский            | | 28 января 2016 переименована в тупик Крепостной |
| 50 лет Октября бульв.                              | Левобережный            | Октябрьская революция — одно из крупнейших политических событий XX века, произошедшее в России в октябре 1917 года и повлиявшее на дальнейший ход всемирной истории, в результате чего началась Гражданская война в России, было свергнуто Временное правительство и к власти пришли коммунисты                                                                               | 3 марта 2016 переименован в бульв. Меотиды; в 1967 образован из южной части просп. 1 Мая |
| 50 лет СССР ул.                                    | Центральный             | Образование СССР (30 декабря 1922) — создание СССР из состава РСФСР, УССР, БССР и ЗСФСР | 3 марта 2016 переименована в ул. Троицкую |
| 60 лет Октября ул.                                 | с. Гнутово              | | в 2016 переименована в ул. Вишнёвая |
| 60 лет СССР ул.                                    | Центральный             | Образование СССР (30 декабря 1922) — создание СССР из состава РСФСР, УССР, БССР и ЗСФСР | 28 января 2016 переименована в ул. Михаила Грушевского |
| 8 Марта ул.                                        | Центральный             | | в 1930-х переименована в ул. Куинджи, до 1929 - ул. Карасьевская [Карасевская] |
| 9 Января ул.                                       | Центральный             | 9 Января (1905) «Кровавое воскресенье» — разгон шествия петербургских рабочих к Зимнему дворцу, имевшего целью вручить царю Николаю II коллективную Петицию о рабочих нуждах | в 1937 переименована в ул. Пушкина, до 1920-х - ул. Большая Садовая |
| I Слободки переул.                                 | Приморский              | | в 1920-х переименован в переул. Клубный, сейчас отсутствует |
| I Сенная ул.                                       | Кальмиусский            | | существовала в 1940-х; Садки |
| II Озёрная ул.                                     | Приморский              | | переименована в пер. Железнодорожный |
| II Степная ул.                                     | Кальмиусский            | | существовала в 1940-х; рядом с современной ул. Гонды |
| III Интернационала переул.                         | Центральный             | | в 1990-х переименован в переул. Торговый, до 1920-х - переул. Торговый |
| III Интернационала переул.                         | Сартана                 | | в 2016 переименован в переул. Тенистый |
| III Интернационала спуск                           | Центральный             | | в 1930-х (?) из спуск Торговый; в 1990-х переименован в Банный спуск |
| III Интернационала ул.                             | Центральный             | III интернационал (1919—1943) — международная организация, объединявшая коммунистические партии различных стран | 19 декабря 1991 переименована в ул. Торговая |
| III Интернационала ул.                             | Сартана                 | | в 1990-х переименована в ул. Куркчи генерала |
| XX партсъезда ул.                                  | Талаковка               | XX Партсъезд — сбор делегатов, представляющих население СССР, который состоялся в Москве 14-25 февраля 1956 (наиболее известен осуждением культа личности и, косвенно, идеологического наследия Сталина) | в 2016 переименована в ул. Азовская |
| XXV партсъезда ул.                                 | Талаковка               | XXV Партсъезд — сбор делегатов, представляющих население СССР, который состоялся в Москве с 24 февраля по 5 марта 1976 года | в 2016 переименована в ул. Олимпийская |
| Александровская площ.                              | Центральный             | | 28 сентября 1875 названа; в 1919 (?) - площ. Февральской Революции, в 1920-х переименована в площ. Свободы, сейчас - площ. Театральная |
| Андельская ул.                                     | Центральный             | | в 1941-1943 - название ул. Энгельса |
| Апатова ул.                                        | Центральный             | Апатов, Кузьма Павлович (1896-1920) - командир первого Мариупольского ударного советского батальона, сформированного в апреле 1919 года для защиты города от банд Деникина | 28 января 2016 переименована в ул. Итальянская; до 1920-х - ул. Итальянская |
| Апатова ул.                                        | Сартана                 | | в 2016 переименована в ул. Дружная |
| Апатова пос. 1-я ул.                               | Кальмиусский            | | в 1950-х переименована в ул. Карпинского |
| Апатова пос. 2-я ул.                               | Кальмиусский            | | в 1950-х переименована в ул. Гоголя |
| Апатова пос. 3-я ул.                               | Кальмиусский            | | в 1950-х переименована в ул. Сеченова |
| Апатова пос. 4-я ул.                               | Кальмиусский            | | в 1950-х переименована в ул. 26 Бакинских комиссаров |
| Апатова пос. 5-я ул.                               | Кальмиусский            | | в 1950-х переименована в ул. Восстания |
| Апатова пос. 6-я ул.                               | Кальмиусский            | | в 1950-х переименована в ул. Весёлая; сейчас – часть просп. Металлургов (в Кальмиусском районе) |
| Апатова пос. 7-я ул.                               | Кальмиусский            | | в 1950-х переименована в ул. Днепровская |
| Апатова пос. 8-я ул.                               | Кальмиусский            | | в 1950-х переименована в ул. Менжинского |
| Апатова пос. 9-я ул.                               | Кальмиусский            | | в 1950-х переименована в ул. Баха |
| Артёма спуск                                       | Приморский, Центральный | | 3 марта 2016 переименован в спуск Городской; переименована в 1929 из спуск Больничный |
| Артёма ул.                                         | Центральный             | Сергеев, Фёдор Андреевич (Артём) (1883-1921) - советский государственный и партийный деятель, один из организаторов вооружённого восстания в Харькове и в Донбассе в октябре 1917 года | 3 марта 2016 переименована в ул. Куинджи А.; до 1920-х - ул. Таганрогская (к северу от Театральной площ.) и ул. Больничная (к югу); до 1930-х - ул. Свободы; в 1941-1943 - ул. Немецкая |
| Бабушкина ул.                                      | Кальмиусский            | Бабушкин, Иван Васильевич (1873-1906) - революционер, большевик, в октябре 1898 года создал Екатеринославский комитет РСДРП | 28 января 2016 переименована в ул. Орсовская; Колонна |
| Базарная площ.                                     | Центральный             | | Альтернативное название площ. Соборная; 1960-х переименована в площ. Освобождения |
| Базарная ул.                                       | Приморский              | | до 1930-х - ул. Керченская (южнее) и Благоева (севернее ул. Гагарина) |
| Базарная ул.                                       | Центральный             | | переименована в ул. Реконструктивная |
| Балагуры ул.                                       | Кальмиусский            | Балагура, Тихон Яковлевич (1861—1921) — один из первых комсомольских вожаков Кальмиусского района Мариуполя, активный участник гражданской войны | 28 января 2016 переименована в ул. Квартальная |
| Барачная ул.                                       | Центральный             | | существовала в 1940-х; Центр |
| Бассейная ул.                                      | Приморский              | | переименована в ул. Морских Десантников |
| Баумана переул.                                    | Левобережный            | | 3 марта 2016 переименован в переул. Преображенский |
| Баумана ул.                                        | Левобережный            | Бауман, Николай Эрнестович (1873-1905) - революционер, деятель большевистской партии, активный организатор ленинской "Искры" | 3 марта 2016 переименована в ул. Преображенскую |
| Бахмутская дорога                                  | Центральный             | | в 1920-х переименована в ул. Коммунальная (северная половина) |
| Бахмутская ул.                                     | Центральный             | | в 1920-х переименован в ул. Франко Ивана (сейчас – часть просп. Металлургов от ул. Каффайской до реки Кальчик); одноимённая ул. сейчас находится на Новосёловке (бывшая – ул. Страробахмуская) |
| Бахчисарайская ул.                                 | Центральный             | | 1877 названа; в 1929 переименована в ул. Шевченко |
| Безымянная 1-я ул.                                 | Центральный             | | альтернативное название ул. Успенская; сейчас – ул. Октябрьская [Октябрьской Революции] |
| Безымянная 2-я ул.                                 | Центральный             | | переименована в ул. Кальмиусская |
| Бердянская ул.                                     | Приморский              | | до 1980-х (?) - ул. Фёдорова |
| Береговая ул.                                      | Центральный             | | переименована в ул. Атласная; Новосёловка |
| Биржевый спуск                                     | Приморский              | | в 1920-х переименован в спуск им. Шмидта; сейчас отсутствует |
| Благоева ул.                                       | Приморский              | Димитр Благоев (1856-1924) - первый пропагандист марксизма в Болгарии | 28 января 2016 переименована в ул. Благовестная; до 1930-х (?) - ул. Базарная (часть) |
| Богдановская ул.                                   | Центральный             | | до 1930-х (?) - название ул. Городовикова; Парковый |
| Бодрова ул.                                        | Кальмиусский            | Бодров, Артемий Ильич (1894—1918) — профессиональный революционер, питерский рабочий. Возглавлял первую сельскохозяйственную коммуну в Мариуполе | 28 января 2016 переименована в ул. Радина М.В.; Колонна |
| Боженко ул.                                        | Кальмиусский            | Боженко, Василий Назарович (1871-1919) - герой гражданской войны на Украине | 28 января 2016 переименована в ул. Частная |
| Боженко ул.                                        | Талаковка               | | в 2016 переименована в ул. Луговая |
| Бойкая ул.                                         | Центральный             | | сейчас - ул. Никитина; Новосёловка |
| Бойко В.С. просп.                                  | Кальмиусский            | Бойко Владимир Семёнович (1938—2015) — советский и украинский металлург, Герой Украины, народный депутат Украины 4-го, 5-го и 7-го созывов, председатель правления и генеральный директор Мариупольского металлургического комбината имени Ильича | 3 марта 2016 переименован в Никопольский просп.; до 28 января 2016 – просп. Ильича |
| Больничная ул.                                     | Приморский              | | существовала в 1940-х; Порт |
| Больничная ул.                                     | Центральный             | | 28 сентября 1875 названа; в 1920-х переименована в ул. Артёма (южная половина улицы до площ. Театральная) |
| Больничный спуск                                   | Центральный, Приморский | | переименован в спуск Артёма |
| Большая ул.                                        | Центральный             | | 28 сентября 1875 переименована в ул. Екатерининская, в 1920-х - просп. Республики, с 22 апреля 1960 - просп. Ленина |
| Большая Садовая ул.                                | Приморский              | | до 1930-х - ул. Гагарина; альтернативное название - Косарка |
| Большая Садовая ул.                                | Центральный             | | 28 сентября 1875 названа; в 1920-х переименована в ул. 9 Января, сейчас - ул. Пушкина |
| Большевистская ул.                                 | Левобережный            | | 3 марта 2016 переименована в ул. Загородняя |
| Большевистский переул.                             | Левобережный            | | 3 марта 2016 переименован в переул. Загородный |
| Бондарная ул.                                      | Центральный             | | в 1920-х переименован в часть ул. Апатова (сейчас – ул. Итальянская от современной ул. Торговой до железнодорожного пути у Гавани) |
| Бондарный переул.                                  | Приморский              | | переименован в переул. Производственный |
| Братьев Орленко переул.                            | Кальмиусский            | | в 2010-х переименован в переул. Светлый |
| Братьев Орленко ул.                                | Кальмиусский            | Три брата Орленко — уроженцы города Мариуполя — погибли в годы гражданской войны в борьбе за советскую власть | в 2010-х переименована в ул. Светлая |
| Братства площ.                                     | Центральный             | | в 1940-х (?) - название площ. Лепсе; Правый Берег |
| Будённого переул.                                  | Талаковка               | | в 2016 переименован в переул. Звёздный |
| Будённого ул.                                      | Талаковка               | Будённый, Семён Михайлович (1883-1973) - герой гражданской войны, Маршал Советского Союза, трижды Герой Советского Союза | в 2016 переименована в ул. Звёздная |
| Варганова ул.                                      | Центральный             | Варганов, Василий Афанасьевич (1890—1974) — первый председатель Мариупольского Совета рабочих и солдатских депутатов, начальник Красной гвардии города Мариуполя | 28 января 2016 переименована в ул. Соборная; образована из двух переулков: Ленина (ранее - переул. Сенной) и Ташкентский (ранее - переул. Тюремный и Пожарный) |
| Верещагина ул.                                     | Центральный             | Верещагин, Василий Васильевич (1842—1904) — русский живописец и литератор, один из наиболее известных художников-баталистов | переименована в ул. Халтурина; Новосёловка |
| Верхнее Портовское шоссе                           | Приморский              | | переименована в просп. Нахимова адмирала |
| Ветеринарная ул.                                   | Центральный             | | застроена (между просп. Металлургов и ул. Писарева на пересечении с ул. Каффайской) |
| Ветеринарный переул.                               | Центральный             | | застроен (между просп. Металлургов и ул. Писарева на пересечении с ул. Каффайской) |
| Виноградная ул.                                    | Приморский              | | переименована в ул. Ласкова |
| Водоотводная ул.                                   |                         | | существовала в 1940-х; расположение достоверно не известно |
| Войкова ул.                                        | Кальмиусский            | | 3 июня 2016 переименована в ул. Сечевых стрельцов; Войков, Пётр Лазаревич (1888-1927) - советский дипломат. Полпред в Польше с 1924 года. Убит в Варшаве белогвардейцем. |
| Вокзальная площ.                                   | Приморский              | | переименована в площ. Павлова Мичмана |
| Володарское шоссе                                  | Центральный             | Володарский, Моисей Маркович (Гольдштейн) (1891-1918) - революционный деятель, активный участник революции 1917 года. Убит в Петрограде эсером | 28 января 2016 переименована в Запорожское шоссе |
| Волосевича ул.                                     | Кальмиусский            | Волосевич, Пётр Сергеевич (1904—1959) — один из первых комсомольских вожаков Кальмиусского района города Мариуполя, активный участник гражданской войны | 28 января 2016 переименована в ул. Клубная; до середины XX века - пер. Клубный; Колонна |
| Волховский переул.                                 | Приморский              | | отсутствует в Словаре улиц (2013) |
| Вольный переул.                                    | Центральный             | | до 1930-х (?) - название переул. Свободы; Новосёловка |
| Воровского ул.                                     | Левобережный            | Воровский, Вацлав Вацлавович (1871-1923) - советский партийный и государственный деятель, публицист, литературный критик. Убит в Лозанне белогвардейцами | 28 января 2016 переименована в ул. Украинская; Ляпино |
| Ворошилова ул.                                     | Центральный             | Ворошилов, Климент Ефремович (1881—1969) — российский революционер, советский военачальник, государственный и партийный деятель, участник Гражданской войны, один из первых Маршалов Советского Союза | с 1930-х - из ул. Хлебозаводская, с середины XX века переименована в ул. Писарева |
| Восстания тупик                                    | Приморский              | | 15 декабря 2009 переименован в тупик Корабельный |
| Восточная ул.                                      | Приморский              | | в середине XX века переименована в ул. Грачёва, сейчас - ул. Грачёвая |
| Гайдара ул.                                        | Центральный             | Гайдар, Аркадий Петрович (1904-1941) - русский советский писатель | 3 марта 2016 переименована в ул. Спасская; до 1930-х (?) - ул. Черкасская; Парковый |
| Гамалея переул.                                    | Левобережный            | Гамалея Николай Фёдорович (1859-1949) - советский микробиолог и эпидемиолог | отсутствует с 1970-х (?); расположение достоверно не известно |
| Гарная ул.                                         | Центральный             | | в 1941-1943 - название ул. Харлампиевская |
| Главная Нахаловка ул.                              | Приморский              | | в 1936 переименована в ул. Главная Рыбная; сейчас - ул. Грибоедова |
| Главная Рыбная ул.                                 | Приморский              | | переименована в 1940-х (?) - в ул. Широкая; до 1936 - ул. Главная Нахаловка; сейчас - ул. Грибоедова |
| Глухая ул.                                         | Центральный             | | существовала в 1940-х; Парковый |
| Гоголя ул.                                         | Кальмиусский            | | в середине XX века переименована в ул. Гоголевская |
| Гористая ул.                                       | Приморский              | | до 1930-х - ул. Станюковича |
| Городская ул.                                      | Центральный             | | альтернативное название ул. Константиновская; сейчас - ул. Энгельса |
| Готвийская ул.                                     | Центральный             | | в 1941-1943 - название ул. Готфейская |
| Грабарей посёлок ул.                               | Кальмиусский            | | существовала в 1940-х; Садки |
| Гранитный переул.                                  | Кальмиусский            | | в 1990-х исчез в связи с застройкой, находился в пос. Каменск между ул. Орловской и ул. Краснознамённой |
| Графитная ул.                                      | Левобережный            | | в середине XX века переименована в ул. Жердева |
| Грачёва ул.                                        | Приморский              | Грачёв, Иван Павлович (1898 — ?) — комиссар Красной Азовской военной флотилии, активный участник гражданской войны | до середины XX века - ул. Восточная; 28 января 2016 переименована в ул. Грачёвая |
| Громова М.М. ул.                                   | Кальмиусский            | Громов, Михаил Михайлович (1899—1985) — советский лётчик и военачальник, генерал-полковник авиации, спортсмен, профессор, Герой Советского Союза | 24 октября 1957 переименована в ул. Брестская |
| Девичья ул.                                        | Центральный             | | до 1930-х (?) - название ул. Леси Украинки; Парковый |
| Деловая ул.                                        | Кальмиусский            | | до середины XX века - название ул. Кондрашкина; Колонна |
| Дзержинского ул.                                   | Приморский              | Дзержинский, Феликс Эдмундович (1877-1926) - советский государственный и партийный деятель, активный участник польского и русского революционного движения, один из организаторов октябрьской революции | 28 января 2016 переименована в ул. Юнговская |
| Димитрова переул.                                  | Кальмиусский            | | 28 января 2016 переименована в переул. Изумрудный |
| Димитрова ул.                                      | Кальмиусский            | Димитров, Георгий Михайлович (1882—1949) — деятель болгарского и международного коммунистического и рабочего движения | 28 января 2016 переименована в ул. Вознесенская |
| Донбасская ул.                                     | Центральный             | | 19 декабря 1991 переименована в ул. Николаевская |
| Донбасский переул.                                 | Центральный             | | в 1960-х застроен, сейчас в квартале просп. Металлургов, ул. Варганова, ул. Энгельса, ул. Николаевская |
| Донецкое шоссе                                     | Кальмиусский            | | в середине XX века образована вместе с ул. Тополиной из части ул. Скоростной (ликвидирована); в 2002 переименована в просп. Карпова В.Ф. |
| Донская ул.                                        | Кальмиусский            | | переименована в ул. Миусская; Аэродром |
| Достоевского ул.                                   | Центральный             | | в 1920-е переименована в ул. Урицкого; сейчас ул. Достоевского расположена в Кальмиусском районе; Новосёловка |
| Екатерининская ул.                                 | Центральный             | Екатерина II (1729—1796) — императрица всероссийская с 1762 по 1796 год, в годы которой был основан город Мариуполь | 28 сентября 1875 - из ул. Большая; в 1920-х переименована в просп. Республики, с 22 апреля 1960 - просп. Ленина. |
| Жданова переул.                                    | Кальмиусский            | | 15 февраля 1989 переименована в переул. Каменский; пос. Каменск |
| Жданова ул.                                        | Старый Крым             | Жданов, Андрей Александрович (1896-1948) - советский партийный и государственный деятель. Член Политбюро ЦК ВКП(б) с 1939 года, родился в г. Мариуполе | 15 февраля 1989 переименована в ул. Заречная |
| Жданова ул.                                        | Талаковка               | | 15 февраля 1989 переименована в ул. Ленинская |
| Жданова ул.                                        | Кальмиусский            | | 15 февраля 1989 переименована в ул. Первомайская; пос. Каменск |
| Желябова ул.                                       | Центральный             | Желябов Андрей Иванович (1851-1881) - русский революционер, народник | отсутствует с 1970-х (?); Новосёловка |
| Жемчужная ул.                                      | Левобережный            | | переименована в ул. 130-й Таганрогской дивизии |
| Житомирская ул.                                    | Центральный             | | до середины XX века - название ул. Осипенко; Парковый |
| Жовтневая ул.                                      | Кальмиусский            | | отсутствует в Словаре улиц Мариуполя (2013); Каменск |
| Жуковского ул.                                     | Центральный             | | переименована в ул. Красина; Новосёловка |
| Заводская ул.                                      | Кальмиусский            | | переименована в ул. Макара Мазая |
| Заворуева ул.                                      | Кальмиусский            | Заворуев, Андрей Емельянович (1887—1941) — рабочий завода «Русский Провиданс», активный член подпольной организации РСДРП(б) | 28 января 2016 переименована в ул. Прожекторная, до середины XX века – ул. Прожекторная |
| Зажиточная ул.                                     | Левобережный            | | отсутствует с 1970-х; в районе 3-го участка |
| Звёздная ул.                                       | Талаковка               | | 8 апреля 2016 года переименована в ул. Рождественскую; до того до 2016 переименована из ул. Будённого |
| Звёздный переул.                                   | Талаковка               | | 8 апреля 2016 года переименована в переул. Рождественский; до того до 2016 переименован из переул. Будённого |
| Зелёная ул.                                        | Кальмиусский            | | отсутствует в Словаре улиц Мариуполя (2013) |
| Земская ул.                                        | Приморский              | | до 1930-х - ул. Интернациональная |
| Извилистая ул.                                     | Приморский              | | до 1930-х - ул. Восстания (севернее ул. Гагарина) |
| Ильича переул.                                     | Кальмиусский            | | 28 января 2016 переименована в переул. Промышленный |
| Ильича просп.                                      | Кальмиусский            | Ленин, Владимир Ильич (Ульянов) (1870-1924) - создатель Коммунистической партии Советского Союза, основатель СССР, один из идеологов марксистского учения | 28 января 2016 переименована в просп. Бойко В.С. |
| Институтский переул.                               | Кальмиусский            | | отсутствует с 1970-х (?); Колонна |
| Итальянский переул.                                | Центральный             | | переименован в пер. Цирковый |
| Калинина ул.                                       | Приморский              | Калинин, Михаил Иванович (1875-1946) - деятель Коммунистической партии и Советского государства, Герой Социалистического труда, с января 1938 по март 1946 - Председатель Президиума Верховного Совета СССР | 3 марта 2016 переименована в ул. Раздольную |
| Калинина ул.                                       | Сартана                 | Калинин, Михаил Иванович (1875-1946) - деятель Коммунистической партии и Советского государства, с января 1938 по март 1946 - Председатель Президиума Верховного Совета СССР | в 2016 переименована в ул. Абрикосовая |
| Каменский переул.                                  | Кальмиусский            | | переименован в переул. Парковый; Каменск |
| Карасьевская [Космодамиановская] площ.             | Центральный             | | 28 сентября 1875 названа (альтернативное название - площ. Спасо-Демьяновская); в 1920-х переименована в площ. Революции; сейчас отсутствует (на пересечении ул. Артёма и бул. Шевченко) |
| Каретный переул.                                   | Центральный             | | застроен (где ?) |
| Карла Либкнехта переул.                            | Центральный             | Либкнехт, Карл (1871-1919) - деятель германского и международного коммунистического рабочего движения | 19 декабря 1991 переименован в ул. Кузнечная, до 1920-х - переул. Кузнечный |
| Карла Либкнехта ул.                                | Центральный             | | до 1929 - ул. Митрополитская и с 28 января 2016 - ул. Митрополитская |
| Карла Маркса переул.                               | Центральный             | | 28 января 2016 переименован в переул. Греческий |
| Карла Маркса ул.                                   | Центральный             | Маркс, Карл (1818-1883) - основоположник научного коммунизма | 19 декабря 1991 переименована в ул. Греческая, до 1929 - ул. Греческая |
| Касаткина ул.                                      | Левобережный            | | |
| Киевская ул.                                       | Левобережный            | | в 1964 переименована в ул. Пашковского |
| Кирова ул.                                         | Центральный             | Киров, Сергей Миронович (Костриков) (1886-1934) - деятель Коммунистической партии и Советского государства, участник октябрьской революции | 3 марта 2016 переименована в ул. Марьинскую; до 1930-х (?) - ул. Февральская, до 1920-х - ул. Марьинская |
| Кирова ул.                                         | с. Гнутово              | Киров, Сергей Миронович (Костриков) (1886-1934) - деятель Коммунистической партии и Советского государства, участник октябрьской революции | в 2016 переименована в ул. Центральная |
| Кирова ул.                                         | Старый Крым             | | в 2016 переименована в ул. Весёлая |
| Кладбищенская ул.                                  | Центральный             | | переименована в ул. Кленовая |
| Кладбищенский переул.                              | Центральный             | | вошёл в переул. Кленовый |
| Клубный переул.                                    | Приморский              | | сейчас отсутствует, до 1920-х назывался переул. I Слободки |
| Козлова ул.                                        | Кальмиусский            | | в 1990-х до 28 января 2016 – ул. Охотничья |
| Коксовый переул.                                   | Кальмиусский            | | в середине XX века вошёл в Коксовый Массив; Садки |
| Коксохима переул.                                  | Левобережный            | | отсутствует с 1970-х; в районе 6-го участка |
| Коксохима ул.                                      | Левобережный            | Коксохимзавод (1935—2005) — коксохимическое предприятие, располагавшееся вблизи комбината «Азовсталь» и вошедшее в его состав | отсутствует с 1970-х; в районе 6-го участка |
| Колодезная ул.                                     | Приморский              | | до 1930-х - ул. Балабухи пионера (севернее ул. Гагарина) |
| Кольцевая ул.                                      | Левобережный            | | отсутствует в Словаре улиц (2013) находилась, как продолжение ул. Каменный Карьер к северо-востоку |
| Кольцевой переул.                                  | Левобережный            | | отсутствует в Словаре улиц (2013) находился параллельно и к западу от ул. Каменный Карьер |
| Коминтерна переул.                                 | Кальмиусский            | | 28 января 2016 переименован в переул. Благовещенский; Каменск |
| Коминтерна переул.                                 | Центральный             | | 28 января 2016 переименован в переул. Заводской; Правый берег |
| Коминтерна ул.                                     | Кальмиусский            | Коминтерн (1919—1943) — международная организация, объединявшая коммунистические партии различных стран | 28 января 2016 переименована в ул. Победная; Каменск |
| Коминтерна ул.                                     | Центральный             | | 28 января 2016 переименована в ул. Заводская; Правый берег |
| Коммунальная ул.                                   | Центральный             | | в 1920-х из ул. Сенная (южная половина) и Бахмутской дороги (северная половина); в середине XX века переименована в ул. Казанцева |
| Коммунаров ул.                                     | Центральный             | Коммунары (1917—1925) — «коммунистические дружины», «военно-партийные отряды», создававшиеся при заводских партийных ячейках, районных, городских, уездных и губернских комитетах партии для оказания помощи органам Советской власти по борьбе с контрреволюцией и др. | 28 января 2016 переименована в ул. Таврийская; до 1930-х (?) - ул. Таврическая; Новосёловка |
| Комсомольская ул.                                  | Центральный             | Комсомол (1918—1991) — политическая коммунистическая молодёжная организация в СССР | 19 декабря 1991 переименована в ул. Евпаторийская, до 1920-х - ул. Евпаторийская |
| Комсомольская ул.                                  | Старый Крым             | | в 2016 переименована в ул. Дружная |
| Комсомольский бульв.                               | Левобережный            | | 28 января 2016 переименован в бул. Морской |
| Конноармейская ул.                                 | Центральный             | Конная армия (1919—1920-е) — оперативно-стратегическое объединение Красной Армии, крупное подвижное объединение вооружённых сил (ВС) РСФСР, использовалась для выполнения крупных оперативно-стратегических задач, являлась главной ударной силой и основным средством развития успеха ВС РСФСР во время Гражданской войны                                                    | 3 марта 2016 переименована в ул. Междуречную; Правый берег |
| Константиновская ул.                               | Центральный             | | 28 сентября 1875 названа (альтернативное название - ул. Городская); в 1920-х переименована в ул. Энгельса |
| Конституции площ.                                  | Кальмиусский            | | в 1990-2000-х изменена на площ. Машиностроительная |
| Концевой переул.                                   | Приморский              | | отсутствует в Словаре улиц (2013) |
| Кооператив «Глория»                                | Приморский              | | упразднён 8 апреля 2016 года; СТ «Глория» |
| Коперника Николая ул.                              | Приморский              | | переименована в ул. Лавицкого |
| Косарка ул.                                        | Приморский              | | до 1930-х - альтернативное название ул. Большая Садовая; сейчас - ул. Гагарина |
| Космодамиановская [Карасьевская] площ.             | Центральный             | | 28 сентября 1875 названа (альтернативное название - площ. Спасо-Демьяновская); в 1920-х переименована в площ. Революции; сейчас отсутствует (на пересечении ул. Артёма и бул. Шевченко) |
| Котовского переул.                                 | Приморский              | | 28 января 2016 переименован в переул. Слободской; Слободка |
| Котовского переул.                                 | Талаковка               | | в 2016 переименован в переул. Сиреневый |
| Котовского ул.                                     | Приморский              | Котовский, Григорий Иванович (1881-1925) - герой гражданской войны | до 1929 и с 28 января 2016 - в ул. Первая Слободка; ул. 1-я Слободки; Слободка |
| Коцюбинского ул.                                   | Центральный             | | в 1930-х переименована в ул. Профинтерна; Новосёловка |
| Красина ул.                                        | Центральный             | Красин, Леонид Борисович (1870-1926) - советский государственный и партийный деятель | 28 января 2016 переименована в ул. Льва Яруцкого; до 1930-х (?) - ул. Жуковского; Новосёловка |
| Красная площ.                                      | Центральный             | | сейчас отсутствует, исчезла в середине XX века, до 1920-х называлась площ. Успенская; сейчас - площ. Успенская |
| Красноармейская ул.                                | Центральный             | Красная армия (1918—1946) — формирование (вооружённые силы, позднее сухопутные войска) РСФСР и СССР, позднее — Советская армия | 19 декабря 1991 переименована в ул. Готфейская, до 1920-х - ул. Готфейская |
| Красноармейская ул.                                | Сартана                 | | в 2016 переименована в ул. Соборная |
| Красноармейская ул.                                | Старый Крым             | | в 2016 переименована в ул. Весенняя |
| Красноармейский проезд                             | Сартана                 | | в 2016 переименован в проезд Тупиковый |
| Красногвардейская ул.                              | Кальмиусский            | Красная гвардия (1917—1919) — добровольные вооружённые отряды, создававшиеся территориальными партийными организациями РСДРП(б) для осуществления революции 1917 года в России, основная форма вооружённых организаций большевиков во время подготовки и осуществления Октябрьской революции и первых месяцев Гражданской войны                                               | 28 января 2016 переименована в ул. Австрийская; Колонна |
| Краснодонская ул.                                  | Левобережный            | | 3 марта 2016 переименована в ул. Мацука И.К. |
| Краснознамённая ул.                                | Кальмиусский            | Красное знамя — в честь одного из символов революционной борьбы, активно использовавшееся в советской геральдике и наградной системе и носившее название многих газет и предприятий по всему Советскому Союзу | 28 января 2016 переименована в ул. Семейная; Каменск |
| Красной Азовской Флотилии сквер                    | Приморский              | | 28 января 2016 переименована в сквер Азовской военной флотилии |
| Красной Азовской Флотилии ул.                      | Приморский              | | 28 января 2016 переименована в ул. Азовской военной флотилии |
| Краснофлотская ул.                                 | Приморский              | Красный флот (1918—1938) — военно-морские вооружённые силы Советской России и СССР, с 30 декабря 1937 — «Военно-Морской Флот СССР» | 3 марта 2016 переименована в ул. Флотскую |
| Крестьянский переул.                               | Центральный             | | до 1930-х (?) - название переул. Колхозный; Новосёловка |
| Круглая ул.                                        | Приморский              | | существовала в 1940-х; Порт |
| Крупской переул.                                   | Кальмиусский            | | 3 июня 2016 переименована в переул. Богдана Тищенко |
| Крупской переул.                                   | Талаковка               | | в 2016 переименован в переул. 1 Мая |
| Крупской ул.                                       | Старый Крым             | Крупская, Надежда Константиновна (1869-1939) - участница революционного движения, советский государственный и партийный деятель, жена В. И.Ленина | 8 апреля 2016 года переименована в улицу Светлую |
| Кубанская ул.                                      | Приморский              | | в 1980-х переименована в ул. Латышева |
| Кузнечный переул.                                  | Центральный             | | в 1920-х переименован в переул. Карла Либкнехта, сейчас - ул. Кузнечная |
| Куинджи переул.                                    | Центральный             | | отсутствует с 1970-х; в районе современных ул. Артёма и ул. Карасевская |
| Куинджи ул.                                        | Центральный             | Куинджи, Архип Иванович (1841-1910) - русский живописец-пейзажист, родился в Мариуполе | 19 декабря 1991 переименована в ул. Карасевская |
| Куйбышева ул.                                      | Кальмиусский            | Куйбышев, Валериан Владимирович (1888-1935) - советский государственный и партийный деятель, один из организаторов и политических руководителей Красной Армии, участник составления первых пятилеток | 28 января 2016 переименована в ул. Чукарина В.И. |
| Куйбышева ул.                                      | Старый Крым             | | в 2016 переименована в ул. Каштановая |
| Курская ул.                                        | Центральный             | | до 1930-х (?) - название ул. Головнина; Новосёловка |
| Кустоовражная ул.                                  | Кальмиусский            | | в середине XX века переименована (вошла в состав) ул. Ключевая (восточная половина); Садки |
| Кутузова ул.                                       | Центральный             | | переименована в ул. Софьи Ковалевской; Новосёловка |
| Лазо переул.                                       | Левобережный            | | 3 марта 2016 переименован в переул. Рождественский |
| Лазо ул.                                           | Левобережный            | Лазо, Сергей Георгиевич (1894-1920) - герой гражданской войны | 3 марта 2016 переименована в ул. Рождественскую |
| Лазо Сергея ул.                                    | Левобережный            | | в 1990-х переименована в ул. Тракторная; Троицкий |
| Ленина переул.                                     | Центральный             | | до 1920-х - переул. Сенной; сейчас западная половина ул. Варганова |
| Ленина просп.                                      | Центральный             | Ленин, Владимир Ильич (1870-1924) - создатель Коммунистической партии Советского Союза, основатель СССР, один из идеологов марксистского учения | 28 января 2016 переименован в просп. Мира; до 22 апреля 1960 - просп. Республики, до 1920-х - ул. Екатерининская [Большая]; в 1941-1943 - ул. Театральная |
| Ленина ул.                                         | Центральный             | | в 1950-х переименована в ул. Донбасская, до 1920-х - ул. Николаевская |
| Ленина ул.                                         | Старый Крым             | | в 2016 переименована в ул. Центральная |
| Ленинградский переул.                              | Левобережный            | | 28 января 2016 переименован в переул. Свободы; образован 13 августа 1959 на территории земли бывшего колхоза имени XX Партсъезда |
| Ленинградский проезд                               | Левобережный            | | 28 января 2016 переименован в проезд Свободы; образован 13 августа 1959 на территории земли бывшего колхоза имени XX Партсъезда |
| Ленинградский просп.                               | Левобережный            | | 28 января 2016 переименован в просп. Ленинградский; образован 13 августа 1959 на территории земли бывшего колхоза имени XX Партсъезда |
| Ленинская ул.                                      | Талаковка               | | в 2016 переименована в ул. Солнечная; до 15 февраля 1989 называлась ул. Жданова |
| Ленинского Комсомола площ.                         | Приморский              | | 28 января 2016 переименована в площ. Воинов-освободителей |
| Лепсе переул.                                      | Центральный             | | 28 января 2016 переименован в переул. Правобережный; Правый берег |
| Лепсе площ.                                        | Центральный             | | 28 января 2016 переименована в площ. Правобережная; в 1940-х - площ. Братства; Правый берег |
| Лепсе ул.                                          | Центральный             | Лепсе, Иван Иванович (1889—1929) — советский партийный и профсоюзный деятель | 28 января 2016 переименована в ул. Правобережная; Правый берег |
| Лесных складов ул.                                 | Центральный             | | отсутствует с 1970-х; расположение достоверно не известно, в центре города |
| Ливенко ул.                                        | Кальмиусский            | | до 1930-х - ул. Урожайная; Садки |
| Ломаный переул.                                    | Приморский              | | отсутствует с 1970-х (?); Кировка |
| Луначарского переул.                               | Левобережный            | | 28 января 2016 переименован в переул. Рубиновый |
| Луначарского ул.                                   | Левобережный            | Луначарский, Анатолий Васильевич (1875-1933) - советский государственный деятель, писатель, критик, искусствовед, академик АН СССР | 28 января 2016 переименована в ул. Рубиновая |
| Макара Мазая переул.                               | Кальмиусский            | | отсутствует с 1970-х (?); в районе Шлаковой горы и 5-го микрорайона |
| Малая Рыбная ул.                                   | Приморский              | | переименован в переул. Рыбацкий |
| Малая Садовая ул.                                  | Приморский              | | до 1930-х - ул. Житомирская |
| Малая Садовая ул.                                  | Центральный             | | 28 сентября 1875 названа; в 1965 переименована в ул. Семенишина |
| Мало-Базарная ул.                                  | Центральный             | | |
| Малопросвещенская ул.                              | Левобережный            | | существовала в 1940-х |
| Марии-Магдалининская ул.                           | Центральный             | Мария Магдалина — преданная последовательница Иисуса Христа, христианская святая, мироносица, которая, согласно евангельскому тексту, следовала за Христом, присутствовала при его Распятии и была свидетельницей его посмертного явления | 28 сентября 1875 названа; в 1929 переименована в ул. Карла Маркса; сейчас - ул. Греческая (южная половина улицы до главного проспекта) |
| Марии-Магдалининский спуск                         | Центральный, Приморский | | в 1929 переименована в ул. Вокзальная |
| Мариупольская площ.                                | Приморский              | | |
| Маршака проезд                                     | Приморский              | | отсутствует с 1980-1990; Маршак, Самуил Яковлевич (1887-1964) - русский советский поэт |
| Маршака ул.                                        | Приморский              | Маршак, Самуил Яковлевич (1887—1964) — русский советский поэт, драматург, переводчик, литературный критик, сценарист, автор популярных детских книг | в 1970-е переименована в ул. Маркелова |
| Маршала Жукова просп.                              | Левобережный            | | 3 июня 2016 переименована в просп. Защитников Украины; Жуков, Георгий Константинович (1896-1974) - Маршал Советского Союза, четырежды Герой Советского Союза. В Великую Отечественную войну проявил себя как талантливый полководец, сыгравший важнейшую роль в разгроме немецко-фашистских войск |
| Маслозаводская ул.                                 | Центральный             | | существовала в 1940-х; Центр |
| Матросова ул.                                      | Центральный             | | Правый берег |
| Меламеда ул.                                       | Приморский              | Меламед, Яков Давидович (1887-1919) — рабочий завода «Никополь», активный участник установления Советской власти в Мариуполе | до 1970-х и с 28 января 2016 - в ул. Огородная |
| Мельничная ул.                                     | Центральный             | | в 1941-1943 - название ул. Евпаторийская |
| Менжинского ул.                                    | Кальмиусский            | Менжинский, Вячеслав Рудольфович (1874-1934) - советский государственный и партийный деятель | 28 января 2016 переименована в ул. Академика Амосова; в 1950-х из ул. 8-я Апатова пос. |
| Мечникова ул.                                      | Кальмиусский            | Мечников, Илья Ильич (1845—1916) — русский и французский биолог (микробиолог, цитолог, эмбриолог, иммунолог, физиолог и патолог), лауреат Нобелевской премии в области физиологии и медицины (1908) | Зирка |
| Мечникова переул.                                  | Кальмиусский            | | Зирка |
| Минеральная ул.                                    | Левобережный            | | существовала в 1940-х; Первомайск/Хатастрой |
| Мира ул.                                           | Кальмиусский            | | существовала в 1940-х; Гуглино |
| Михайловская ул.                                   | Центральный             | | до 1930-х (?) - ул. Фрунзе; Новосёловка |
| Мичмана Павлова ул.                                | Приморский              | | переименована в ул. Вокзальная; до того – ул. Вокзальная |
| Молочная ул.                                       | Центральный             | | в 1941-1943 - название ул. Каффайская |
| Морвокзала площ.                                   | Приморский              | | 19 апреля 2011 переименована в площ. Лунина адмирала |
| Морская ул.                                        | Центральный             | | в 1941-1943 - название ул. Николаевская |
| Морской спуск                                      | Приморский              | | в 1920-х переименован в ул. Франко Ивана; сейчас – часть просп. Металлургов от бул. Приморского до ул. Семенишина |
| Набережная ул.                                     | Кальмиусский            | | в 1980-х переименована в ул. Плотинная; Каменск |
| Немецкая ул.                                       | Центральный             | | в 1941-1943 - название ул. Артёма |
| Нижнее Портовское шоссе                            | Приморский              | | в 1930-х переименовано в ул. Санаторная; сейчас – Приморский бул. |
| Новокрымская ул.                                   | Центральный             | | отсутствует с 1970-х (?); Осоавиахима |
| Новосельская ул.                                   | Кальмиусский            | | в 1980-х переименована в ул. Лута |
| Новоульяновский переул.                            | Кальмиусский            | | 28 января 2016 переименован в переул. Казацкий |
| Обводная ул.                                       | Левобережный            | | отсутствует в Словаре улиц (2013), находилась между ул. Мусоргского и Таганрогской; Троицкий |
| Обрывная ул.                                       | Центральный             | | существовала в 1940-х; расположение достоверно не известно |
| Овражная ул.                                       | Центральный             | | в середине XX века включена в ул. Открытая, адресов нет |
| Огородный переул.                                  | Талаковка               | | |
| Озёрная ул.                                        | Приморский              | | переименована в ул. I Озёрная; Гавань |
| Октябрьская ул.                                    | Кальмиусский            | | 28 января 2016 переименована в ул. Камышовая; Зирка |
| Октябрьская [Октябрьской Революции] ул.            | Центральный             | Октябрьская революция — одно из крупнейших политических событий XX века, произошедшее в России в октябре 1917 года и повлиявшее на дальнейший ход всемирной истории, в результате чего началась Гражданская война в России, было свергнуто Временное правительство и к власти пришли коммунисты                                                                               | до 1929-х и с 28 января 2016 - в ул. Успенская |
| Октябрьский переул.                                | Центральный             | | застроен (в районе жилмассива Кировский) |
| Орджоникидзе переул.                               | Левобережный            | | 3 марта 2016 переименован в переул. Украинского казачества |
| Орджоникидзе проезд                                | Левобережный            | | 3 марта 2016 переименован в проезд Украинского казачества |
| Орджоникидзе ул.                                   | Левобережный            | Орджоникидзе, Григорий Константинович (1886-1937) - деятель Коммунистической партии и Советского государства, один из организаторов октябрьской революции, нарком тяжёлой промышленности СССР | 3 марта 2016 переименована в ул. Украинского казачества |
| Орловская ул.                                      | Центральный             | | до 1930-х (?) - ул. Осовиахима; Новосёловка |
| Орсовская ул.                                      | Кальмиусский            | | в середине XX века вошла в состав ул. 40 лет Октября (южная часть); Садки |
| Осоавиахима переул.                                | Центральный             | | 3 марта 2016 переименован в переул. Калиновый; Новосёловка |
| Осоавиахима проезд                                 | Центральный             | | 3 марта 2016 переименован в проезд Калиновый; Новосёловка |
| Осоавиахима ул.                                    | Центральный             | ОСОАВИАХИМ — в честь советской общественно-политической оборонной организации (1927—1948), предшественника ДОСААФ — Общество содействия обороне, авиационному и химическому строительству | 3 марта 2016 переименована в ул. Апрельскую; до 1930-х (?) - ул. Орловская; Новосёловка |
| Островского ул.                                    | Центральный             | Островский Николай Алексеевич (1904-1936) — советский писатель, автор романа «Как закалялась сталь» | 28 января 2016 переименована в ул. Островского А.Н.; до 1930-х - ул. Писемского; Новосёловка |
| Павленко ул.                                       | Левобережный            | Павленко, Пётр Андреевич (1899-1951) - русский советский писатель | 3 марта 2016 переименована в ул. Саенко им. |
| Папанина И.Д. ул.                                  | Приморский              | Папанин, Иван Дмитриевич (1894—1986) — советский исследователь Арктики, доктор географических наук (1938), контр-адмирал (1943), дважды Герой Советского Союза (1937, 1940) | до 1930-х (?) - ул. Базарная; 3 октября 1957 переименована в ул. Керченская |
| Парковый переул.                                   | Кальмиусский            | | переименован в переул. Каменский; Каменск |
| Парниковая ул.                                     | Центральный             | | в 1930-х (?) переименована в ул. Брюллова; Парковый |
| Пархоменко переул.                                 | Талаковка               | | 8 апреля 2016 года переименован в переул. Лазурный |
| Пархоменко ул.                                     | Талаковка               | Пархоменко, Александр Яковлевич (1885-1921) - герой гражданской войны, уроженец Донбасса | в 2016 переименована в ул. Лазурная |
| Первомайский переул.                               | Кальмиусский            | | переименован в Каменский тупик; Каменск |
| Переяславская ул.                                  | Центральный             | | до 1930-х (?) - ул. Осовиахима; Новосёловка |
| Першотравневая ул.                                 | Кальмиусский            | | отсутствует в Словаре улиц Мариуполя (2013); Каменск |
| Петровского переул.                                | Кальмиусский            | | 28 января 2016 переименован в переул. Зоологический; Садки |
| Петровского ул.                                    | Кальмиусский            | Петровский, Григорий Иванович (1878-1958) - советский государственный и партийный деятель, один из руководителей Коммунистической партии Украины, активный участник борьбы за установление советской власти в Донбассе | 28 января 2016 переименована в ул. Зоологическая; Садки |
| Пионерская ул.                                     | Приморский              | | до 1930-х (?) - ул. Колодезная (севернее ул. Гагарина) и ул. Школьная (южнее); в середине XX века изменена на ул. Балабухи пионера. |
| Пионерский переул.                                 | Приморский              | | в середине XX века переименована в переул. Балабухи пионера. |
| Пирогова ул.                                       | Кальмиусский            | Пирогов, Николай Иванович (1810—1881) — русский хирург и анатом, естествоиспытатель и педагог, создатель первого атласа топографической анатомии, основоположник русской военно-полевой хирургии | в 1950-е (?) переименована в ул. Блажевича |
| Писемского ул.                                     | Центральный             | Писемский, Алексей Феофилактович (1821—1881) — русский писатель | в 1930-х (?) переименована в ул. Островского; Новосёловка |
| Побежимова ул.                                     | Кальмиусский            | Побежимов, Григорий Трофимович (1897—1937) — бортмеханик самолёта Леваневского, погиб вместе со всей командой | с 1950-х (?) отсутствует, Аэродром |
| Побережная ул.                                     | Приморский              | | ликвидирована, располагалась восточнее и параллельно ул. Консервной; Гавань |
| Поворотный переул.                                 | Центральный             | | с 1950-х (?) отсутствует, расположение достоверно неизвестно |
| Подгорная ул.                                      | Левобережный            | | отсутствует с 1970-х (?); в районе 3-го участка |
| Пожарный переул.                                   | Центральный             | | в 1920-х переименован в переул. Тюремный; с начала 1970-х - переул. Ташкентский; сейчас восточная половина ул. Варганова |
| Покровская площ.                                   | Центральный             | | альтернативное название - площ. Сенная; в 1920-х переименована в площ. Республики, сейчас - площ. Административная |
| Покровская ул.                                     | Приморский              | | в 1920-х переименован в ул. Франко Ивана; сейчас – часть просп. Металлургов от ул. Семенишина до ул. Каффайской |
| Покровский переул.                                 | Центральный             | | в 1920-х переименован в переул. Республики, сейчас ул. Университетская |
| Покрышкина переул.                                 | Кальмиусский            | | отсутствует с 1970-х (?); в районе ул. Покрышкина |
| Полетаева переул.                                  | Левобережный            | Полетаев Фёдор Андрианович (1909—1945) — советский солдат, участник итальянского движения Сопротивления в годы Второй мировой войны, Герой Советского Союза, Национальный герой Италии. | 28 января 2016 переименован в переул. Полетаева Ф.А. |
| Полетаева ул.                                      | Левобережный            | Полетаев, Николай Гурьевич (1872-1930) - деятель революционного движения в России | 28 января 2016 переименована в ул. Полетаева Ф.А. |
| Поливная ул.                                       | Кальмиусский            | | в 1990-е вошла в состав ул. Доменная (западная половина); Колонна |
| Портовая ул.                                       | Приморский              | | в 1970-х большая часть переименована в просп. Лунина адмирала |
| Приборский переул.                                 |                         | | существовал в 1940-х; расположение достоверно не известно |
| Прогонная ул.                                      | Центральный             | | до середины XX века - ул. Вильямса; Новосёловка |
| Прокатстроя переул.                                | Левобережный            | | переименован в середине XX века, возле парка Азовсталь, расположение достоверно неизвестно |
| Прокатстроя [Прокатстроевская] ул.                 | Левобережный            | | переименована в середине XX века, возле парка Азовсталь, расположение достоверно неизвестно |
| Пролетарская ул.                                   | Центральный             | | 19 декабря 1991 переименована в ул. Каффайская, до 1920-х - ул. Кафайская |
| Пролетарский переул.                               | Левобережный            | | отсутствует в Словаре улиц (2013) находился к северу и перпендикулярно от ул. Каменный Карьер |
| Профинтерна ул.                                    | Центральный             | Профинтерн (1921—1937) — международная организация радикальных профсоюзов, созданная в Москве в июле 1921 года в ходе конгресса профсоюзов, которые не вошли в Амстердамский интернационал | 28 января 2016 переименована в ул. Солидарности; до 1930-х - ул. Коцюбинского; Новосёловка |
| Раздельная ул.                                     | Приморский              | | до 1930-х - ул. Восстания (южнее ул. Гагарина) |
| Ракетный переул.                                   | Центральный             | | с 1990-х - проезд Матросова |
| Революции площ.                                    | Центральный             | | сейчас отсутствует (на пересечении ул. Артёма и бул. Шевченко), исчезла в середине XX века, до 1920-х называлась площ. Карасьевская [Космодамиановская] |
| Революции ул.                                      | Кальмиусский            | Октябрьская революция — одно из крупнейших политических событий XX века, произошедшее в России в октябре 1917 года и повлиявшее на дальнейший ход всемирной истории, в результате чего началась Гражданская война в России, было свергнуто Временное правительство и к власти пришли коммунисты                                                                               | 28 января 2016 переименована в ул. Боевая; Каменск |
| Революции [Февральской Революции] ул.              | Центральный             | | в 1930-х переименована в ул. Кирова, до 1920-х - ул. Марьинская |
| Рельсовая ул.                                      | Кальмиусский            | | застроена, располагалась южнее и параллельно ул. Мартеновская |
| Республики переул.                                 | Центральный             | | в 1990-х переименован в ул. Университетская, до 1920-х - переул. Покровский |
| Республики площ.                                   | Центральный             | | с 1980-х годов (?) - площ. Административная; до 1920-х называлась площ. Покровская |
| Республики просп.                                  | Центральный             | | 22 апреля 1960 переименована в просп. Ленина, с 28 сентября 1875 до 1920-х - ул. Екатерининская, до 1920-х - ул. Большая, с 2016 года - просп. Мира |
| Розы Люксембург переул.                            | Приморский              | Роза Люксембург (1871—1919) — деятель немецкого, польского и международного рабочего движения | 3 марта 2016 переименован в переул. Земской |
| Розы Люксембург ул.                                | Центральный, Приморский | Роза Люксембург (1871-1919) - деятель немецкого, польского и международного рабочего движения | 19 декабря 1991 переименована в ул. Земская |
| Ростовская ул.                                     | Центральный             | | в 1941-1943 - название ул. Торговая |
| Руднева переул.                                    | Левобережный            | | 3 марта 2016 переименован в переул. Рокадный |
| Руднева ул.                                        | Левобережный            | Руднев, Николай Александрович (1894-1918) - герой гражданской войны, начальник штаба 5-й Украинской армии, совершившей поход из Донбасса в Царицын | 3 марта 2016 переименована в ул. Рокадную |
| Рыбная площ.                                       | Центральный             | | с 1950-х (?) отсутствует, на пересечении ул. Итальянская и ул. Земская |
| Рыбный переул.                                     | Приморский              | | альтернативное название переул. Рыбацкий, возможно, прежнее название этой улицы |
| Рыболовецкая ул.                                   | Приморский              | | в 1930-е (?) переименована в ул. Консервная; Гавань |
| Рыцарская ул.                                      | Центральный             | | в 1940-х (?) название ул. Леваневского; Парковый |
| Санаторная ул.                                     | Приморский              | | в 1930-х – из Нижнее Портовское шоссе; в 1949 переименована в просп. Сталина; сейчас – Приморский бул. |
| Санаторный просп.                                  | Приморский              | | в 1960-е – из просп. Сталина; в 1966 переименован в Приморский бул. |
| Саратовская ул.                                    | Кальмиусский            | | в 1940-х находилась в 5-м районе (?) |
| Сартана станция                                    | Кальмиусский            | | отсутствует в Словаре улиц Мариуполя (2013) |
| Сартанский переул.                                 | Центральный             | | в 1930-е (?) переименован в переул. Кальчинский [Кальчанский] |
| Свердлова переул.                                  | Приморский              | | 3 марта 2016 переименован в переул. Вторая Слободка; до 15 декабря 2009 - пер. Толстого; Слободка |
| Свердлова ул.                                      | Приморский              | Свердлов, Яков Михайлович (1885-1919) - деятель Коммунистической партии и Советской России, член Коммунистической партии с 1901 года | до 1930-х и с 28 января 2016 - в ул. Вторая Слободка; с 1930-х и до середины XX века - ул. Чехова; Слободка |
| Свердлова ул.                                      | Центральный             | Свердлов, Яков Михайлович (1885—1919) — деятель Коммунистической партии и Советской России, член Коммунистической партии с 1901 года | 3 марта 2016 переименована в ул. Пшеничную; квартал «Азовский» |
| Свободы переул.                                    | Левобережный            | | 3 марта 2016 переименован в переул. Добровольцев; до 28 января 2016 – переул. Ленинградский |
| Свободы площ.                                      | Центральный             | | с середины XX века - площ. Театральная; до 1920-х называлась площ. Александровская |
| Свободы ул.                                        | Центральный             | | в 1920-х (?) - из ул. Таганрогской и ул. Больничной; в 1929 переименована в ул. Артёма |
| Седова ул.                                         | Центральный             | | в 1930-е (?) переименована в ул. Пугачёва; Новосёловка |
| Сенная площ.                                       | Центральный             | | альтернативное название Покровской площ.; в 1920-х переименована в площ. Республики, сейчас - площ. Административная |
| Сенная ул.                                         | Центральный             | | в 1920-х переименована в ул. Коммунальная (южная половина) |
| Сенной переул.                                     | Центральный             | | в 1920-х переименован в переул. Ленина; сейчас западная половина ул. Варганова |
| Серго переул.                                      | Левобережный            | | в 1980-е переименована в переул. Шепотинника |
| Серго ул.                                          | Левобережный            | Серго (Орджоникидзе, Григорий Константинович) (1886—1937) — известный грузинский большевик и видный советский государственный и партийный деятель, революционер | в 1990-е переименована в ул. Гугеля Якова |
| Сестрорецкая ул.                                   | Центральный             | | в 1960-е переименована в просп. Строителей (южная часть) |
| Силикатный массив                                  | Кальмиусский            | | отсутствует с 1970-х (?); в районе Новоброневой, Гуглино |
| Симонова переул.                                   | Левобережный            | Симонов, Константин Михайлович (1915—1979) — русский советский прозаик, поэт, киносценарист, журналист и общественный деятель, герой Социалистического Труда | отсутствует с 1970-х (?); в районе ул. Межевой и ул. Воинов-освободителей |
| Сковороды ул.                                      | Центральный             | Сковорода, Григорий Саввич (1722—1794) — украинский и русский странствующий философ, поэт, баснописец и педагог, внёсший значительный вклад в восточнославянскую культуру | до 1930-х (?) - ул. Чапаева; Новосёловка |
| Скоростная ул.                                     | Кальмиусский            | | переименована в ул. Тополиная и (часть) Донецкое шоссе |
| Слободки 1-я ул.                                   | Приморский              | | в 1930-е (?) переименована в ул. Котовского; Слободка |
| Слободки 2-я ул.                                   | Приморский              | | в 1930-е (?) переименована в ул. Чехова; сейчас – ул. Свердлова; Слободка |
| Слободки 3-я ул.                                   | Приморский              | | в 1930-е (?) переименована в ул. Донецкая; Слободка |
| Слободки 4-я ул.                                   | Приморский              | | в 1930-е (?) переименована в ул. Транспортная; сейчас – ул. Линника; Слободка |
| Слободский спуск                                   | Приморский, Центральный | | в середине XX века переименована в Гамперский спуск; Слободка |
| Соборная площ.                                     | Центральный             | | 28 сентября 1875 названа; (альтернативное название - площ. Базарная); сейчас - площ. Освобождения |
| Советская ул.                                      | Центральный             | | 19 декабря 1991 переименована в ул. Харлампиевская |
| Советская ул.                                      | Сартана                 | | в 2016 переименована в ул. Эллинская |
| Совхоз Азовский I отделение                        | Кальмиусский            | | 3 марта 2016 переименовано в Квартал Азовский I отделение; квартал Азовский |
| Совхоз Азовский II отделение                       | Центральный             | | 28 января 2016 переименовано в Квартал Азовский II отделение; квартал Азовский |
| Сортировочная ул.                                  | Левобережный            | | отсутствует в Словаре улиц (2013) находилась к западу от окончания ул. Станиславского; Успеновка |
| Сотенный переул.                                   | Центральный             | | в 1930-е переименована в ул. Черняховского |
| Софронова ул.                                      | Кальмиусский            | Софронов, Анатолий Владимирович (1911—1990) — русский советский писатель, поэт, публицист, сценарист и драматург, дважды лауреат Сталинской премии (1948, 1949), герой Социалистического Труда (1981) | отсутствует с 1970-х (?); Каменск |
| Социалистическая ул.                               | Кальмиусский            | | 28 января 2016 переименована в ул. Праздничная; Каменск |
| Спасо-Демьянская.площ.                             | Центральный             | | альтернативное название площ. Космодамиановская [Карасьевская] – сейчас пересечение ул. Артёма и бул. Шевченко |
| Средняя ул.                                        | Приморский              | | существовала в 1940-х; Порт |
| Сталина площадь                                    | Приморский              | | 1961 переименован; сейчас - Мариупольская площ. |
| Сталина проспект                                   | Приморский              | Сталин, Иосиф Виссарионович (1878—1953) — российский революционер, советский политический, государственный, военный и партийный деятель. С конца 1920-х — начала 1930-х до своей смерти Сталин единолично руководил Советским государством | в 1949 - из ул. Санаторной, в 1961 переименован в просп. Санаторный; сейчас - Приморский бул. |
| Сталинградская ул.                                 | Левобережный            | | 23 февраля 1962 переименована в ул. Волгоградская |
| Стандартная ул.                                    | Центральный             | | существовала в 1940-х; Правый Берег |
| Старобахмутская ул.                                | Центральный             | | в 1930-х (?) переименована в ул. Бахмутская; Новосёловка |
| Степная ул.                                        | Кальмиусский            | | в 1972 переименована в ул. Гонды |
| Степная ул.                                        | Приморский              | | до 1930-х - ул. Богдана (севернее ул. Гагарина) |
| Студенческая ул.                                   | Кальмиусский            | | существовала в 1940-х; Старый Базар |
| Таврическая ул.                                    | Центральный             | | до 1930-х (?) - ул. Коммунаров; Новосёловка |
| Таганрогская ул.                                   | Центральный             | | 28 сентября 1875 названа; в 1920-х переименована в ул. Артёма |
| Ташкентский переул.                                | Центральный             | | с начала 1977 - восточная половина ул. Варганова; до начала 1970-х - переул. Тюремный; до 1920-х - переул. Пожарный |
| Театральная ул.                                    | Центральный             | | в 1941-1943 - название просп. Ленина |
| Толстого переул.                                   | Приморский              | Толстой, Лев Николаевич (1828-1910) - русский писатель, творчество которого оказало огромное влияние на мировую литературу | 15 декабря 2009 переименован в переулок Свердлова |
| Торговый спуск                                     | Центральный             | | в 1930-х (?) переименован в спуск III Интернационала; сейчас – Банный спуск |
| Транспортная ул.                                   | Приморский              | | в 1930-е (?) из Слободки 4-я ул., в середине XX века переименована в ул. Линника; Слободка |
| Троцкого ул.                                       | Центральный             | Троцкий, Лев Давидович (1879—1940) — революционный деятель XX века, один из организаторов Октябрьской революции и Красной армии, нарком по иностранным делам, затем в 1918—1925 — нарком по военным и морским делам и председатель Реввоенсовета РСФСР, затем СССР. В 1927 году снят со всех постов, отправлен в ссылку. Был смертельно ранен агентом НКВД Рамоном Меркадером | в 1929 переименована в ул. 1 Мая; сейчас - ул. Георгиевская |
| Трудовых Резервов ул.                              | Левобережный            | Трудовые резервы (1943—1992) — всесоюзное добровольное спортивное общество (ДСО) для вовлечения в занятия спортом учащихся системы начального и среднего профессионально-технического образования | в начале 1980-х переименована в ул. Лепорского |
| Трудовых Резервов переул.                          | Левобережный            | | в начале 1980-х переименован в переул. Банный |
| Тупой переул.                                      | Приморский              | | в 1930-х (?) переименован в переул. Герцена |
| Тюремный переул.                                   | Центральный             | | до 1920-х - переул. Пожарный; с начала 1970-х - переул. Ташкентский; сейчас восточная половина ул. Варганова |
| Узловая ул.                                        | Центральный             | | с 1950-х (?) отсутствует, расположение достоверно неизвестно |
| Украинская ул.                                     | Левобережный            | | в 1980-х переименована в ул. Титова |
| Ульянова переул.                                   | Кальмиусский            | | 28 января 2016 переименован в переул. Хортицкий |
| Ульянова ул.                                       | Кальмиусский            | Ульянов, Дмитрий Ильич (1874-1943) - участник российского революционного движения, младший брат В. И. Ленина. В апреле 1920 года приезжал в Мариуполь | 3 марта 2016 переименована в ул. Кобзаря; Волонтёровка |
| Уманская ул.                                       | Центральный             | | до 1930-х (?) - ул. Ладыгина; Парковый |
| Урицкого ул.                                       | Центральный             | Урицкий, Моисей Соломонович (1873-1918) - активный участник борьбы за власть советов. В 1918 году назначен председателем Петроградской чрезвычайной комиссии. Убит эсером | 28 января 2016 переименована в ул. Филиппа Орлика; до 1930-х - ул. Достоевского |
| Успенская ул.                                      | Центральный             | | в 1920-х переименована в ул. Октябрьской Революции (Октябрьская) |
| Ушакова ул.                                        | Центральный             | | квартал «Азовский» |
| Февральской Революции площ.                        | Центральный             | | до 1919 (?) - площ. Александровская, в 1920-х переименована в площ. Свободы, сейчас - площ. Театральная |
| Февральской Революции [Февральская, Революции] ул. | Центральный             | | в 1920-х - из ул. Марьинская, сейчас - ул. Кирова |
| Феодосийская ул.                                   | Приморский              | | отсутствует с 1970-х (?); в районе начала-середины ул. Гагарина |
| Франко Ивана ул.                                   | Центральный             | | в 1920-х образована путём объединения с юга на север улиц: Морской спуск, Покровская ул. Бахмутская ул.; в середине XX века составила центральную и южную части просп. Металлургов |
| Франко Ивана ул.                                   | Центральный             | Франко, Иван Яковлевич (1856-1916) - украинский писатель-демократ, публицист и общественный деятель | переименована в середине XX века из ул. Фонтанная; 19 декабря 1991 переименована в ул. Фонтанная |
| Фрунзе ул.                                         | Центральный             | Фрунзе, Михаил Васильевич (1885-1925) - революционер, советский государственный и партийный деятель, строитель и полководец Советской Армии | 28 января 2016 переименована в ул. Ивана Франко; до 1930-х (?) - ул. Михайловская; Новосёловка |
| Фурманова ул.                                      | Левобережный            | Фурманов, Дмитрий Андреевич (1891-1926) - русский советский писатель. В 1919 году - военный комиссар 25-й Чапаевской дивизии | 28 января 2016 переименована в ул. Фурманова А.М.; Троицкий |
| Халтурина переул.                                  | Центральный             | | 28 января 2016 переименован в переул. Лучевой; Новосёловка |
| Халтурина ул.                                      | Центральный             | Халтурин, Степан Николаевич (1856-1882) - русский революционер, рабочий, организатор "Северного союза русских рабочих" | 28 января 2016 переименована в ул. Лучевая; до 1930-х - ул. Верещагина; Новосёловка |
| Хлебозаводская ул.                                 | Центральный             | | с 1930-х переименована в ул. Ворошилова, с середины XX века переименована в ул. Писарева |
| Хмельницкого ул.                                   | Центральный             | | в 1941-1943 - название ул. Георгиевская |
| Холмистая ул.                                      | Центральный             | | в 1941-1943 - название ул. Греческая |
| Цветочный проезд                                   | Левобережный            | | Троицкий |
| Центральная ул.                                    | Талаковка               | | 8 апреля 2016 года переименована в ул. Соборная; до того до 2016 переименована из ул. 40 лет Октября |
| Церковная ул.                                      | Приморский              | | до 1930-х - ул. Красной Горки |
| Цимлянская ул.                                     | Левобережный            | | в 1970-х переименована в ул. Ломизова |
| Цимлянский переул.                                 | Левобережный            | | отсутствует с 1970-х (?); рядом с ул. Ломизова |
| Цусимская ул.                                      | Левобережный            | Цусимское сражение (15 (28) мая 1905) — морская битва в районе острова Цусима, в которой российская 2-я эскадра флота Тихого океана потерпела сокрушительное поражение от Императорского флота Японии | отсутствует с 1970-х (?); в районе 3-го участка, Хатастроя |
| Чапаева ул.                                        | Центральный             | Чапаев, Василий Иванович (1887-1919) - герой гражданской войны, командир Красной Армии | 28 января 2016 переименована в ул. Уютная; до 1930-х (?) - ул. Сковороды; Новосёловка |
| Чапаева ул.                                        | Талаковка               | | в 2016 переименована в ул. Вишнёвая |
| Черкасская ул.                                     | Центральный             | | до 1930-х (?) - ул. Гайдара; Парковый |
| Чехова ул.                                         | Приморский              | | в 1930-е (?) из Слободки 2-я ул., в середине XX века переименована в ул. Свердлова; Слободка |
| Чигиринская ул.                                    | Центральный             | | до 1930-х (?) - ул. Гранитная; Новосёловка |
| Чкалова переул.                                    | Кальмиусский            | | отсутствует в Словаре улиц Мариуполя (2013), располагался восточнее и параллельно ул. Чкалова; Зирка |
| Шаумяна ул.                                        | Кальмиусский            | Шаумян, Степан Георгиевич (1878-1918) - член Коммунистической партии с 1900 года, один из 26 бакинских комиссаров, расстрелянных эсерами и английскими интервентами | 28 января 2016 переименована в ул. Шекспира |
| Шашкевича ул.                                      | Центральный             | Шашкевич, Маркиан Семёнович (1811—1843) — украинский общественный деятель в Галиции, просветитель — демократ, фольклорист, публицист и писатель, священник Униатской греко-католической церкви | в 1940-х название ул. Серова; Парковый |
| Шевченко переул.                                   | Центральный             | | в 1941-1943 - название ул. Университетская |
| Широкая ул.                                        | Приморский              | | переименована в 1940-х (?) из ул. Главная Рыбная; сейчас - ул. Грибоедова |
| Шишкина ул.                                        | Кальмиусский            | | отсутствует в Словаре улиц Мариуполя (2013); Шишкин, Иван Иванович (1832-1898) - русский живописец-пейзажист |
| Шишкина ул.                                        | Приморский              | Шишкин, Иван Иванович (1832-1898) - русский живописец-пейзажист, | в 2000-х переименована в ул. Нестерова, дублировала улицу в Кальмиусском районе |
| Шишманский переул.                                 | Центральный             | | существовала в 1940-х; Шишманка |
| Школьная ул.                                       | Приморский              | | до 1930-х - ул. Балбухи пионера (южнее ул. Гагарина) |
| Школьная ул.                                       | Центральный             | | в 1941-1943 - название ул. Митрополитская |
| Школьный переул.                                   | Центральный             | | с 1950-х (?) отсутствует; Парковый |
| Шмидта спуск                                       | Приморский              | | сейчас отсутствует; до 1920-х назывался спуск Биржевый |
| Шоссейная ул.                                      | Левобережный            | | существовала в 1940-х; Успеновка |
| Штабный переул.                                    | Центральный             | | с 1930-х (?) переименована в ул. Кибальчича |
| Щорса переул.                                      | Талаковка               | | в 2016 переименован в переул. Широкий |
| Щорса ул.                                          | Приморский              | Щорс, Николай Александрович (1895-1919) - герой гражданской войны, советский военный деятель | 3 марта 2016 переименована в ул. Журавлиную |
| Энгельса ул.                                       | Центральный             | Фридрих Энгельс (1820-1895) - один из основоположников научного коммунизма, вождь и учитель международного пролетариата, друг и соратник Карла Маркса | 3 марта 2016 переименована в ул. Нильсена архитектора; до 1929-х - ул. Константиновская [Городская]; часть улицы (дома № 38 - 52) 8 октября 2013 переименована в ул. Савчука; в 1941-1943 - ул. Андельская                                                                                        |
| Энгельса ул.                                       | Центральный             | | 3 марта 2016 переименована в ул. Казацкую; квартал «Азовский» |
| Юбилейная ул.                                      | Талаковка               | | в 2016 переименована в ул. Главинского |
| Яблочная ул.                                       | Левобережный            | | отсутствует с 1970-х (?); пос. Первомайск [Хатастрой] |
| Яровая ул.                                         | Центральный             | | до 1930-х (?) - ул. Овражная; Парковый |
| Ярославского ул.                                   | Кальмиусский            | | 3 июня 2016 переименована в ул. Александра Мартыненко; Ярославский, Емельян Михайлович (1878-1943) — советский партийный деятель, историк, академик); Аэродром |

## Неофициальные названия улиц
| Улица                           | Район        | В честь кого/чего | Переименована                                                                  |
| ------------------------------- | ------------ | --- | ------------------------------------------------------------------------------ |
| II Шлаковый переул.             | Кальмиусский | | между ул. Гонды и ул. Макара Мазая, адресов нет                                |
| Азовской военной флотилии сквер | Приморский   | | до 28 января 2016 – сквер Красной Азовской флотилии                            |
| Водопьянова ул.                 | Кальмиусский | Водопьянов, Михаил Васильевич (1899—1980) — советский лётчик, участник спасения экипажа парохода «Челюскин», участник арктических и высокоширотных экспедиций, генерал-майор авиации, член Союза писателей СССР, член ЦИК СССР, шестой Герой Советского Союза (1934) | между ул. Гонды и ул. Академика Амосова, адресов нет                           |
| Волховский переул.              | Приморский   | | между ул. Волховская и ул. Сумская, адресов нет                                |
| Даманская ул.                   | Приморский   | Даманский (2 и 15 марта 1969) — в честь вооружённых столкновений между СССР и КНР в районе острова Даманский | между переул. Воздухофлотский и ул. Взлётная, адресов нет                      |
| Карла Маркса площ.              | Центральный  | | Правый Берег, адресов нет                                                      |
| Кирова площ.                    | Приморский   | | на пересечении просп. Металлургов и бул. Шевченко, адресов нет                 |
| Мариупольская площ.             | Приморский   | | на пересечении просп. Металлургов и бул. Приморского, адресов нет              |
| Маршрутная ул.                  | Левобережный | | между ул. Олимпийская и ул. Киевская, адресов нет                              |
| Победы площ.                    | Левобережный | | на пересечении просп. Победы и бул. 50-летия Октября, адресов нет              |
| Свободы площ.                   | Центральный  | | на пересечении просп. Строителей и просп. Мира; до 13 июня 2015 - площ. Ленина |
| Снежный переул.                 | Левобережный | | между ул. Менделеева и переул. Волнистый, адресов нет                          |
| Штормовая ул.                   | Левобережный | | между ул. Гагарина и ул. Львовская, адресов нет                                |

Кроме того, часто ошибочно называют следующие топонимы (вероятно, ранее могли существовать некоторые из приведённых ниже по списку):
- Балагуры переул. (правильный вариант — Балагуры ул.)
- Братский переул. (правильный вариант — Братская ул.)
- Головнина ул. (правильный вариант — Головина ул.)
- Горный переул. (правильный вариант — Горная ул.)
- Городовикова ул. (правильный вариант — Годовикова ул.)
- Гурьевский переул. (правильный вариант — Гурьевская ул.)
- Енисейская ул. (правильный вариант — Енисейский переул.)
- Железный переул. (правильный вариант — Зелёный переул.)
- Житомирский переул. (правильный вариант — Житомирская ул.)
- Колхозная ул. (правильный вариант — Колхозный переул.)
- Корабельная ул. (правильный вариант — Корабельный переул.)
- Коцюбинского переул. (правильный вариант — Коцюбинского ул.)
- Крупской ул. (правильный вариант — Крупской переул.)
- Курский переул. (правильный вариант — Курская ул.)
- Ленточная ул. (правильный вариант — Ленточный переул.)
- Лодыгина ул. (правильный вариант — Ладыгина ул.)
- Ломоносова ул. (Приморский район, правильный вариант — Ломоносова переул.)
- Лучистый переул. (правильный вариант — Лучистая ул.)
- Макарова ул. (правильный вариант — Макарова переул.)
- Международный переул. (правильный вариант — Международная ул.)
- Мелитопольский переул. (правильный вариант — Мелитопольская ул.)
- Нагорная ул. (правильный вариант — Надгорная ул.)
- Олега Кошевого переул. (правильный вариант — Олега Кошевого ул.)
- Орсовский переул. (правильный вариант — Орсовская ул., сейчас — ул. Героическая)
- Приморский переул. (правильный вариант — Приморская ул. Левобережного района)
- Просвещения переул. (правильный вариант — Просвещения ул.)
- Просторный переул. (правильный вариант — Просторная ул.)
- Самарская ул. (правильный вариант — Самарский переул.)
- Синявина ул. (правильный вариант — Сенявина ул.)
- Таганрогский переул. (правильный вариант — Таганрогский проезд)
- Токарева ул. (правильный вариант — Токарева переул.)
- Черняховского ул. (правильный вариант — Черняховского переул.)
- Чигорина ул. (правильный вариант — Чигорина переул.)
- Штурманский переул. (правильный вариант — Штурманская ул.)
- Янтарная ул. (правильный вариант — Янтарный переул.)
- Ярослава Галана ул. (правильный вариант — Ярослава Галана переул.)

## Улицы посёлков и сёл городского совета
| Улица                    | Нас.пункт   | Сад.товарищество            | Примечания |
| ------------------------ | ----------- | --------------------------- | --- |
| Виноградная ул.          | с. Гнутово  |                             | |
| Вишнёвая ул.             | с. Гнутово  |                             | в 2016 переименована из ул. 60 лет Октября |
| Восточный переул.        | с. Гнутово  |                             | |
| Мичурина ул.             | с. Гнутово  |                             | Мичурин, Иван Владимирович (1855-1935) - советский биолог, преобразователь природы, почётный член АН СССР |
| Молодёжная ул.           | с. Гнутово  |                             | |
| Победы ул.               | с. Гнутово  |                             | |
| Полевая ул.              | с. Гнутово  |                             | |
| Садовая ул.              | с. Гнутово  |                             | |
| Степная ул.              | с. Гнутово  |                             | |
| Центральная ул.          | с. Гнутово  |                             | в 2016 переименована из ул. Кирова |
| 1 Мая ул.                | Сартана     |                             | |
| Абрикосовая ул.          | Сартана     |                             | в 2016 переименована из ул. Калинина |
| Воинов-освободителей ул. | Сартана     |                             | |
| Волкова ул.              | Сартана     |                             | Волков, Владислав Николаевич (1935—1971) — советский лётчик-космонавт. |
| Гагарина ул.             | Сартана     |                             | Гагарин, Юрий Алексеевич (1934-1968) - лётчик-космонавт СССР, первый человек, совершивший полёт в космос (1961). Полковник, Герой Советского Союза                                                                             |
| Генерала Куркчи ул.      | Сартана     |                             | Куркчи, Анатолий Семёнович (1952-1996) - генерал-майор, участник ликвидации аварии на ЧАЭС |
| Греческий проезд         | Сартана     |                             | |
| Громова переул.          | Сартана     |                             | Громов, Михаил Михайлович (1899-1985) - Герой Советского Союза, участник беспосадочных рекордных перелётов. |
| Добровольского ул.       | Сартана     |                             | Добровольский, Георгий Тимофеевич (1928-1971) - лётчик-космонавт СССР, подполковник, Герой Советского Союза, погиб 30 июня 1971 года при возвращении на землю космического корабля "Союз-11" после завершения программы полёта |
| Дружная ул.              | Сартана     |                             | в 2016 переименована из ул. Апатова |
| Западная ул.             | Сартана     |                             | |
| Зелёная ул.              | Сартана     |                             | |
| Извилистая ул.           | Сартана     |                             | |
| Кальмиусская ул.         | Сартана     |                             | |
| Клубный переул.          | Сартана     |                             | |
| Колхозная ул.            | Сартана     |                             | |
| Колхозный переул.        | Сартана     |                             | |
| Комарова ул.             | Сартана     |                             | Комаров, Владимир Михайлович (1927-1967) - лётчик-космонавт СССР, дважды Герой Советского Союза, погиб при испытании космического корабля в полёте                                                                             |
| Костоправа ул.           | Сартана     |                             | Костоправ, Георгий Антонович (1903-1938) - румейский поэт и писатель, основатель национальной литературы греков Украины, редактор мариупольской греческой газеты «Коллективистис», репрессирован                               |
| Крайняя ул.              | Сартана     |                             | |
| Лафазана ул.             | Сартана     |                             | Лафазан, Михаил Михайлович (род. в 1930 году) |
| Лермонтова ул.           | Сартана     |                             | Лермонтов, Михаил Юрьевич (1814-1841) - русский поэт, выступил в русской литературе как наследник и продолжатель А. С. Пушкина                                                                                                 |
| Набережная ул.           | Сартана     |                             | |
| Набережный переул.       | Сартана     |                             | |
| Огородная ул.            | Сартана     |                             | |
| Огородный туп.           | Сартана     |                             | |
| Октябрьская ул.          | Сартана     |                             | |
| Папанина ул.             | Сартана     |                             | Папанин, Иван Дмитриевич (1894-1986) — советский полярный исследователь, контр-адмирал. |
| Парковый переул.         | Сартана     |                             | |
| Партизанская ул.         | Сартана     |                             | |
| Партизанский переул.     | Сартана     |                             | |
| Паши Ангелиной ул.       | Сартана     |                             | Ангелина, Прасковья Никитична (1912-1958) - организатор первой в СССР женской тракторной бригады в селе Старобешево Сталинской области, дважды Герой Социалистического Труда                                                   |
| Полевая ул.              | Сартана     |                             | |
| Пушкина ул.              | Сартана     |                             | Пушкин, Александр Сергеевич (1799-1837) - русский поэт, родоначальник новой русской литературы, своим творчеством утвердил нормы русского литературного языка, выразитель передовых идей своего времени                        |
| Речная ул.               | Сартана     |                             | |
| Речной переул.           | Сартана     |                             | |
| Садовая ул.              | Сартана     |                             | |
| Северная ул.             | Сартана     |                             | |
| Северный туп.            | Сартана     |                             | |
| Соборная ул.             | Сартана     |                             | в 2016 переименована из ул. Красноармейская |
| Степная ул.              | Сартана     |                             | |
| Тенистый переул.         | Сартана     |                             | в 2016 переименован из переул. III Интернационала |
| Тупиковый проезд         | Сартана     |                             | в 2016 переименован из проезд Красноармейский |
| Хартахая ул.             | Сартана     |                             | Хартахай, Феоктист Авраамович (1836-1880) - педагог, историк, основатель гимназий в Мариуполе |
| Челюскинцев ул.          | Сартана     |                             | Челюскинцы — участники советской полярной экспедиции 1993-1934 годов на пароходе «Челюскин» под руководством О. Ю. Шмидта. |
| Чкалова переул.          | Сартана     |                             | Чкалов, Валерий Павлович (1904-1938) - советский лётчик, Герой Советского Союза, комбриг, награждён двумя орденами Ленина и орденом Красного Знамени                                                                           |
| Шевченко ул.             | Сартана     |                             | Шевченко, Тарас Григорьевич (1814-1861) - украинский народный поэт, художник, мыслитель, революционер-демократ, основоположник новой украинской литературы                                                                     |
| Шмидта ул.               | Сартана     |                             | Шмидт, Отто Юльевич (1891-1956) - советский математик и геофизик, исследователь Арктики, академик АН СССР, Герой Советского Союза                                                                                              |
| Эллинская ул.            | Сартана     |                             | в 2016 переименована из ул. Советская |
| Весёлая ул.              | Старый Крым |                             | в 2016 переименована из ул. Кирова |
| Весенняя л.              | Старый Крым |                             | в 2016 переименована из ул. Красноармейская |
| Гранитная ул.            | Старый Крым |                             | |
| Гранкарьер ул.           | Старый Крым |                             | |
| Дружбы ул.               | Старый Крым |                             | |
| Дружная ул.              | Старый Крым |                             | в 2016 переименована из ул. Комсомольская |
| Заречная ул.             | Старый Крым |                             | до 15 февраля 1989 называлась ул. Жданова |
| Зирка-2 посёлок          | Старый Крым |                             | |
| Каштановая ул.           | Старый Крым |                             | в 2016 переименована из ул. Куйбышева |
| Мира ул.                 | Старый Крым |                             | |
| Молодёжная ул.           | Старый Крым |                             | |
| Новая ул.                | Старый Крым |                             | |
| Рабочая остановка ул.    | Старый Крым |                             | старое название - 8 км |
| Светлая ул.              | Старый Крым |                             | до 8 апреля 2016 года - ул. Крупской |
| Северная ул.             | Старый Крым |                             | |
| Совхозная ул.            | Старый Крым |                             | |
| Совхоз «Зирка» ул.       | Старый Крым |                             | |
| Степная ул.              | Старый Крым |                             | |
| Центральная ул.          | Старый Крым |                             | в 2016 переименована из ул. Ленина |
| Юбилейная ул.            | Старый Крым |                             | |
| Южная ул.                | Старый Крым |                             | |
| 1 Мая ул.                | Талаковка   |                             | |
| 1 Мая переул.            | Талаковка   |                             | в 2016 переименован из переул. Крупской |
| Азовская ул.             | Талаковка   |                             | в 2016 переименована из ул. XX партсъезда |
| Абрикосовая ул.          | Талаковка   | СТ «Оптимист», СТ «Степное» | |
| Безымянный переул.       | Талаковка   |                             | |
| Будённого ул.            | Талаковка   | СТ «Степное»                | |
| Весёлая ул.              | Талаковка   |                             | |
| Ветвистая ул.            | Талаковка   | СТ «Степное»                | |
| Вишнёвая ул.             | Талаковка   |                             | в 2016 переименована из ул. Чапаева |
| Вишнёвая ул.             | Талаковка   | СТ «Оптимист»               | |
| Гагарина ул.             | Талаковка   |                             | Гагарин, Юрий Алексеевич (1934-1968) - лётчик-космонавт СССР, первый человек, совершивший полёт в космос (1961). Полковник, Герой Советского Союза                                                                             |
| Главинского ул.          | Талаковка   |                             | до 1989 называлась ул. Юбилейная; Главинский, Василий Александрович (1959-1984) - советский офицер, погибший в Афганистане |
| Гранатовая ул.           | Талаковка   | СТ «Степное»                | |
| Западная ул.             | Талаковка   |                             | |
| Западный переул.         | Талаковка   |                             | |
| Заречная ул.             | Талаковка   |                             | |
| Изумрудная ул.           | Талаковка   | СТ «Степное»                | |
| Кальмиусская ул.         | Талаковка   |                             | |
| Куинджи переул.          | Талаковка   |                             | Куинджи, Архип Иванович (1841-1910) - русский живописец-пейзажист, родился в Мариуполе |
| Лазурная ул.             | Талаковка   |                             | в 2016 переименована из ул. Пархоменко |
| Лазурный переул.         | Талаковка   |                             | до 8 апреля 2016 года - переул. Пархоменко |
| Луговая ул.              | Талаковка   |                             | в 2016 переименована из ул. Боженко |
| Малиновая ул.            | Талаковка   |                             | |
| Малосадовая ул.          | Талаковка   |                             | |
| Медовая ул.              | Талаковка   | СТ «Степное»                | |
| Мирный переул.           | Талаковка   |                             | |
| Мичурина ул.             | Талаковка   |                             | Мичурин, Иван Владимирович (1855-1935) - советский биолог, преобразователь природы, почётный член АН СССР |
| Набережная ул.           | Талаковка   |                             | |
| Набережная I ул.         | Талаковка   | СТ «Оптимист»               | |
| Набережная II ул.        | Талаковка   | СТ «Оптимист»               | |
| Надежды ул.              | Талаковка   |                             | |
| Огородная ул.            | Талаковка   |                             | |
| Олимпийская ул.          | Талаковка   |                             | в 2016 переименована из ул. XXV партсъезда |
| Осенняя ул.              | Талаковка   | СТ «Степное»                | |
| Парниковая ул.           | Талаковка   |                             | |
| Плодовая ул.             | Талаковка   | СТ «Степное»                | |
| Подгорный переул.        | Талаковка   |                             | |
| Полевая ул.              | Талаковка   |                             | |
| Приветливая ул.          | Талаковка   | СТ «Оптимист»               | |
| Радужная ул.             | Талаковка   | СТ «Степное»                | |
| Речная I ул.             | Талаковка   |                             | |
| Речная II ул.            | Талаковка   |                             | |
| Рождественская ул.       | Талаковка   |                             | до 8 апреля 2016 года - ул. Звёздная; до этого в 2016 - ул. Будённого |
| Рождественский переул.   | Талаковка   |                             | до 8 апреля 2016 года - переул. Звёздный; до этого в 2016 - переул. Будённого |
| Садовая ул.              | Талаковка   |                             | |
| Садовая ул.              | Талаковка   | СТ «Оптимист»               | |
| Северная ул.             | Талаковка   | СТ «Оптимист»               | |
| Северный переул.         | Талаковка   |                             | |
| Сиреневый переул.        | Талаковка   |                             | в 2016 переименован из переул. Котовского |
| Соборная ул.             | Талаковка   |                             | до 8 апреля 2016 года - ул. Центральная; до этого в 2016 - ул. 40 лет Октября |
| Совхозная ул.            | Талаковка   |                             | |
| Солнечная ул.            | Талаковка   |                             | в 2016 переименована из ул. Ленинская; до 15 февраля 1989 называлась ул. Жданова |
| Соратников ул.           | Талаковка   |                             | |
| Спортивная ул.           | Талаковка   |                             | |
| Спортивный переул.       | Талаковка   |                             | |
| Степная ул.              | Талаковка   |                             | |
| Суворова ул.             | Талаковка   |                             | Суворов, Александр Васильевич (1729-1800) - русский полководец, генералиссимус |
| Университетская ул.      | Талаковка   |                             | |
| Цветочная ул.            | Талаковка   |                             | |
| Цветочный переул.        | Талаковка   |                             | |
| Цветочный проезд         | Талаковка   |                             | |
| Цветочный тупик          | Талаковка   |                             | |
| Центральная ул.          | Талаковка   | СТ «Оптимист»               | |
| Широкий переул.          | Талаковка   |                             | в 2016 переименован из переул. Щорса |
| Школьная ул.             | Талаковка   |                             | |
| Южная ул.                | Талаковка   | СТ «Оптимист»               | |
| Южный переул.            | Талаковка   |                             | |

## Спорные топонимы
Улицы, возможно, требующие декоммунизации, но не внесённые в список для переименования
1. улица Вакуленчука (Приморский район)
2. переулок Волочаевский (Кальмиусский район)[3]
3. проезд Волочаевский (Кальмиусский район)[3]
4. улица Волочаевская (Кальмиусский район)[3]
5. улица Восстания (Кальмиусский район)
6. улица Восстания (Приморский район)
7. улица Голубенко (Левобережный район)
8. улица Горького (Кальмиусский район)
9. переулок Дундича (Кальмиусский район)[4]
10. улица Дундича (Кальмиусский район)[4]
11. улица Ильичёвская (Центральный район)[4]
12. улица Интернациональная (Приморский район)[3]
13. улица Кибальчича (Центральный район)
14. улица Кизирова (Кальмиусский район)[4]
15. переулок Клары Цеткин (Кальмиусский район)[4]
16. улица Клары Цеткин (Кальмиусский район)[4]
17. улица Колхозная (пгт Сартана)[3]
18. переулок Колхозный (Центральный район)[3]
19. переулок Колхозный (пгт Сартана)[3]
20. улица Кондрашкина (Кальмиусский район)[4]
21. улица Красномаякская (Приморский район)
22. улица Красные Горки (Приморский район)
23. улица Майская (Кальмиусский район)
24. улица Молонова (Левобережный район)
25. улица МЮДа (Кальмиусский район)[3]
26. улица Озера Хасан (Кальмиусский район)
27. улица Октябрьская (Левобережный район)
28. улица Октябрьская (пгт Сартана)
29. улица Парижской Коммуны (Кальмиусский район)[3]
30. улица Пархоменко (Кальмиусский район)[4]
31. улица Первомайская (Кальмиусский район)
32. улица Плеханова (Кальмиусский район)
33. улица Правды (Кальмиусский район)[3]
34. улица Пролетарская (Левобережный район)
35. улица Советская (Левобережный район])
36. улица Совхоз «Зирка» (пгт Старый Крым)[3]
37. улица Совхозная (Кальмиусский район)[3]
38. улица Совхозная (пгт Талаковка)[3]
39. улица Сакко и Ванцетти (Кальмиусский район)
40. переулок Софии Перовской (Кальмиусский район)
41. улица Софии Перовской (Кальмиусский район)
42. переулок Ткаченко-Петренко (Приморский район) → переулок Гаражный
43. улица Ткаченко-Петренко (Приморский район) → улица Гаражная[5]
44. улица Ухтомского (Кальмиусский район)
45. улица Халхингольская (Кальмиусский район)
46. улица Шепотиленко (Кальмиусский район)[4]
47. переулок Шестакова (Приморский район)[4]